# Varsovia
Varsovia (en polaco: Warszawa; AFI: [varˈʂava]ⓘ) es la capital y ciudad más grande de Polonia desde 1596. Es también la sede del presidente de la República, del Parlamento y del resto de las autoridades centrales. Cuenta con una población de 1 745 000 habitantes (en 2014), lo que la convierte en la séptima ciudad más poblada de la Unión Europea, y  posee unos 3 101 000 habitantes en su área metropolitana.
La historia de la ciudad se remonta a finales del siglo XIII. En ese momento, era un pequeño pueblo de pescadores. En 1569, el rey Segismundo III transfirió su corte junto con la capital polaca de Cracovia a Varsovia. Una vez descrita como la «París del Norte», Varsovia fue considerada una de las ciudades más hermosas del mundo anterior a la Segunda Guerra Mundial. Bombardeada al comienzo de la invasión alemana en 1939, la ciudad resistió. Las deportaciones de la población judía a los campos de concentración provocaron el levantamiento del gueto de Varsovia en 1943 y la destrucción del gueto después de un mes de lucha. Una revuelta general en Varsovia entre agosto y octubre de 1944 llevó a una mayor devastación. Varsovia adquirió el nuevo título de «Ciudad Fénix» debido a su larga historia y su reconstrucción completa después de la Segunda Guerra Mundial, que había dejado en ruinas más del 85 % de los edificios.
Es la sede de Frontex, la guardia de fronteras europea y la agencia costera. También es una de las ciudades metropolitanas más dinámicas de Europa. En 2012, la Unidad de inteligencia de The Economist la clasificó como la 32.ª ciudad más habitable del mundo. En 2017, la ciudad ocupó el 4.º lugar en la categoría "Amigable para los negocios" y el 8.º en "Capital humano y estilo de vida". También se la ha clasificado como una de las ciudades más habitables de Europa Central y Oriental y es uno de los principales centros económico-financieros y culturales de Europa.
La Unesco ha declarado su centro histórico Patrimonio de la Humanidad en 1980. Es la parte más antigua de la ciudad y también la principal atracción turística con la Columna de Segismundo, la Barbacana y el Castillo Real.
A Varsovia se la conoce por varios tratados como: el Pacto de Varsovia, la Convención de Varsovia y el Tratado de Varsovia.

## Etimología

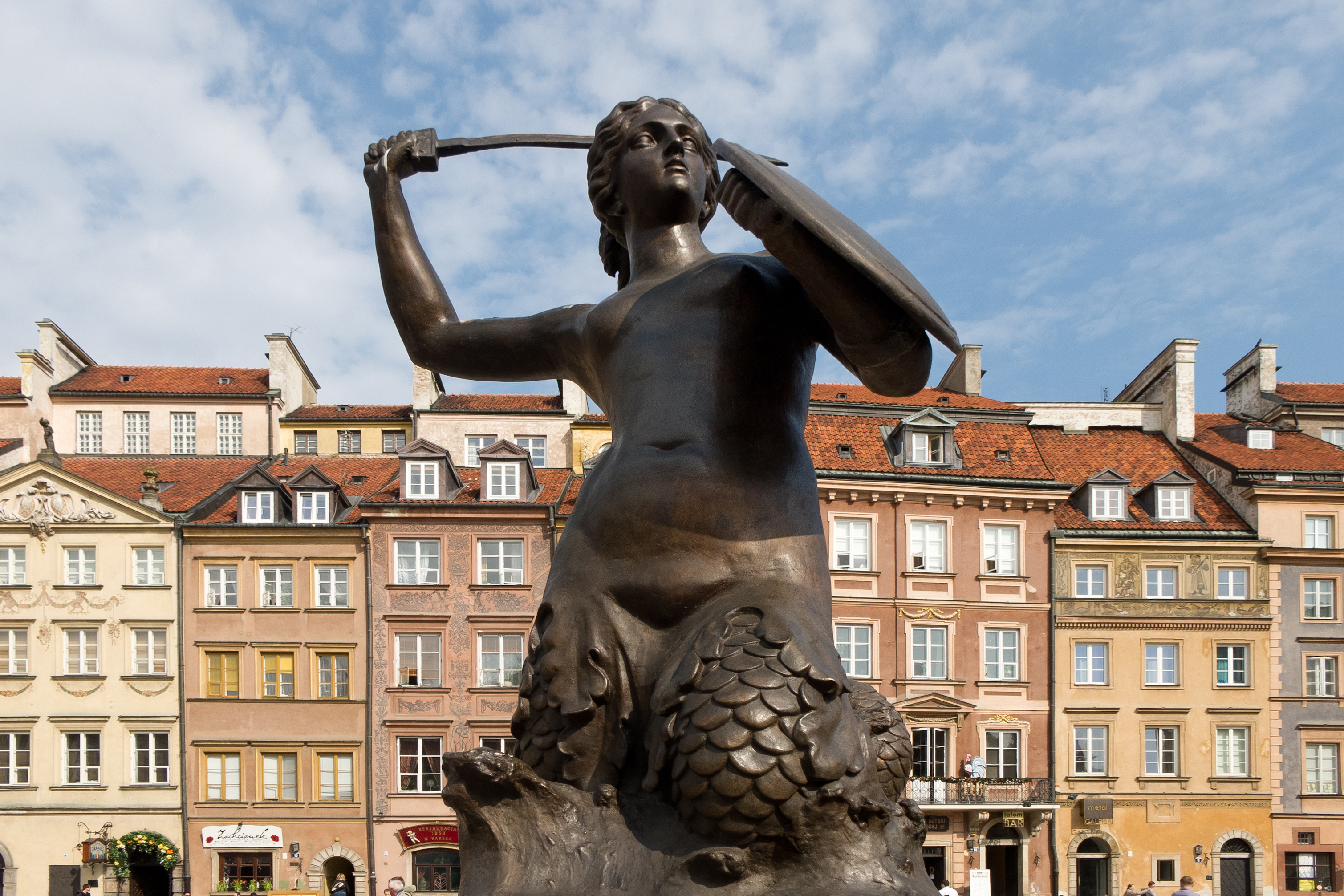
Sirena de Varsovia, el símbolo de la ciudad.

El nombre Warszawa viene del posesivo del nombre Warsz ―es decir, Warszewa o Warszowa―. Según la etimología popular, el nombre viene de un pescador pobre llamado Wars y su mujer, una sirena llamada Sawa.
Desde la segunda mitad del siglo XVII, el emblema de la ciudad es dicha sirena con una espada y un escudo en sus manos. Representa a la criatura que, según la leyenda, ordenó fundar la ciudad.

## Historia

### Historia temprana
Hacia fines del siglo X e inicios del XI, existió un pequeño asentamiento comercial llamado Antiguo Bródno en los límites de Varsovia.
Esta pequeña población compitió comercialmente con Kamion y Jazdów, dos villas cercanas.
Se estima que Kamion se fundó alrededor del año 1065. El primer registro histórico de Jazdów corresponde a julio de 1262, cuando los lituanos arrasaron la villa. El duque Bolesław II trasladó entonces a la población de Jazdów dos millas al norte, donde se encontraba un pequeño pueblo pescador llamado Warszowa, y construyó un castillo. Se construyó una capilla de madera cerca de la fortificación, pero los lituanos la quemaron. En el lugar se inició entonces la construcción de una iglesia de ladrillos, que se convertiría en la Catedral de San Juan. Alrededor del 1300, la ciudad recibió su acta municipal, que más tarde se perdió. En 1339, la ciudad quedó bajo la jurisdicción de un bailío, y desde 1376 la administró un ayuntamiento. 
Para el final del siglo, la ciudad ya contaba con una doble muralla defensiva.
La mayor cantidad de información sobre la ciudad en sus inicios está contenida en el caso de la corte contra los Caballeros Teutónicos, que tuvo lugar en la catedral de San Juan en 1339. Durante el siglo XIV, la economía de Varsovia se basaba en las artesanías y el comercio. En 1350, se fundó la iglesia y el monasterio agustino. En 1411, la princesa Anna Mazowiecka ordenó la construcción de la iglesia de la Asunción de la Virgen María.

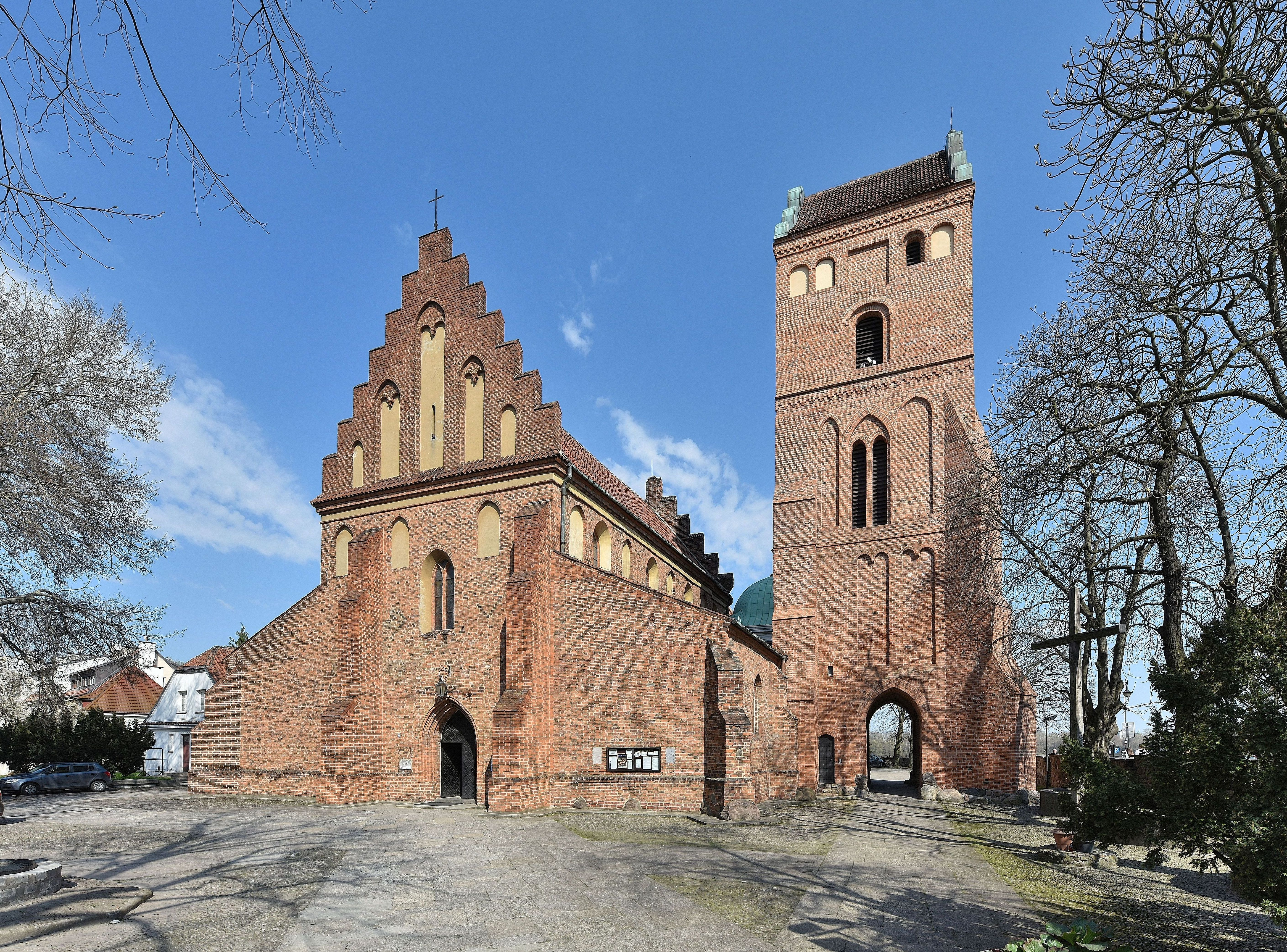
Iglesia de Santa María en el Barrio Nuevo de Varsovia.

En 1413, Janusz I convirtió a Varsovia en la capital oficial del Ducado de Mazovia, reemplazando a Czersk. La población estimada en esta fecha era de 4500 habitantes. Se inició de inmediato la reconstrucción del castillo, las murallas y el Ayuntamiento. Además, desde 1408, se había iniciado la expansión de la ciudad hacia el norte del sitio original, quedando dividida la ciudad en el pueblo nuevo y el pueblo viejo. El pueblo nuevo (Nowe Miasto) contaba con su propia acta municipal y sus propias leyes. El objetivo era regular la presencia de nuevos asentamientos a las afueras de la ciudad, habitados principalmente por judíos.
Los ciudadanos, que en aquella época tenían la misma nacionalidad, contaban con una gran disparidad en sus estatus financieros. Esta diferenciación y los contrastes del desarrollo social resultaron en 1525 en la primera revuelta de los pobres de Varsovia contra los ricos y la autoridad que los gobernaba.

### Siglos XVI al XVIII
En 1526, con la extinción de la dinastía ducal mazoica, el rey Segismundo I el Viejo entró a la ciudad, y después de que el gobierno local jurara lealtad al rey polaco, la ciudad, junto con su provincia, fue anexionada al Reino de Polonia. La incorparación al reino significó una aceleración en el desarrollo de la ciudad, que se convirtió en la principal del mismo. En 1529, Varsovia sirvió de sede al Sejm por primera vez, aunque sin contar con carácter de sede permanente. Ya en el pasado, las reuniones de la Dieta mazoica se realizaban en la iglesia de San Martín.

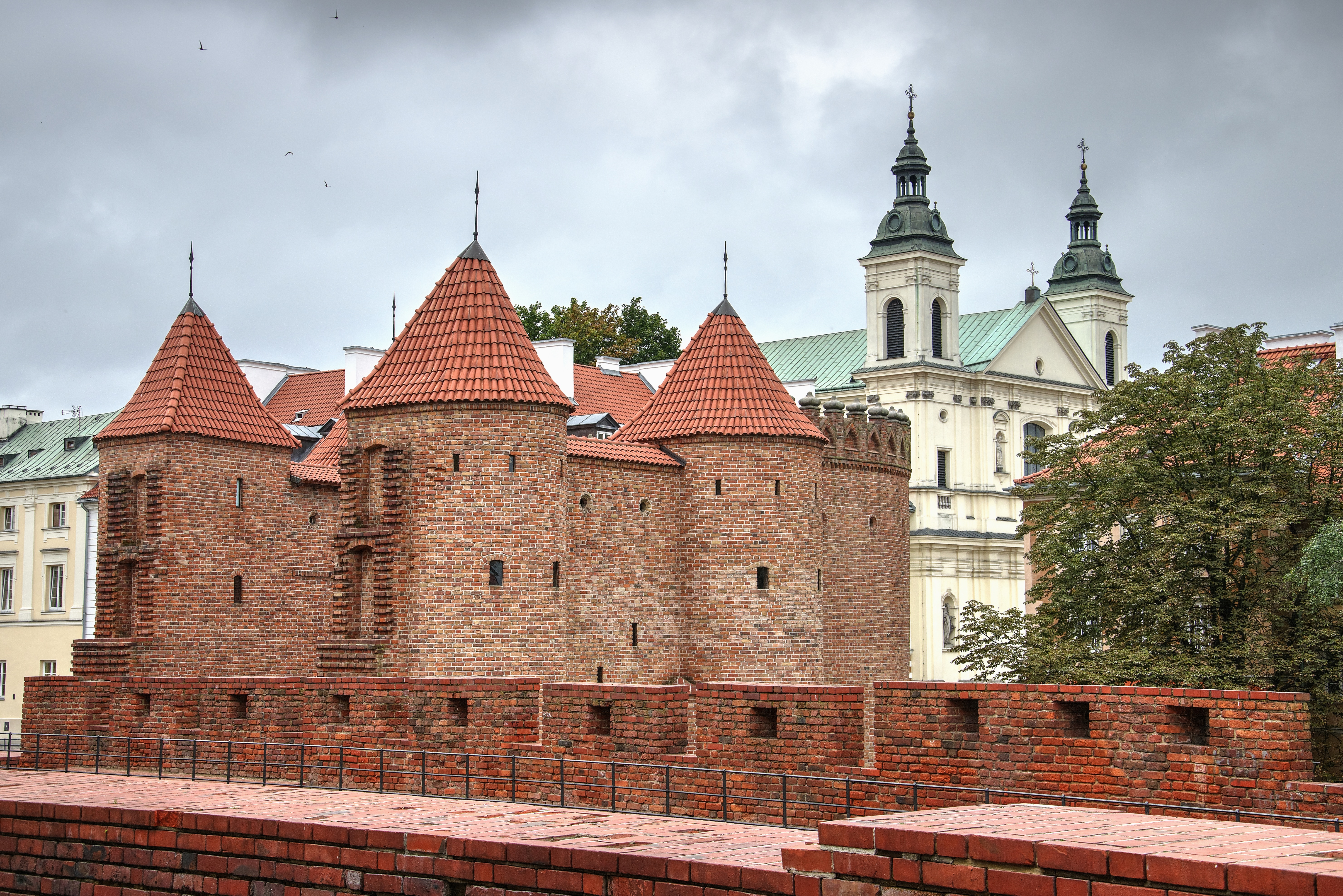
La barbacana (1540) y las murallas defensivas del centro histórico

En 1526, con la llegada del rey polaco, se decretó la intolerancia para con los judíos, en una ordenanza municipal. El primer registro de judíos en Varsovia data de 1414, y se conoce que en 1483 habían sido expulsados a las afueras de la ciudad, regresando poco después. Tras el impacto de conocer el regreso de los judíos en Varsovia, Varsovia se levanta en armas, pero el decreto de 1526 tuvo poco efecto, y el gueto judío siguió creciendo en el centro de la ciudad. El rey, tras enamorarse de una joven judía en 1570, suspende el ataque a los judíos y les permite el paso. A pesar de los continuos roces entre patricios, gremios y judíos, la rápida expansión de la economía permitió la convivencia entre ellos. Se estima que Varsovia inició el siglo XIV con 4500 habitantes, ascendido su población a 20 000 personas al finalizar el siglo. En 1544, un incendio dañó la ciudad vieja.

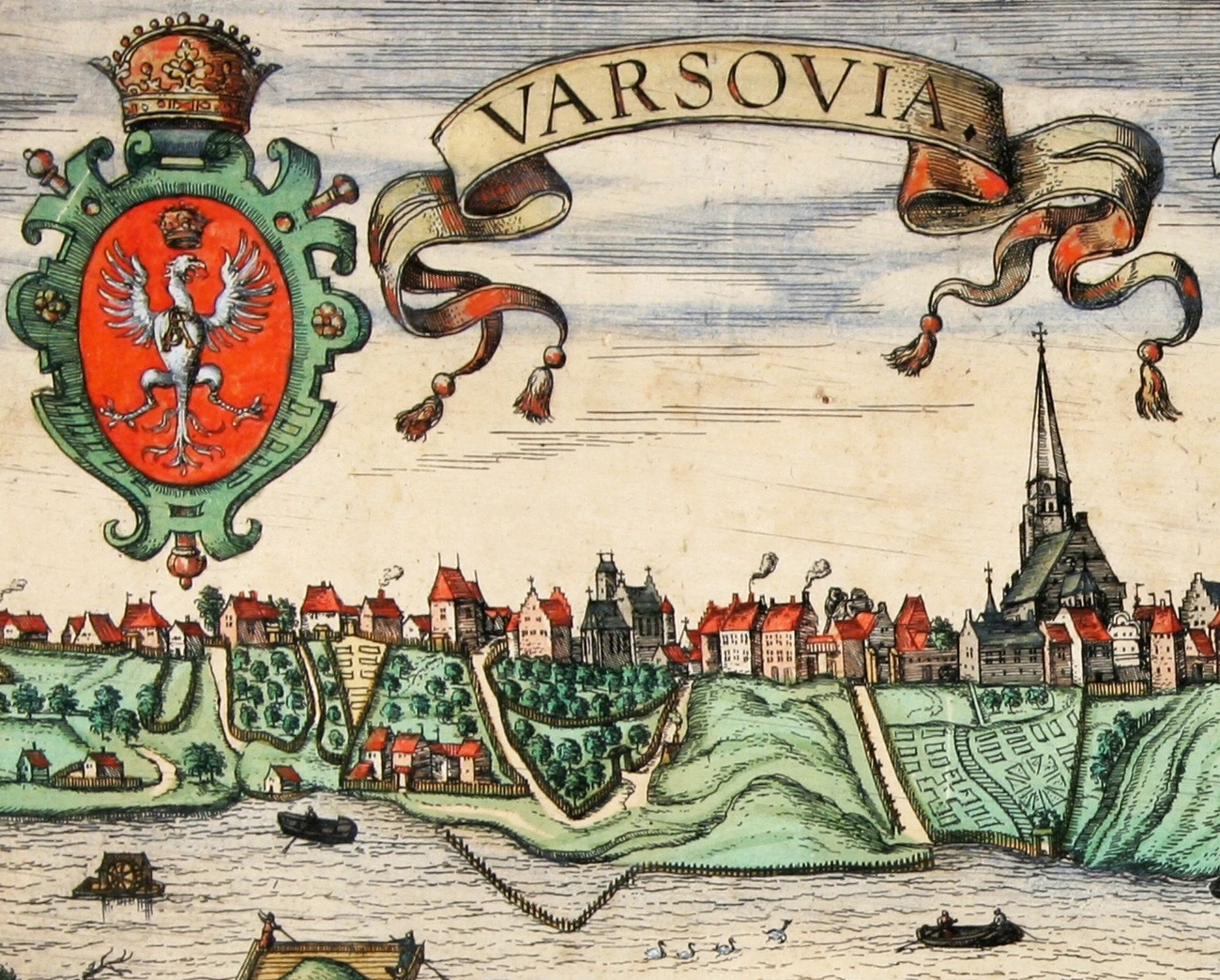
Una vista de Varsovia en el, con la Catedral de San Juan a la derecha.

En 1571 se firmó la unión de Lublin, donde se declaraba la República de las Dos Naciones y se acordaba realizar siempre las reuniones del Sejm en Varsovia. Desde 1573, las elecciones reales se celebraron ahí. Tales elecciones significaban el ingreso temporal en la ciudad de unos 50 000 o 100 000 nobles armados y el incremento de la criminalidad. Ese mismo año se concluyó el primer puente permanente sobre el río Vístula, en construcción desde 1568 por órdenes de Segismundo II y al que una inundación destruyó en 1603.
En 1573, Varsovia le dio su nombre a la Confederación de Varsovia, estableciendo formalmente la libertad religiosa en la República. Durante el reinado de Segismundo II, el Castillo Real fue remodelado por Giovanni Battista di Quadro, y lo convirtió en un palacio renacentista.
En 1595, un incendio dañó el Castillo Real de Wawel, ubicado en Cracovia. El rey Segismundo III decidió trasladar la corte a Varsovia un año después, debido a su localización central entre las capitales de la Mancomunidad Polaco-Lituana, Cracovia y Vilna respectivamente, y su cercanía al puerto de Dánzig, que siempre estaba bajo amenaza sueca. El arquitecto real, Santa Gucci, inició entonces la remodelación del castillo, y al mismo tiempo se dio inicio a un nuevo período de prosperidad para la ciudad. No obstante, Varsovia sufrió algunos embates de la naturaleza a inicios del siglo XVII. En 1602, un huracán destruyó la torre de la catedral, y en 1607, un incendio arrasó la plaza de la ciudad vieja.
En 1611, para conmemorar una victoria polaca en Smolensko y la captura del zar Basilio IV, el rey y la corte se mudaron definitivamente a Varsovia, que se convirtió en la capital polaca. No obstante, los trabajos de remodelación no estaban terminados, y continuaron durante 20 años más. En los años siguientes, la ciudad se expandió por los suburbios. Se establecieron varios distritos privados e independientes, propiedad de la aristocracia y la burguesía, que eran gobernados bajo sus propias leyes. Estos fueron ocupados por artesanos y comerciantes. El desarrollo de la ciudad se detuvo con la llegada de una ola de invasiones suecas. Entre 1624 y 1625, y 1652 y 1653, Varsovia fue azotada por la plaga. Tres veces entre 1655 y 1658 la ciudad estuvo bajo sitio, y las tres veces fue tomada y cayó víctima del pillaje de las fuerzas suecas, brandeburguesas y transilvanas. Muchos libros, objetos históricos y obras de arte fueron robados por los invasores. Sin embargo, con la derrota de los turcos en la batalla de Kahlenberg en 1683, durante el reinado de Juan III Sobieski, la ciudad recuperó su antigua prosperidad.

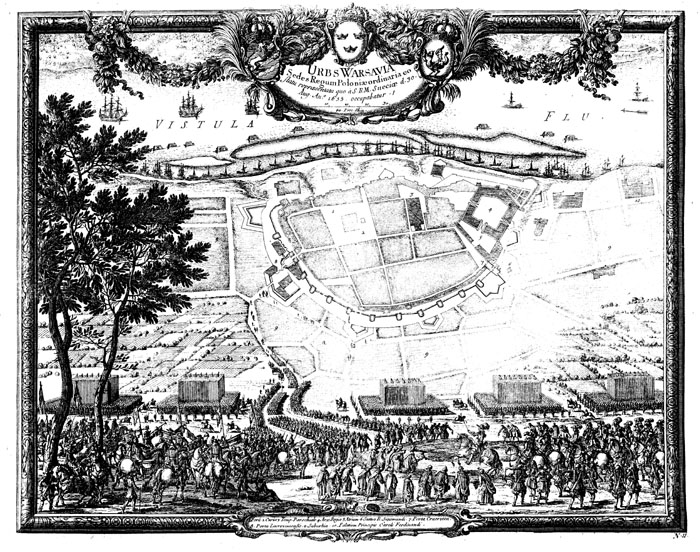
Batalla de Varsovia de 1656.

En 1700, la Gran Guerra del Norte estalló y la ciudad fue tomada varias veces. El 12 de mayo de 1702, las tropas suecas del rey Carlos XII capturaron Varsovia. En 1704, después de la huida del rey polaco Augusto II, el Sejm nombró rey a Estanislao I Leszczynski, aliado de los suecos. Augusto forjó una alianza con Rusia en Narva, en el verano de 1704, y entró en guerra, intentando tomar la ciudad el 21 de julio de 1705, para impedir la coronación de Estanislao, sin éxito. El 21 de octubre de ese año, el ejército ruso-sajón sitió la ciudad. En 1707, en una paz virtual dado el tratado de paz entre Augusto II y Carlos XII, las tropas aliadas rusas entraron en Varsovia. Tras dos meses, las fuerzas rusas abandonaron la ciudad. La ciudad fue obligada a pagar altas contribuciones varias veces durante la guerra.

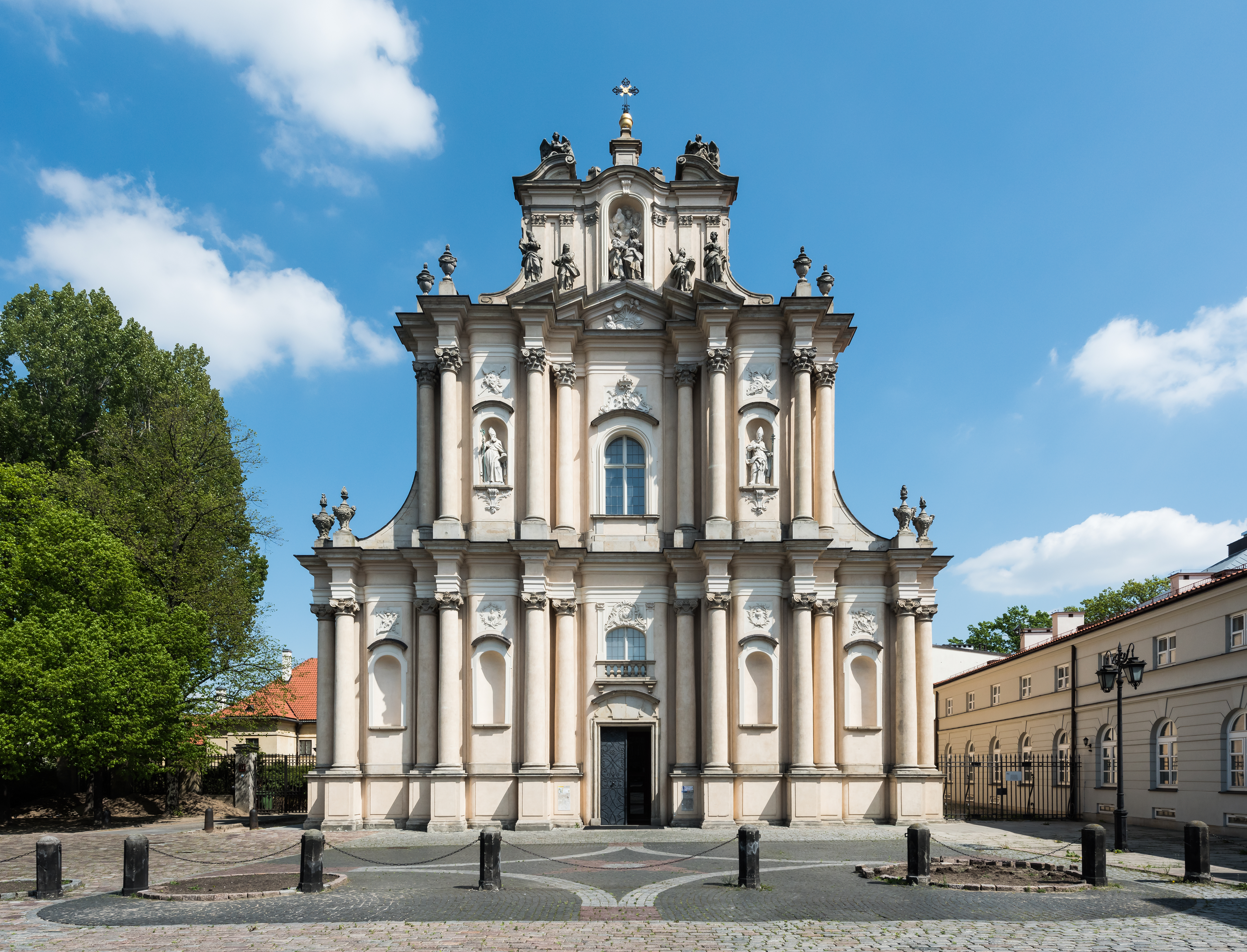
La Iglesia Visitacionista, de estilo barroco, es una de las iglesias más bellas de Varsovia. Destaca el órgano, que fue escenario de los conciertos e improvisaciones del célebre músico Chopin.

Al iniciarse la Guerra de Sucesión Polaca, la ciudad de nuevo empezó a retroceder económica y culturalmente. En 1740, Estanislao Konarski estableció el Collegium Nobilium, una escuela para hijos de nobles, predecesora de la Universidad de Varsovia. Siete años después, Józef Andrzej Załuski y su hermano Andrzej Stanisław Załuski abrieron la primera biblioteca pública polaca. Desde 1742, una Comisión Urbana al mando del Mariscal Franciszek Bieliński inició la pavimentación de las calles varsovianas, así como la construcción de drenajes y puentes peatonales sobre quebradas. Sin embargo, grandes secciones de la ciudad continuaron creciendo fuera del control municipal.
Gracias a los esfuerzos del alcalde de la ciudad vieja de Varsovia, Jan Dekert, en 1767 la ciudad fue administrada bajo un solo municipio, dividido en siete distritos. Además, en 1791, se ampliaron las libertades de los burgueses.
La segunda mitad del siglo XVIII y la primera del XIX marcaron una nueva y característica etapa en el desarrollo de la ciudad. Varsovia se convirtió en la principal ciudad practicante del capitalismo temprano. Durante el reinado de Estanislao II Poniatowski, la Ilustración llegó a Polonia, siendo Varsovia el centro cultural, económico, político y comercial de la nación. En 1765 se abrió el Cuerpo de Cadetes, el primer colegio laico de la ciudad y poco después se instaló el Comité Nacional de Educación, el primer Ministerio de Educación del mundo. El teatro y las imprentas florecieron. El crecimiento de la actividad política, el desarrollo de ideas progresistas, cambios políticos y económicos ejercieron en conjunto un impacto en la formación de la ciudad. En efecto, la aparición de la banca, las empresas manufactureras, y otras empresas creó una base económica firme, y se empezaron a realizar experimentos de planificación urbana. La composición de la población de Varsovia se alteró durante la Ilustración. Se desarrollaron fábricas, el número de trabajadores se incrementó, la clase de los mercaderes, industriales y banqueros se expandió. Al mismo tiempo hubo una fuerte migración rural hacia las ciudades. En 1792, Varsovia tenía 115 000 habitantes, comparados con los 24 000 de 1754. Estos cambios trajeron consigo el desarrollo de la industria de la construcción. Nuevas residencias nobiliarias fueron asentadas, la clase media construyó sus propias casas las cuales demostraban una marcada diferenciación social. Las residencias de los representantes del estrato más rico, los grandes mercaderes y banqueros acompañados de los magnates. Se desarrolló un nuevo tipo de ciudad, con viviendas construidas que respondían a las necesidades y los gustos de la burguesía, todas ellas de un estilo anticuado.
Tras la primera partición de Polonia, se proclamó en Varsovia una constitución parlamentaria el 3 de mayo de 1791, la primera constitución europea. Sin embargo, estos avances civiles polacos fueron oscurecidos por la llegada de una segunda partición polaca. En 1794, durante la revuelta de Kościuszko, los varsovianos apoyaron a Tadeusz Kościuszko atacando a las fuerzas rusas estacionadas en Varsovia, derrotándolas. Los prusianos acudieron a ayudar a Rusia y sitiaron Varsovia, pero la falta de artillería pesada y los nuevos alzamientos polacos en la retaguardia condenaron el sitio al fracaso. La llegada del conde Aleksandr Suvórov con refuerzos catalizó la derrota polaca, y el 4 de noviembre las tropas rusas asaltaron el suburbio varsoviano de Praga, masacrando a unas 10 000 personas.
El 5 de noviembre, los polacos se rindieron en Varsovia, lo que conllevó una Tercera Partición en 1795, que disolvió a Polonia como Estado y rebajó a Varsovia al nivel de un pueblo provincial integrado en el Reino de Prusia.

### SiglosXIXyXX
En 1806, los rusos fueron expulsados de Varsovia, que fue ocupada por el ejército de Napoleón Bonaparte. Siguiendo los términos del Tratado de Tilsit, Varsovia se convirtió en la capital del Gran Ducado de Varsovia. No obstante, la caída del Primer Imperio Francés también ocasionó el fin del Ducado y del breve período de reavivamiento político y cultural en la ciudad.

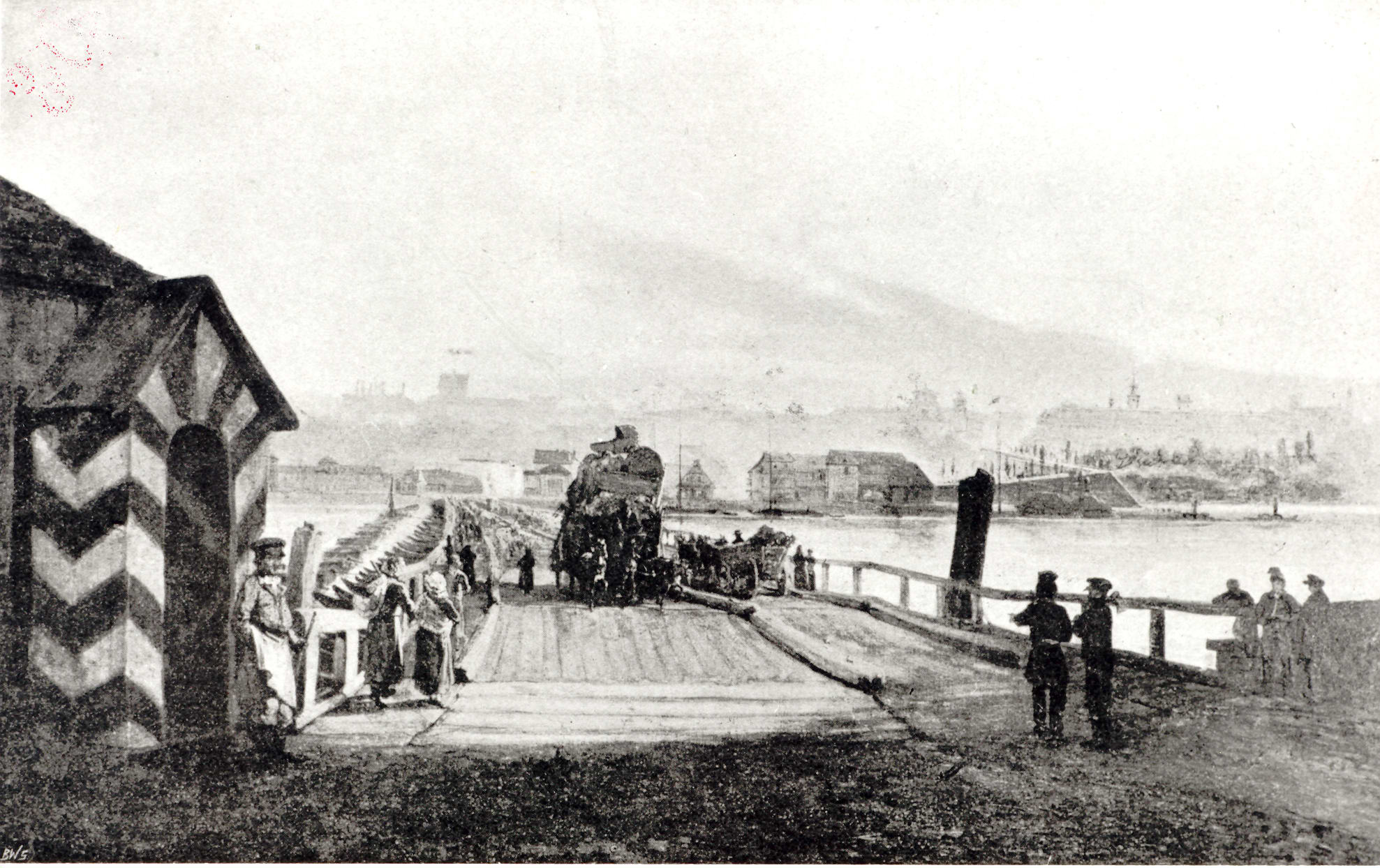
El puente sobre el río Vístula visto desde el distrito de Praga (en Varsovia), en 1852.

Tras el Congreso de Viena en 1815, Varsovia se convirtió en la sede del Congreso de Polonia, una monarquía constitucional en unión personal con el Imperio ruso. La Real Universidad de Varsovia fue establecida en 1816.
En 1830 se inició el Levantamiento de Noviembre. Aunque las fuerzas polacas cosecharon algunas victorias, la revuelta fue derrotada y Rusia atacó a Varsovia. La autonomía con la que Varsovia contaba en el Congreso de Polonia se esfumó, estableciéndose en su lugar un gobierno militar. Sin embargo, ello no evitó que la ciudad continuase creciendo, por lo que las industrias textiles y metalúrgicas prosperaron. Entre 1840 y 1848 se construyó el primer enlace ferroviario con Varsovia, comunicándola con Viena. Entre 1851 y 1855 fue construido el primer sistema de agua potable, diseñado por Enrico Marconi, que también creó una escultura de sirena, uno de los iconos de la ciudad.

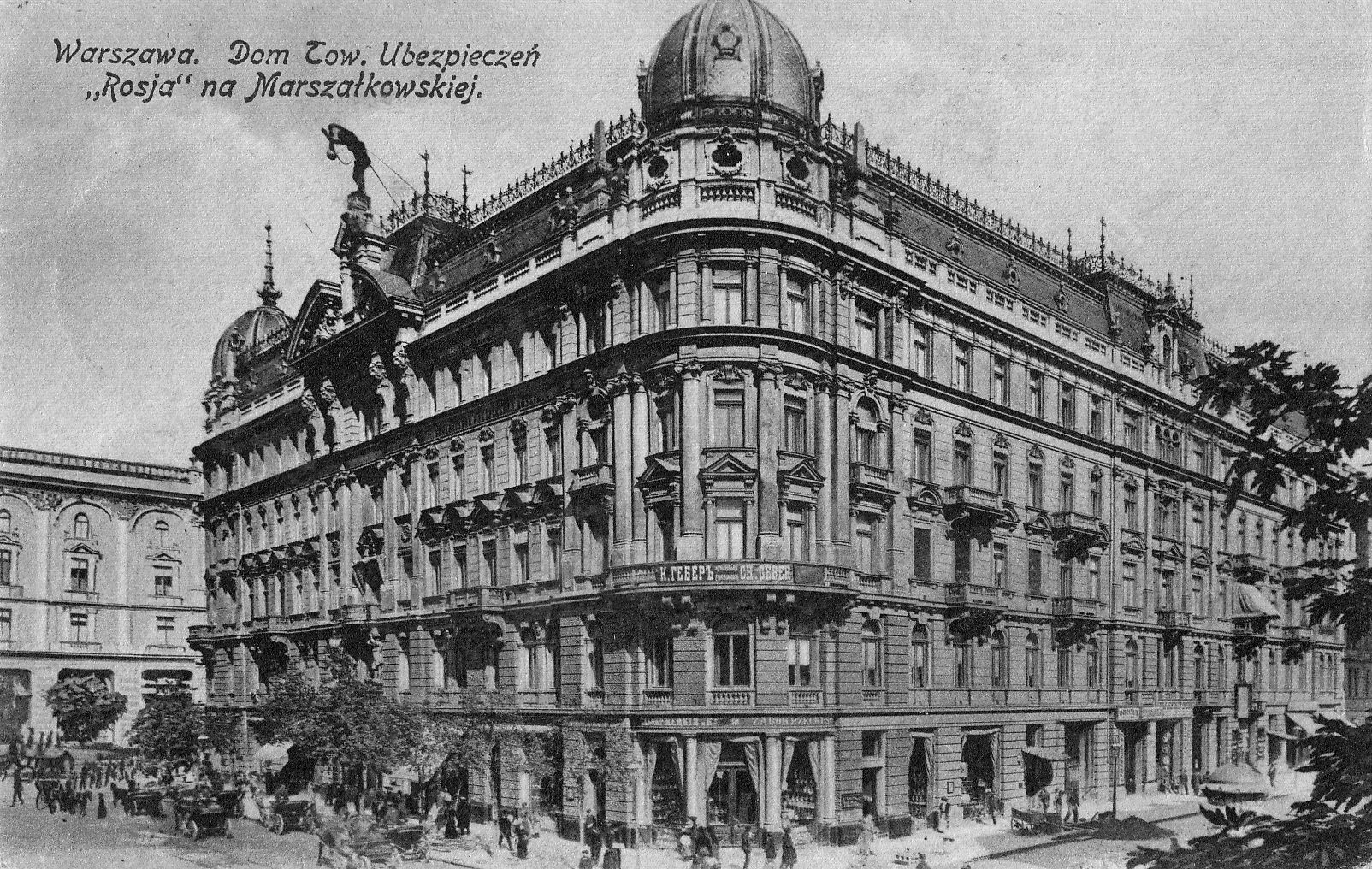
Calle del Mariscal a principios del. La grandeza de algunos edificios hizo Varsovia "París del Norte".

En octubre de 1860, se arrojaron bombas fétidas en el Gran Teatro de Varsovia, donde se encontraban el zar Alejandro II y el emperador Francisco José I. El 27 de febrero de 1861, las tropas rusas aplacaron una muchedumbre polaca que protestaba contra la administración zarista; murieron cinco personas. En 1863 se inició el Levantamiento de Enero, cuya derrota trajo como consecuencia inmediata la disolución del Congreso de Polonia y la anexión oficial al Imperio ruso. Se intensificó la rusificación de Polonia, quedando la administración pública y los colegios bajo control ruso.
Varsovia vivió un período de florecimiento a fines del siglo XIX bajo el alcalde Sokrates Starynkiewicz (entre 1875 y 1892), un general de origen ruso designado por el zar Alejandro III. Bajo su administración, Varsovia renovó su sistema de agua potable e inició la construcción del sistema de desagüe, que fueron diseñados y ejecutados por el ingeniero británico William Lindley y su hijo William Heerlein Lindley. Además, se levantaron nuevas iglesias y se restauraron las antiguas. En 1884, se construyó un nuevo cementerio en Bródno y se puso en marcha el sistema telefónico. En 1881 se inauguró un sistema de transporte público basado en caballos, y se proyectaron nuevas calles y veredas. La iluminación de gas también se mejoró.
Hacia 1903, en Varsovia vivían 756 000 personas. A pesar de 1905-1907, se incrementaron las actividades revolucionarias clandestinas, la censura de la prensa fue aligerada. Se permitió de nuevo el establecimiento de escuelas polacas e instituciones culturales, y se dio inicio a una nueva etapa de reavivamiento cultural. En 1907 también apareció el tranvía eléctrico.

#### Guerras mundiales

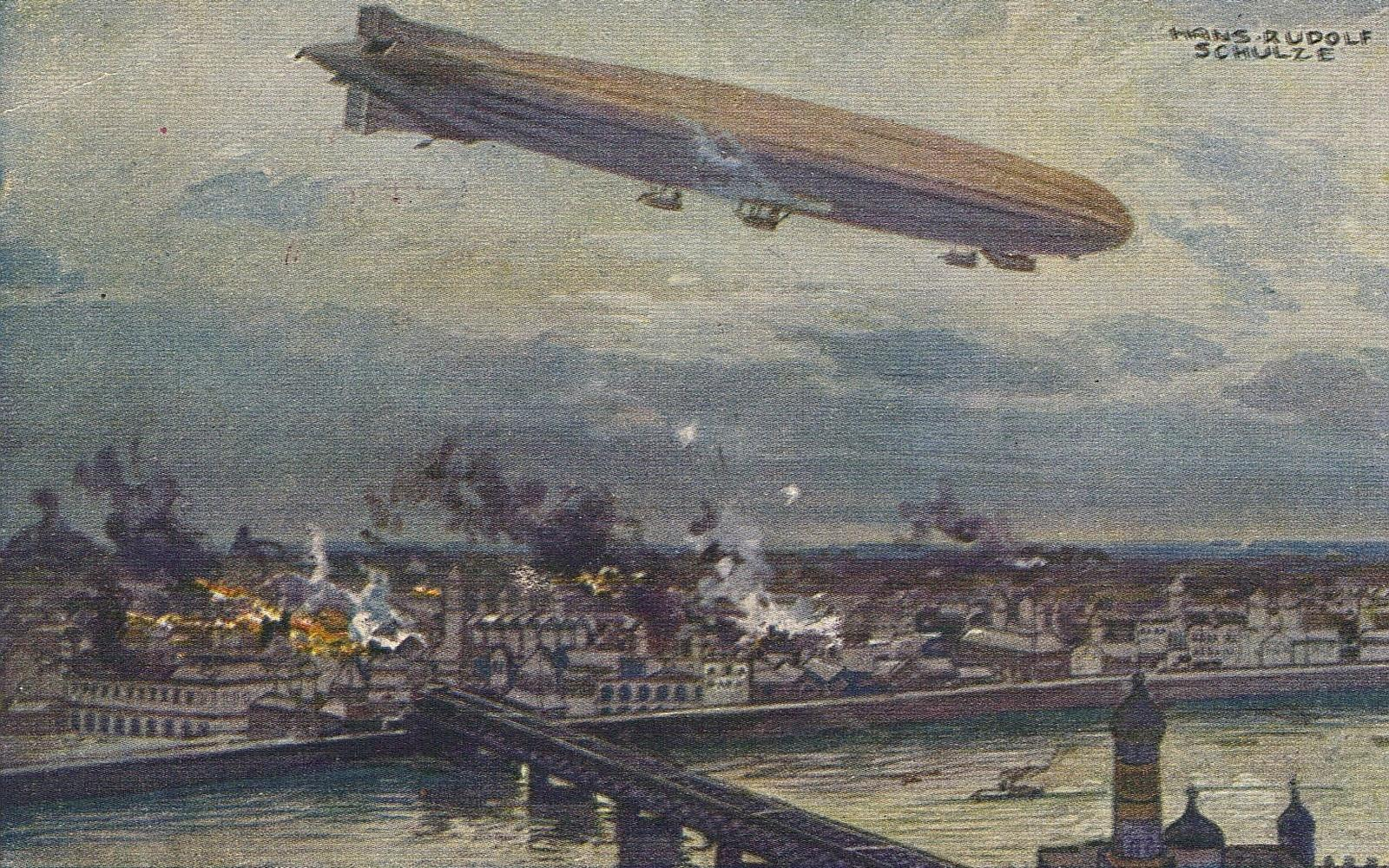
El bombardeo de Varsovia en 1914 por el dirigible alemán Schütte Lanz SL2.

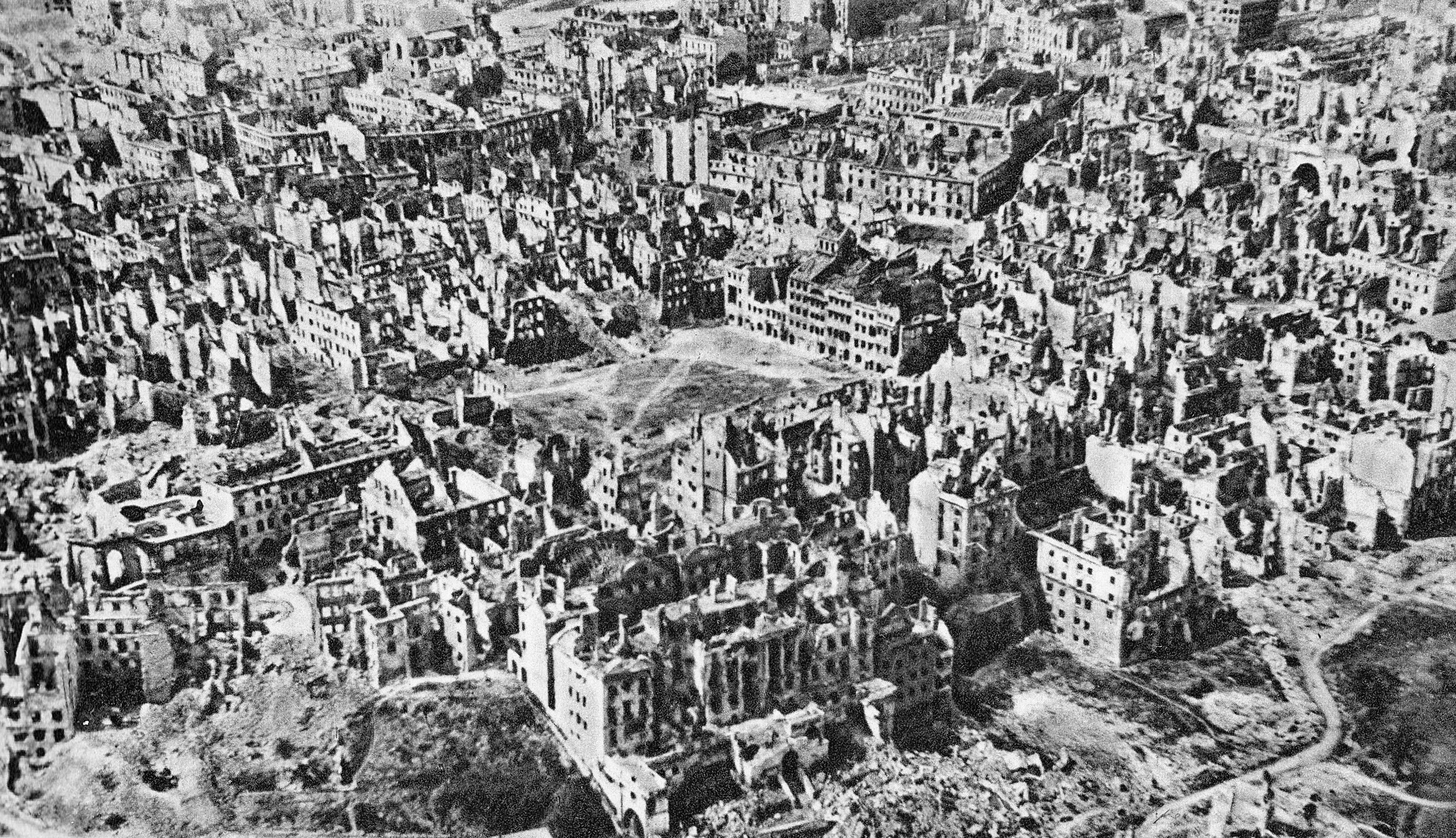
Vista de Varsovia finalizada la Segunda Guerra Mundial.

En 1915, durante la Primera Guerra Mundial, Varsovia fue ocupada por el II Imperio alemán. Con la derrota rusa y alemana, los socialdemócratas alemanes liberaron a Józef Piłsudski, que llegó a la capital polaca el 10 de noviembre de 1918. Al día siguiente proclamó la Segunda República Polaca, con lo que Varsovia recuperó su estatus de capital nacional. Durante el curso de la Guerra Polaco-Bolchevique de 1920, los soviéticos lograron hacer retroceder a los polacos hasta Varsovia; sin embargo, los polacos ganaron la batalla de Varsovia, que tuvo lugar en las afueras del este de la ciudad, y el Ejército Rojo fue expulsado del país, en un desenlace inesperado popularmente conocido como el milagro del Vístula. Polonia detuvo a las fuerzas bolcheviques, y con este episodio la "expansión del socialismo" hacia el este de Europa quedó pospuesta hasta el final de la Segunda Guerra Mundial. La profunda enemistad entre rusos y polacos llevó a algunos episodios lamentables como la demolición de la catedral ortodoxa de San Alejandro Nevsky, situada en lo que hoy es la gran explanada de la plaza Piłsudski.
El vizconde d'Abernon, miembro de la Misión interaliada a Polonia, declaró después:

La historia de la civilización contemporánea no conoce un evento de mayor importancia que la batalla de Varsovia, 1920, y ningún otro cuyo significado haya sido más menospreciado.
Sir Edgar Vincent d'Abernon

Por su parte, Vladímir Lenin declaró dos meses después de la batalla:

(Aprendimos) que cerca de Varsovia no solo se encuentra el centro del gobierno burgués polaco y la capital de la república, sino el centro del sistema contemporáneo del imperialismo internacional, y que estas circunstancias nos hubieran permitido sacudir este sistema, y conducir políticas, no solo en Polonia, sino en Alemania e Inglaterra.
Vladímir Lenin

En 1925, Varsovia alcanzó el millón de habitantes. A pesar de la Gran Depresión, nuevas industrias como la automotriz y la aeronáutica se desarrollaron. Varsovia continuó siendo un centro cultural, y desde 1927 se empezó a celebrar el Concurso Internacional de Pianistas Frédéric Chopin, y desde 1937, el Concurso Internacional de Violinistas Henryk Wieniawski.

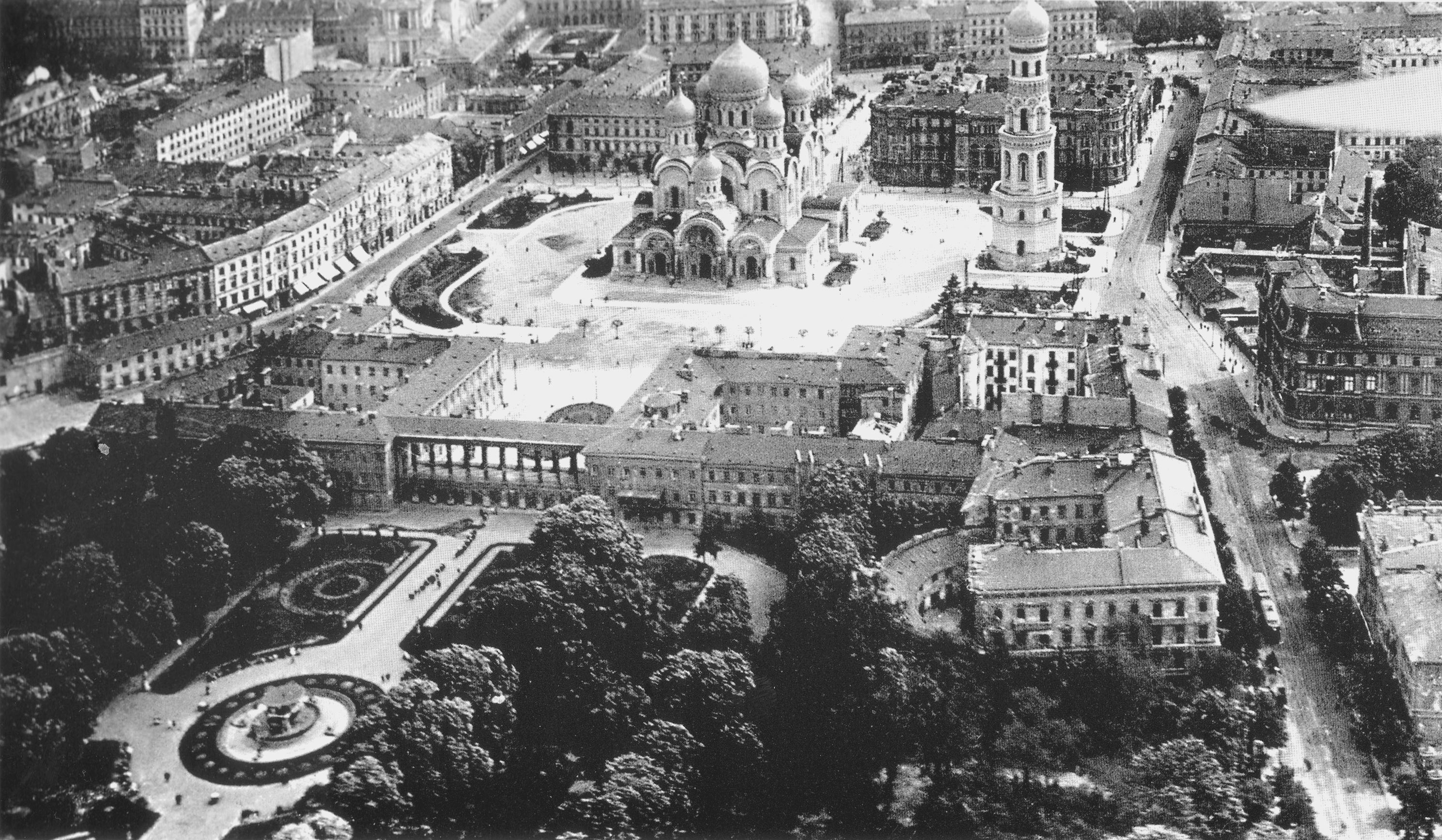
Varsovia en 1915: Frente a los Jardines Sajones -destruidos durante la guerra se levantaba la catedral ortodoxa de San Alejandro Nevski, que los propios polacos demolieron tras adquirir la independencia.

El comienzo de la Segunda Guerra Mundial dio inicio a una de las experiencias más traumáticas de la ciudad. Durante el asedio de Varsovia, unas 10 000 personas murieron y más de 50 000 fueron heridas. Los alemanes realizaron un saqueo cultural de la ciudad, y muchos habitantes fueron enviados a campos de trabajo o campos de concentración. Los invasores recluyeron a la población judía en el gueto de Varsovia que albergó a más de 450.000 personas durante la Segunda Guerra Mundial, siendo el más numeroso de Europa en esa época. Miles murieron de hambre, enfermedades y hacinamiento antes de empezar a ser enviados a campos de la muerte, donde destaca el de Treblinka, desde finales de 1941. Cuando se conoció la noticia del destino final de los judíos polacos, se inició el levantamiento del gueto de Varsovia, que duró casi un mes. Las tropas alemanes al mando de Jürgen Stroop pusieron fin a la resistencia judía, y luego de destruir la Gran Sinagoga, símbolo de la Varsovia judía, reanudaron las deportaciones a Treblinka. Ludwig Fischer sería nombrado gobernador del distrito de Varsovia, el cual llevó a cabo una administración completamente compuesta por alemanes. Los judíos se vieron totalmente aislados en Varsovia para poder hacer frente al régimen nazi, ya que la masacre se ocultó al resto del mundo. Los historiadores relatan distintos casos de complicidad, como cuando en 1944 los miembros de la Cruz Roja Alemana guiaron a visitantes de la Cruz Roja Internacional a través del campo de concentración de Theresienstadt, por un "paseo" predeterminado que escondía los horrores del exterminio.
La ciudad sufriría aún mayor destrucción al año siguiente. Coincidiendo con el acercamiento del Ejército Rojo a Varsovia, el Ejército clandestino polaco inició un nuevo alzamiento contra los alemanes. Se estima que entre 150 000 y 180 000 personas murieron durante el conflicto. En total, se cree que entre 600 000 y 800 000 varsovianos murieron en la Segunda Guerra Mundial. Un 30 % de la ciudad fue destruida en la lucha, sin embargo, la mayor destrucción la trajo 1944 y el colapso del levantamiento polaco en Varsovia contra los alemanes, que comenzaron a destruir la ciudad.. Anteriormente, tanto Hitler como Himmler habían expresado su deseo de destruir la capital polaca, siendo el sistema ferroviario la única estructura que sobrevivió, debido a que las tropas alemanas lo usaban como medio de transporte. Al finalizar la ocupación alemana, el Castillo Real fue destruido y las principales bibliotecas incendiadas, junto con museos, iglesias, palacios y otros edificios culturales. Varsovia, que una vez había sido conocida como "la París del Norte", perdió cerca del 65-70 % de sus edificios (la margen izquierda de Varsovia fue destruida en un 20-25 % y la margen derecha en más del 80 %, los combates durante el Levantamiento de Varsovia tuvieron lugar en la parte de la margen izquierda de la ciudad y, después de la caída del levantamiento, los alemanes comenzaron a destruir muchos edificios e instalaciones valiosos).

### Tiempos modernos
En enero de 1945, los soviéticos entraron en Varsovia, y el 1 de febrero se proclamó la República Popular Polaca. De inmediato se creó una oficina de reconstrucción urbana. Se erigieron grandes proyectos de viviendas prefabricadas para hacer frente a la escasez inmobiliaria, junto con otros edificios típicos de una ciudad del Bloque del Este, como el Palacio de la Cultura y la Ciencia.
La ciudad reasumió su rol como capital de Polonia y centro de la vida política y económica del país. Muchas de las calles, edificios e iglesias históricas fueron restauradas a su forma original. En 1989, el barrio histórico de Varsovia se incluyó en la lista de Patrimonio de la Humanidad de la UNESCO. El 14 de mayo de 1955 se firmó el Pacto de Varsovia, que serviría como organización militar de la Unión Soviética y sus países satélites hasta su desaparición tras la caída del Muro de Berlín, en 1989.
Las visitas del papa Juan Pablo II a su país natal en 1979 y en 1983 brindaron apoyo al incipiente Movimiento Solidaridad, e impulsó el crecimiento del fervor anticomunista. En 1979, menos de un año después de convertirse en papa, Juan Pablo II celebró una misa en la plaza de la Victoria (o plaza Piłsudski) en Varsovia y concluyó su sermón: «Dejad que el Espíritu descienda y renueve la cara de esta tierra». Tales palabras tuvieron un gran impacto en los ciudadanos polacos, que lo entendieron como un incentivo para los cambios democráticos.
En 1995, se inauguró el Metro de Varsovia. Con la entrada de Polonia en la Unión Europea en 2004, Varsovia experimentó el mayor crecimiento económico en su historia.

## Geografía

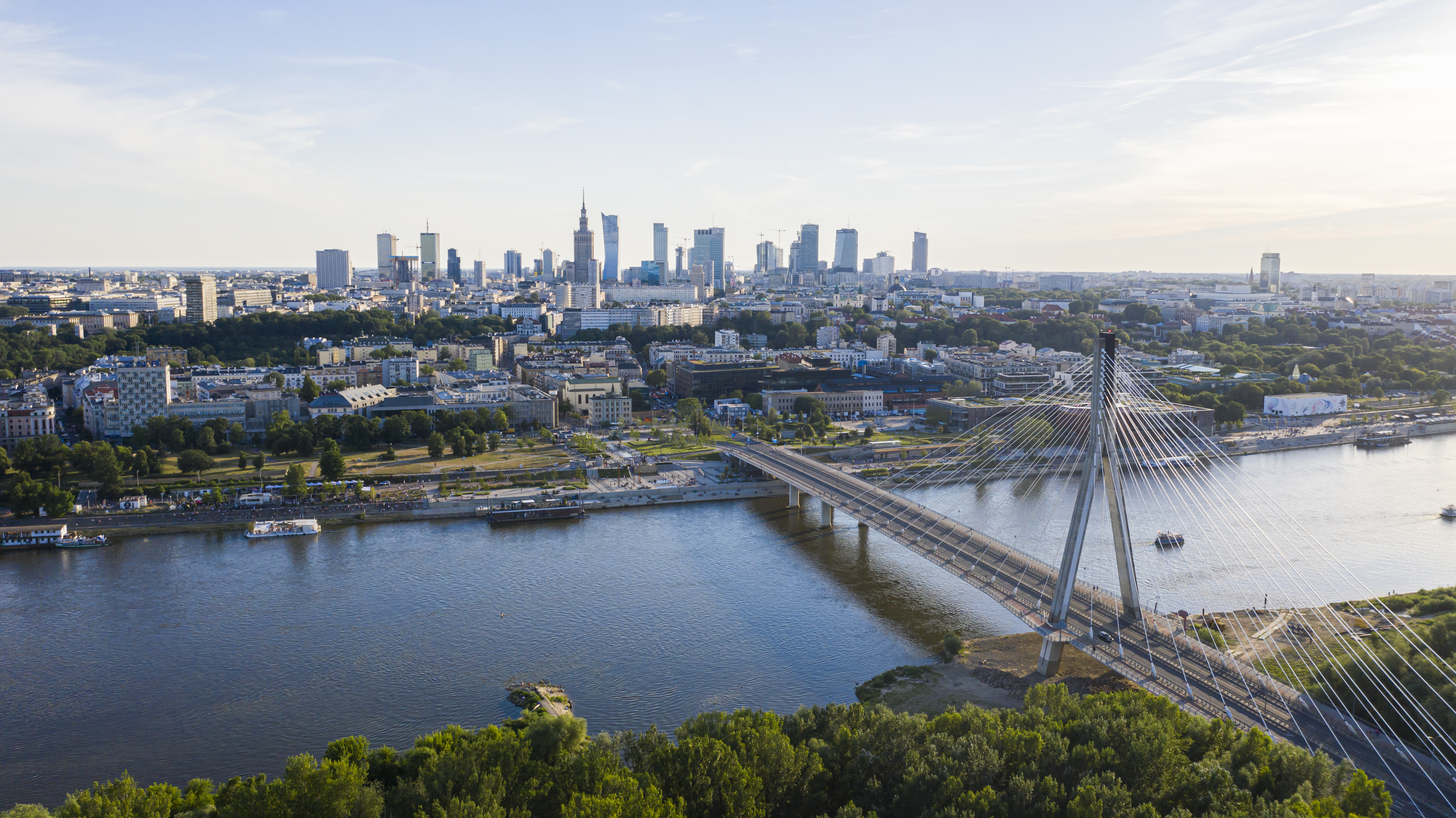
Panorama de las nuevas zonas de desarrollo.

Está situada en el centro del país, en la región del voivodato de Mazovia (es también su capital), a las orillas del río Wisła (Vístula), a unos 100 metros sobre el nivel del mar, a 350 kilómetros de los montes Cárpatos y a 523 kilómetros de Berlín.

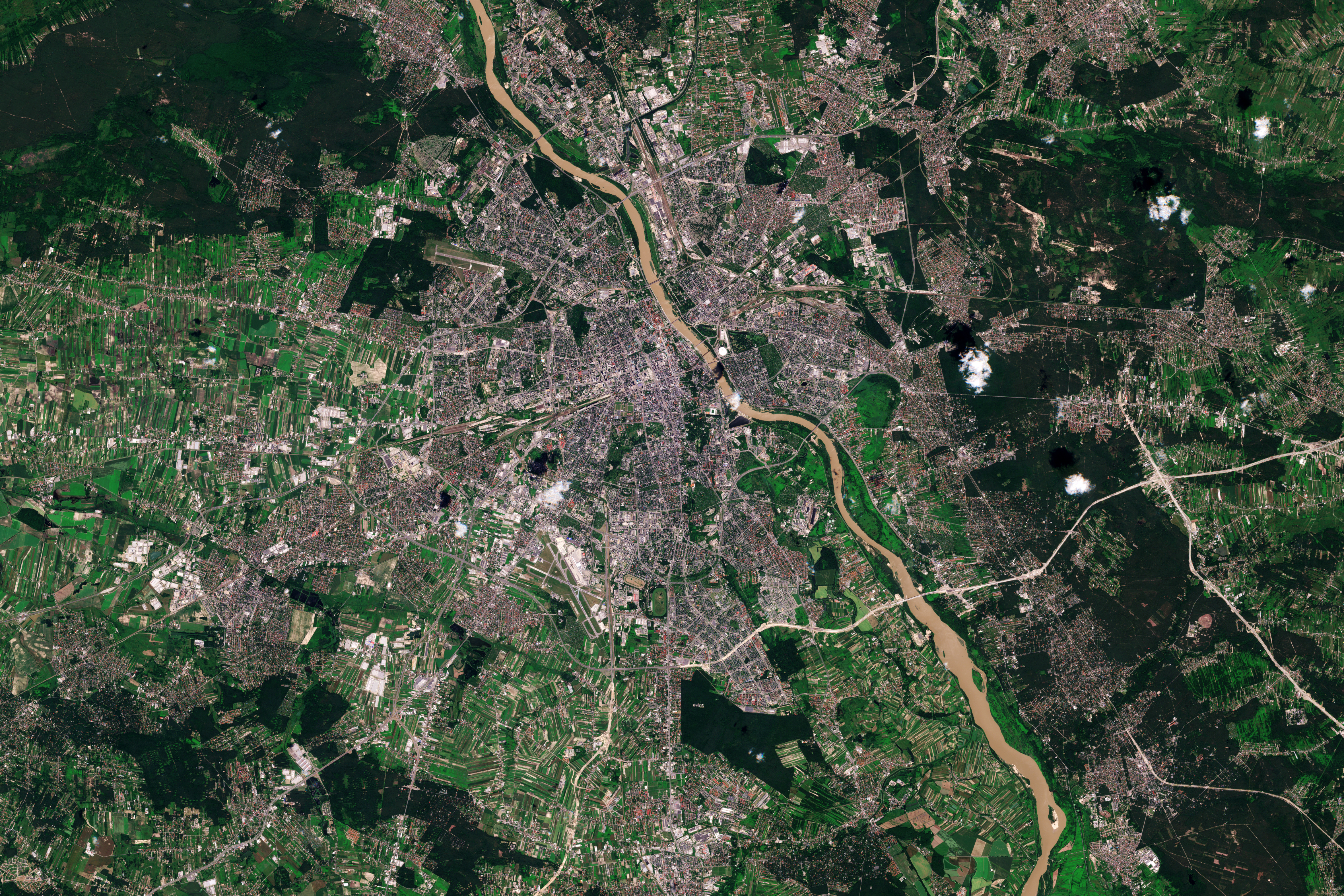
Vista satelital de Varsovia.

Varsovia se encuentra en dos formas geomorfológicas principales: la meseta morrena llana y el valle del Vístula con su asimétrico diseño de bancales diferentes. El río Vístula es el eje de Varsovia, que divide la ciudad en dos partes, izquierda y derecha. La parte izquierda se encuentra en la meseta de morrena (entre 10-25 metros sobre el nivel del Vístula) y sobre los bancales del mismo río (máx. 6.5 m por encima del nivel del Vístula). El elemento importante del relieve en esta parte de Varsovia es el borde de la meseta morrena, conocida como la Escarpa de Varsovia. Esta es de 20-25 m de altura en el casco antiguo y en el distrito central y cerca de 10 m en el norte y el sur de Varsovia. Pasa por la ciudad y juega un papel importante como atracción de Varsovia.
La llana meseta de la morrena tiene unos pocos estanques naturales y artificiales, y también grupos de pozos de barro. El diseño de los bancales del Vístula son asimétricos. El lado izquierdo consiste principalmente en dos niveles: el más alto un antiguo bancal inundable y el más bajo en el bancal llano inundable. El bancal inundable contemporáneo tiene aún valles y depresiones visibles con sistemas de abastecimiento de agua procedente de antiguos cauces del Vístula. Se componen de todavía bastantes arroyos y lagos naturales, así como el diseño de las zanjas de drenaje. El lado derecho de Varsovia tiene diferentes modelos de formas geomorfológicas.

### Clima
Varsovia, según la clasificación de Köppen, se halla en el clima húmedo continental (Dfb), donde los inviernos son fríos y los veranos templados. La temperatura media es de –1.5 °C en enero y 19.7 °C en julio. A menudo puede llegar a haber temperaturas de 30 °C en el verano. El promedio anual de lluvias es de 482 milímetros de precipitación y el mes más lluvioso es julio. La primavera y el otoño suelen ser temporadas agradables.
| Parámetros climáticos promedio de Varsovia (Aeropuerto de Varsovia-Chopin), normales 1991–2020, extremos 1951–presente | Parámetros climáticos promedio de Varsovia (Aeropuerto de Varsovia-Chopin), normales 1991–2020, extremos 1951–presente | Parámetros climáticos promedio de Varsovia (Aeropuerto de Varsovia-Chopin), normales 1991–2020, extremos 1951–presente | Parámetros climáticos promedio de Varsovia (Aeropuerto de Varsovia-Chopin), normales 1991–2020, extremos 1951–presente | Parámetros climáticos promedio de Varsovia (Aeropuerto de Varsovia-Chopin), normales 1991–2020, extremos 1951–presente | Parámetros climáticos promedio de Varsovia (Aeropuerto de Varsovia-Chopin), normales 1991–2020, extremos 1951–presente | Parámetros climáticos promedio de Varsovia (Aeropuerto de Varsovia-Chopin), normales 1991–2020, extremos 1951–presente | Parámetros climáticos promedio de Varsovia (Aeropuerto de Varsovia-Chopin), normales 1991–2020, extremos 1951–presente | Parámetros climáticos promedio de Varsovia (Aeropuerto de Varsovia-Chopin), normales 1991–2020, extremos 1951–presente | Parámetros climáticos promedio de Varsovia (Aeropuerto de Varsovia-Chopin), normales 1991–2020, extremos 1951–presente | Parámetros climáticos promedio de Varsovia (Aeropuerto de Varsovia-Chopin), normales 1991–2020, extremos 1951–presente | Parámetros climáticos promedio de Varsovia (Aeropuerto de Varsovia-Chopin), normales 1991–2020, extremos 1951–presente | Parámetros climáticos promedio de Varsovia (Aeropuerto de Varsovia-Chopin), normales 1991–2020, extremos 1951–presente | Parámetros climáticos promedio de Varsovia (Aeropuerto de Varsovia-Chopin), normales 1991–2020, extremos 1951–presente |
| Mes | Ene. | Feb. | Mar. | Abr. | May. | Jun. | Jul. | Ago. | Sep. | Oct. | Nov. | Dic. | Anual |
| --- | --- | --- | --- | --- | --- | --- | --- | --- | --- | --- | --- | --- | --- |
| Temp. máx. abs. (°C)                                                                                                   | 18.9 | 18.3 | 22.9 | 30.4 | 32.8 | 35.3 | 35.9 | 37.0 | 34.5 | 25.9 | 19.2 | 15.4 | 37.0 |
| Temp. máx. media (°C)                                                                                                  | 1.0 | 2.6 | 7.4 | 14.6 | 19.8 | 23.1 | 25.2 | 24.7 | 19.1 | 12.9 | 6.5 | 2.3 | 13.3 |
| Temp. media (°C) | -1.5 | -0.4 | 3.2 | 9.2 | 14.3 | 17.7 | 19.7 | 19.1 | 14.0 | 8.7 | 3.8 | -0.1 | 9.0 |
| Temp. mín. media (°C)                                                                                                  | -4.0 | -3.3 | -0.6 | 4.0 | 8.8 | 12.4 | 14.5 | 13.8 | 9.5 | 5.0 | 1.3 | -2.5 | 4.9 |
| Temp. mín. abs. (°C)                                                                                                   | -30.7 | -27.6 | -22.6 | -6.9 | -3.1 | 1.8 | 4.6 | 3.0 | -1.6 | -9.6 | -17.0 | -24.8 | -30.7 |
| Precipitación total (mm)                                                                                               | 31.0 | 29.8 | 29.0 | 35.1 | 55.5 | 52.4 | 40.1 | 46.0 | 50.4 | 40.2 | 36.0 | 36.1 | 481.7 |
| Días de precipitaciones (≥ 0.1 mm)                                                                                     | 16.20 | 14.44 | 12.83 | 10.97 | 12.93 | 12.53 | 12.53 | 11.37 | 10.87 | 12.27 | 13.10 | 15.03 | 155.07 |
| Días de nevadas (≥ 0 cm)                                                                                               | 18.3 | 15.5 | 10.2 | 6.7 | 1.4 | 0.0 | 0.0 | 0.0 | 2.2 | 4.5 | 6.8 | 13.7 | 68.0 |
| Horas de sol | 44.6 | 66.5 | 139.4 | 210.1 | 272.4 | 288.8 | 295.4 | 280.2 | 193.1 | 122.6 | 50.6 | 33.6 | 1998.1 |
| Humedad relativa (%)                                                                                                   | 86.8 | 83.6 | 75.8 | 67.6 | 68.3 | 69.3 | 70.9 | 71.6 | 78.9 | 83.6 | 88.5 | 86.6 | 77.8 |
| Fuente n.º 1: Institute of Meteorology and Water Management                                                            | | | | | | | | | | | | | |
| Fuente n.º 2: Meteomodel.pl (extremas y humedad 1991–2020)                                                             | | | | | | | | | | | | | |

| Parámetros climáticos promedio de Bielany, Varsovia (1991-2020) | Parámetros climáticos promedio de Bielany, Varsovia (1991-2020) | Parámetros climáticos promedio de Bielany, Varsovia (1991-2020) | Parámetros climáticos promedio de Bielany, Varsovia (1991-2020) | Parámetros climáticos promedio de Bielany, Varsovia (1991-2020) | Parámetros climáticos promedio de Bielany, Varsovia (1991-2020) | Parámetros climáticos promedio de Bielany, Varsovia (1991-2020) | Parámetros climáticos promedio de Bielany, Varsovia (1991-2020) | Parámetros climáticos promedio de Bielany, Varsovia (1991-2020) | Parámetros climáticos promedio de Bielany, Varsovia (1991-2020) | Parámetros climáticos promedio de Bielany, Varsovia (1991-2020) | Parámetros climáticos promedio de Bielany, Varsovia (1991-2020) | Parámetros climáticos promedio de Bielany, Varsovia (1991-2020) | Parámetros climáticos promedio de Bielany, Varsovia (1991-2020) |
| Mes                                                             | Ene.                                                            | Feb.                                                            | Mar.                                                            | Abr.                                                            | May.                                                            | Jun.                                                            | Jul.                                                            | Ago.                                                            | Sep.                                                            | Oct.                                                            | Nov.                                                            | Dic.                                                            | Anual                                                           |
| --------------------------------------------------------------- | --------------------------------------------------------------- | --------------------------------------------------------------- | --------------------------------------------------------------- | --------------------------------------------------------------- | --------------------------------------------------------------- | --------------------------------------------------------------- | --------------------------------------------------------------- | --------------------------------------------------------------- | --------------------------------------------------------------- | --------------------------------------------------------------- | --------------------------------------------------------------- | --------------------------------------------------------------- | --------------------------------------------------------------- |
| Temp. máx. abs. (°C)                                            | 13.5                                                            | 18.4                                                            | 23.1                                                            | 30.5                                                            | 32.9                                                            | 36.2                                                            | 36.9                                                            | 38.0                                                            | 34.3                                                            | 26.4                                                            | 19.2                                                            | 15.4                                                            | 38.0                                                            |
| Temp. máx. media (°C)                                           | 1.4                                                             | 3.1                                                             | 7.9                                                             | 15.1                                                            | 20.4                                                            | 23.5                                                            | 25.6                                                            | 25.1                                                            | 19.5                                                            | 13.3                                                            | 6.9                                                             | 2.7                                                             | 13.7                                                            |
| Temp. media (°C)                                                | -1.1                                                            | -0.1                                                            | 3.6                                                             | 9.7                                                             | 14.8                                                            | 18.2                                                            | 20.2                                                            | 19.4                                                            | 14.2                                                            | 8.9                                                             | 4.2                                                             | 0.3                                                             | 9.4                                                             |
| Temp. mín. media (°C)                                           | -3.3                                                            | -2.6                                                            | 0.2                                                             | 4.9                                                             | 9.3                                                             | 12.9                                                            | 14.9                                                            | 14.5                                                            | 10.2                                                            | 5.7                                                             | 2.0                                                             | -1.8                                                            | 5.6                                                             |
| Temp. mín. abs. (°C)                                            | -27.9                                                           | -28.0                                                           | -18.1                                                           | -5.5                                                            | -2.6                                                            | 2.8                                                             | 6.5                                                             | 5.1                                                             | -1.3                                                            | -8.3                                                            | -15.9                                                           | -24.8                                                           | -28.0                                                           |
| Precipitación total (mm)                                        | 35.6                                                            | 34.4                                                            | 34.2                                                            | 36.8                                                            | 58.1                                                            | 67.8                                                            | 81.5                                                            | 63.3                                                            | 50.9                                                            | 42.6                                                            | 40.8                                                            | 41.7                                                            | 587.7                                                           |
| Nevadas (cm)                                                    | 134.8                                                           | 145.6                                                           | 69.6                                                            | 9.0                                                             | 0                                                               | 0                                                               | 0                                                               | 0                                                               | 0                                                               | 0.9                                                             | 17.7                                                            | 72.9                                                            | 450.5                                                           |
| Días de lluvias (≥ 1 mm)                                        | 9.4                                                             | 8.6                                                             | 8.6                                                             | 7.1                                                             | 9.5                                                             | 9.8                                                             | 10.3                                                            | 8.3                                                             | 7.9                                                             | 8.1                                                             | 8.7                                                             | 9.1                                                             | 105.4                                                           |
| Humedad relativa (%)                                            | 85.0                                                            | 82.5                                                            | 75.8                                                            | 66.5                                                            | 66.5                                                            | 66.9                                                            | 69.9                                                            | 70.9                                                            | 79.5                                                            | 83.1                                                            | 86.4                                                            | 86.4                                                            | 76.6                                                            |
| Fuente: Promedios y totales mensuales                           |                                                                 |                                                                 |                                                                 |                                                                 |                                                                 |                                                                 |                                                                 |                                                                 |                                                                 |                                                                 |                                                                 |                                                                 |                                                                 |

### Flora y fauna
Los espacios verdes suponen una cuarta parte de la superficie de Varsovia, incluyendo una amplia gama de estructuras afines; desde pequeños parques en los vecindarios, espacios verdes a lo largo de las calles y en los patios; hasta grandes parques históricos, áreas de conservación de la naturaleza y bosques urbanos en la franja de la ciudad.

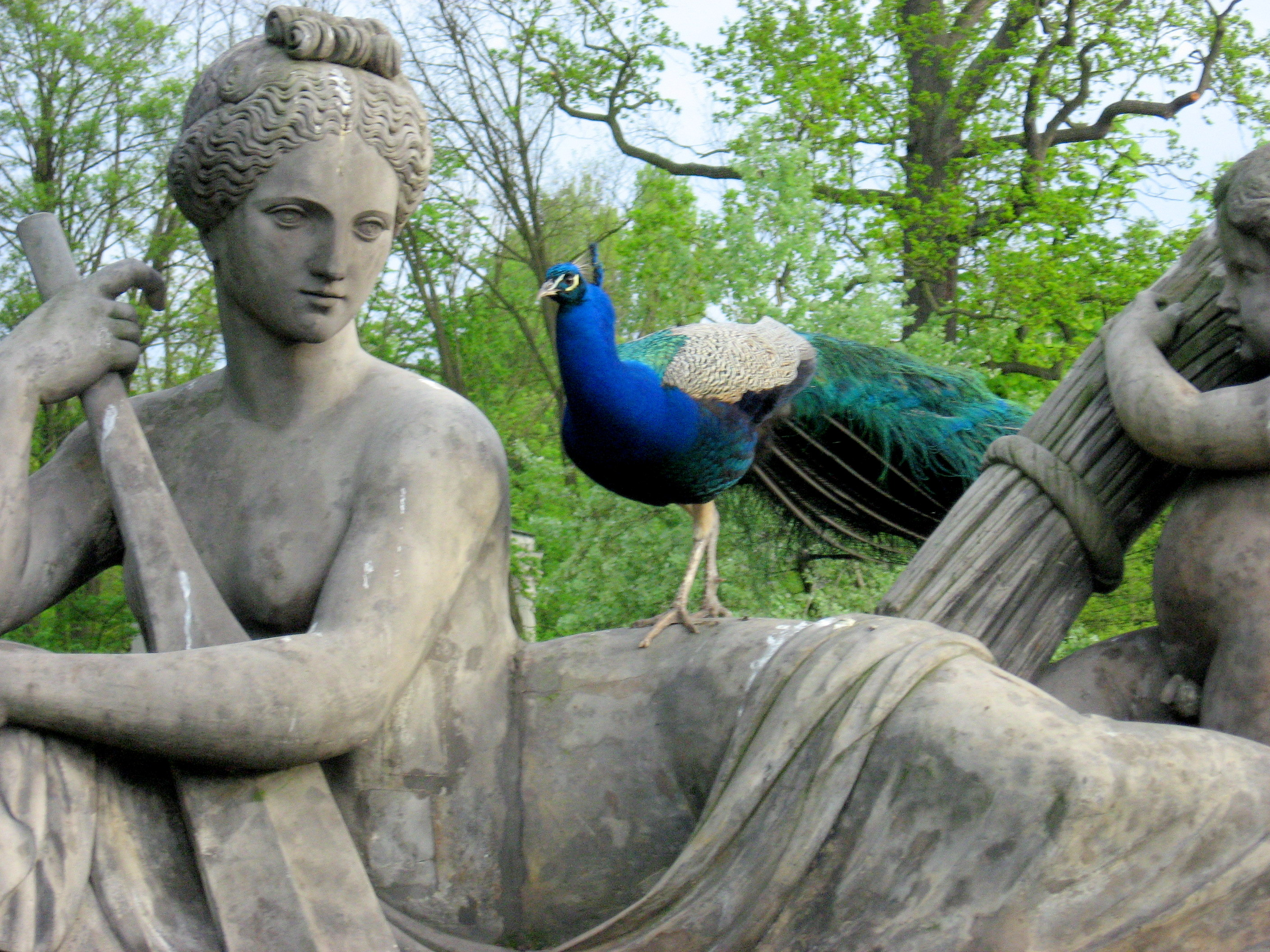
El pavo real, una de las especies animales del parque Łazienki.

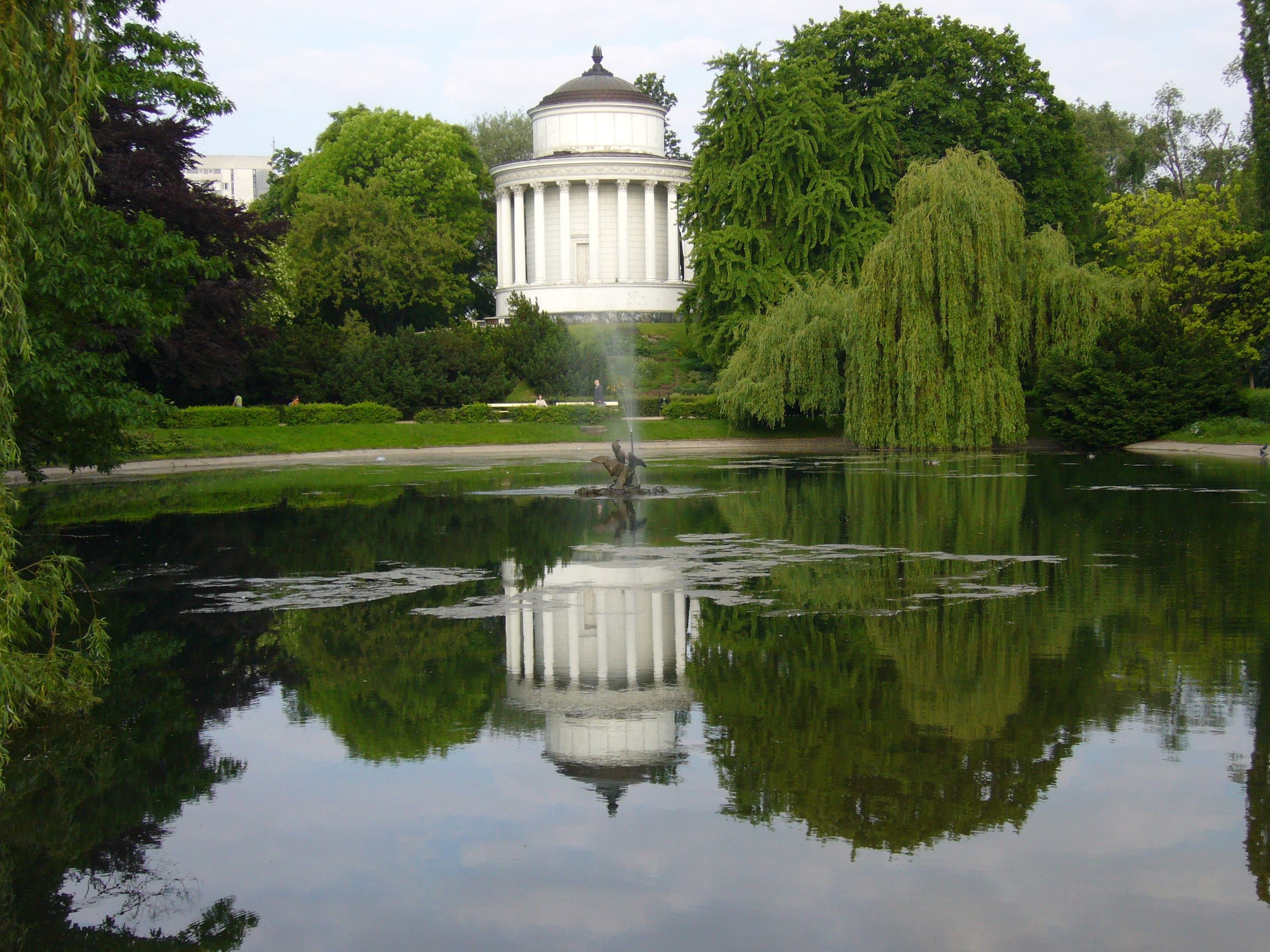
Jardín de Saxon.

Hay 82 parques en la ciudad, que cubren en total el 8 % de su área. Los más antiguos, forman parte de palacios muy representativos de la ciudad como; el jardín del palacio Krasiński, el parque Łazienki, el parque del palacio Wilanów, el parque del palacio Królikarnia y el Jardín Sajón (poseedor de un área de 15.5 hectáreas) que solía ser un jardín real, en el cual hay más de cien especies diferentes de árboles y cuyas avenidas son un lugar para pasear y relajarse.
El parque Łazienki data de la década de 1780. Dentro de su área central pueden verse aún viejos árboles que datan de aquel período: ginkgo, nogales negros, avellanos turcos, etc. Complementado por sus bancos, alfombras de flores, un charco con patos y un patio para niños, el parque Łazienki es un popular destino de los varsovianos a la hora de dar un paseo. El parque cubre un área de 76 hectáreas. El carácter único y la historia del parque está reflejada en su arquitectura: pabellones, esculturas, puentes, cascadas, charcas, y en su vegetación: especies vernáculas y foráneas de árboles y arbustos. Lo que hace a este parque diferente a otros espacios verdes de Varsovia es la presencia de pavos reales y faisanes, que pueden ser vistos caminando libremente, y de carpas reales en el estanque.
El parque del palacio Wilanów data de la segunda mitad del siglo XVII. Cubre un área de 43 hectáreas. Su área central de estilo francés, corresponde al antiguo estilo barroco de las formas del palacio. La sección oriental del parque, la más cercana al palacio, es un jardín de dos niveles con una terraza enfrentada al estanque.
El parque que rodea al palacio Królikarnia, está situado en la vieja escarpa del río Vístula, tiene veredas que corren sobre unos niveles profundos en los barrancos a ambos lados del palacio.

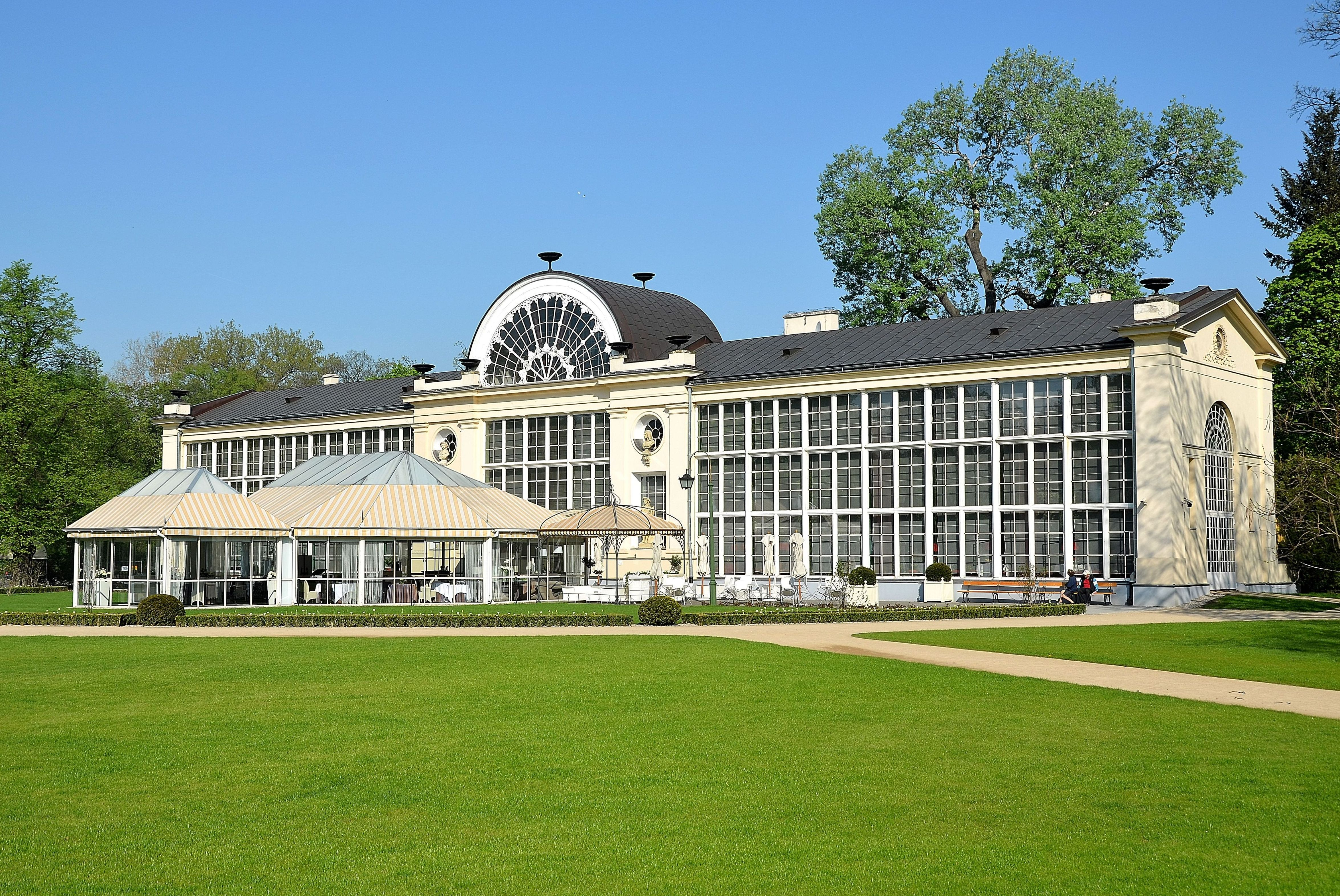
Un invernadero en el New Orangerie, del.

Otros espacios verdes en la ciudad incluyen el Jardín Botánico y el jardín de la Biblioteca Universitaria, los cuales poseen extensas colecciones botánicas de plantas extrañas, tanto endémicas como foráneas, mientras que un invernadero en el New Orangerie presenta plantas subtropicales de todas las partes del mundo.
La flora de la ciudad se compone de una gran variedad de especies. Su riqueza se debe en gran parte, a la localización de Varsovia en los bordes de grandes regiones florales que comprenden sustanciales proporciones de áreas acotadas a la actividad humana (bosques naturales, pantanos a la laguna del Vístula) así como tierras arables, prados y bosques. El bosque de Bielany, localizado en los límites de Varsovia, es la parte restante del primitivo bosque de Masovia. Su reserva natural se conecta con el bosque de Kampinos. Acoge a una rica fauna y flora. Dentro del bosque hay tres senderos para bicicletas o recorrer a pie.
A 15 km de Varsovia, el ambiente del río Vístula cambia sorprendentemente el entorno y constituye un ecosistema perfectamente conservado, con un hábitat de animales entre los que figuran, entre otros, la nutria, el castor, y cientos de especies de pájaros.
El zoológico de Varsovia cubre un área de 40 hectáreas, con alrededor de 5000 animales que representan a unas 500 especies. Aunque fue creado oficialmente en 1929, su origen está en los cotos privados del siglo XVII a menudo abiertos al público.

### Distritos
| Distrito       | Habitantes | Área       |
| -------------- | ---------- | ---------- |
| Mokotów        | 226 911    | 35.40 km²  |
| Praga Południe | 185 077    | 22.40 km²  |
| Ursynów        | 143 935    | 44.60 km²  |
| Wola           | 142 025    | 19.26 km²  |
| Bielany        | 135 307    | 32.30 km²  |
| Śródmieście    | 134 306    | 15.60 km²  |
| Targówek       | 122 872    | 24.37 km²  |
| Bemowo         | 107 197    | 24.95 km²  |
| Ochota         | 91 643     | 9.70 km²   |
| Białołęka      | 76 999     | 74.00 km²  |
| Praga Północ   | 73 207     | 11.40 km²  |
| Wawer          | 66 094     | 79.71 km²  |
| Żoliborz       | 49 275     | 8.50 km²   |
| Ursus          | 47 285     | 9.35 km²   |
| Włochy         | 39 778     | 28.63 km²  |
| Rembertów      | 22 688     | 19.30 km²  |
| Wesoła         | 20 749     | 22.60 km²  |
| Wilanów        | 15 188     | 36.73 km²  |
| Total          | 1 700 536  | 517.90 km² |

Varsovia es un powiat (‘condado’), y está dividido en un total de 18 distritos urbanos, conocidos en polaco como dzielnica (mapa), cada cual con su propio cuerpo administrativo. Cada uno de estos distritos esta a su vez formado por distintos barrios que carecen de estatus legal o administrativo. Varsovia cuenta con dos barrios históricos que componen el corazón de esta ciudad. Estos son conocidos como el Casco antiguo (Stare Miasto) y la Ciudad Nueva (Nowe Miasto), ambos en el distrito de Śródmieście.

## Demografía
Históricamente, Varsovia ha sido el destino de la emigración interna y extranjera, más concretamente de toda Europa. Durante unos tres siglos, se la conoció como "la antigua París" o "la segunda París". Polonia tenía un 20 % de la población nacida en el extranjero o judía. Demográficamente, era la ciudad más cosmopolita del país y antes de la guerra la población judía alcanzaba la cifra de 350 000, lo cual constituía alrededor del 30 % de la población que albergaba la ciudad. En 2006 su población se estimaba en 1.8 millones de habitantes, y unos 3.101 millones de residentes en el área metropolitana.
| Gráfica de evolución de Varsovia entre 1700 y 2020 |
|                                                    |
| Fuente: Ludność Warszawy                           |

## Economía

### Negocios y comercio

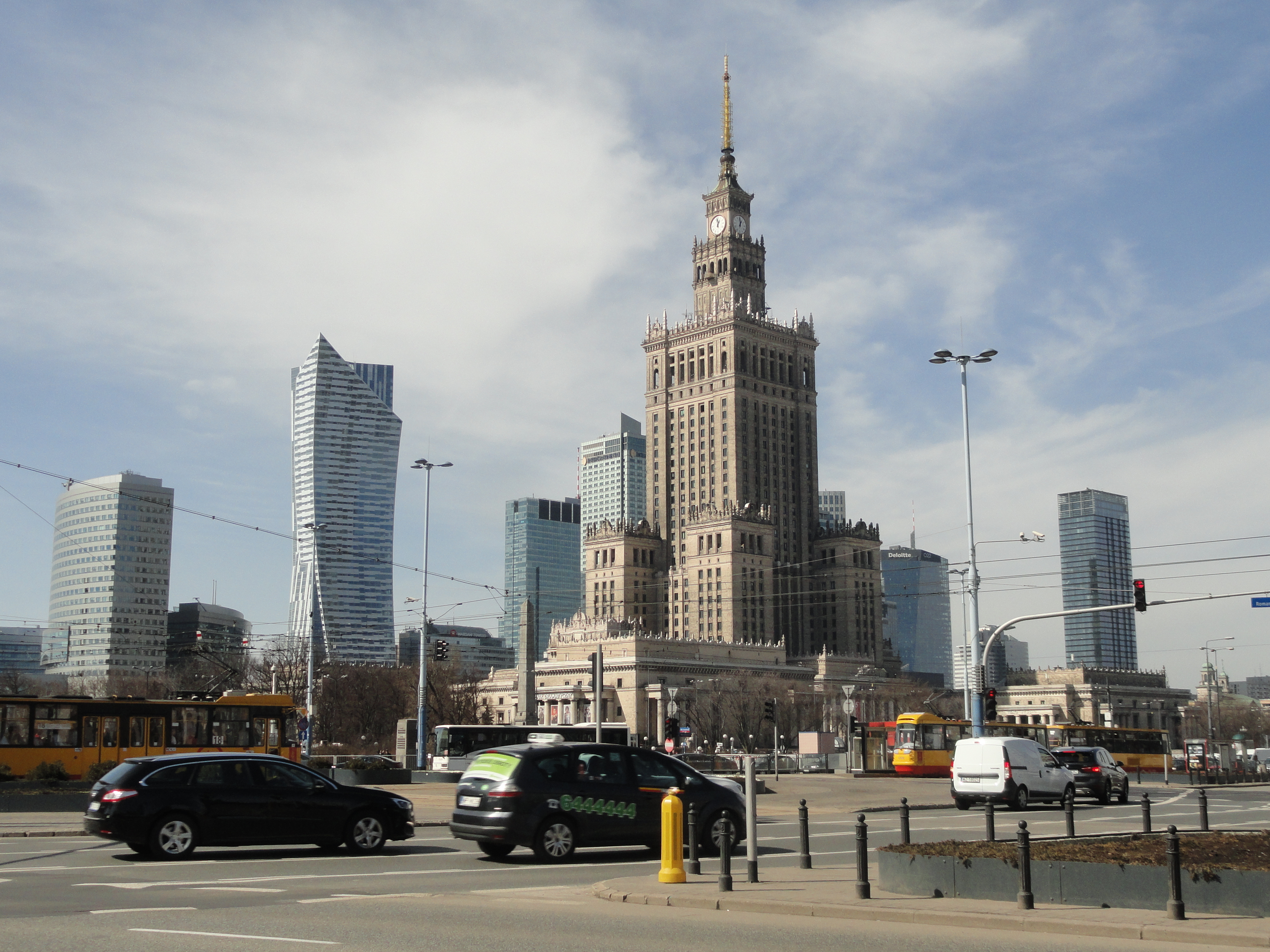
El distrito financiero central cerca del Palacio de la Cultura y la Ciencia.

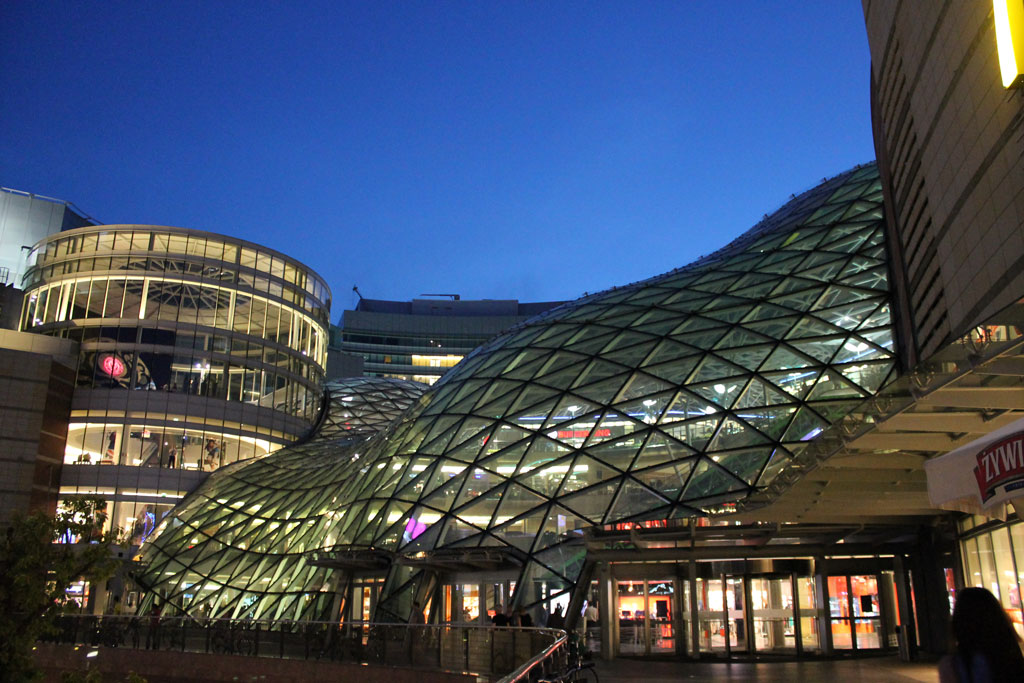
El centro comercial Złote Tarasy ("Terrazas Doradas").

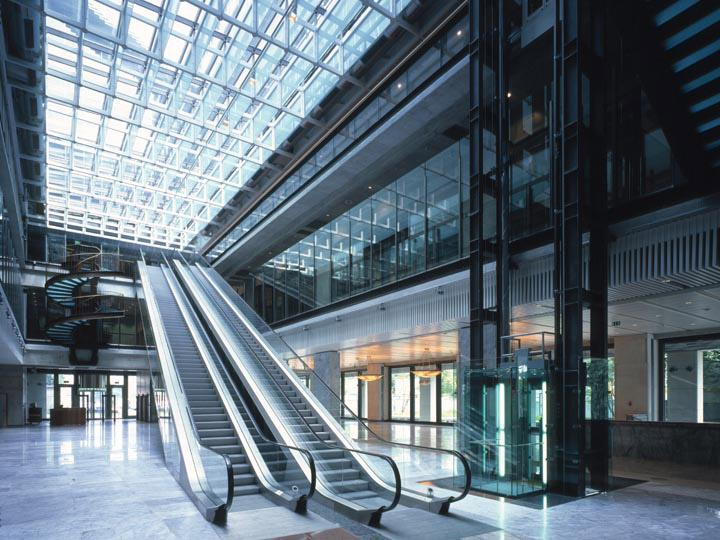
El nuevo edificio de la Bolsa de Varsovia.

Varsovia, especialmente su centro (Śródmieście), es la sede no sólo de numerosas instituciones y agencias gubernamentales, sino también de muchas compañías nacionales e internacionales. En 2006, 304 016 compañías estaban registradas en la ciudad. La participación financiera de inversores extranjeros en la ciudad estaba estimada en 2002 en cerca de 650 millones de euros. Varsovia produce el 12 % del ingreso nacional el cual, per cápita, está estimado en alrededor del 290 % del promedio polaco. El GDP (PPP) nominal per cápita en Varsovia era en 2005 de 25 500 euros. Este fue uno de los más veloces crecimientos económicos, con un crecimiento del 6.5 % en 2007 y 6.1 % en el primer trimestre de 2008. Al mismo tiempo la tasa de desempleo es mínima.
La tributación de la misma ciudad produce alrededor de 8741 millones de złotys polacos en concepto de impuestos y ganancias directas del gobierno.
Varsovia, junto con Fráncfort del Meno, Londres, Madrid, Barcelona, París, Moscú, Bruselas y Milán es una de las ciudades con edificios más altos de Europa. Once de los rascacielos más altos de Polonia, de los cuales nueve son edificios de oficinas, están localizados en Varsovia. La estructura más alta es el Palacio de la Cultura y la Ciencia, que es a su vez el séptimo edificio más alto de la Unión Europea.
Los rascacielos del área financiera de Varsovia se encuentran numerados de mayor a menor altura en la siguiente lista.
En la ciudad tienen sede OSCE y Frontex.

### La Bolsa de Varsovia
El primer mercado de valores de Varsovia fue establecida en 1817 y continuó en funcionamiento hasta la Segunda Guerra Mundial. Fue restablecido en abril de 1991, sucediendo al fin del gobierno comunista de la posguerra y la reintroducción de una economía de libre mercado. Hoy, la Bolsa de valores es, de acuerdo a muchos indicadores, el mercado más grande de la región. Es actualmente el mayor mercado de valores de la ciudad, con más de 300 compañías adheridas. Desde 1991 hasta 2000, esta institución estaba localizada, irónicamente, en lo que antes habían sido los cuarteles generales del Partido Comunista Polaco, el Partido de los Trabajadores Unidos Polacos. La capitalización obtenida fue de 440.92 millones de dólares (el 28 de diciembre de 2007). La Bolsa de Valores ofrece dinero en efectivo y productos derivados bajo un mismo techo. La ciudad es actualmente considerada como uno de los puntos de negocios más atractivos en Europa.

### Industria
Durante la reconstrucción de Varsovia tras la Segunda Guerra Mundial, las autoridades comunistas decidieron que la ciudad se convertiría en el mayor centro industrial del país. Reputadas fábricas de gran tamaño fueron construidas en la ciudad o en sus límites inmediatos. La mayor de ellas era la Huta Warszawa, trabajos siderúrgicos y dos fábricas de autos. Hoy, la Arcelor Warszawa Molino de Acero (formalmente Huta Warszawa) es la única gran fábrica que queda. La empresa automotriz Fabryka Samochodów Osobowych, produce la mayoría de los automóviles de exportación. El número de empresas públicas continúa decreciendo mientras aumenta el número de compañías operadas con capitales extranjeros. Los mayores inversores foráneos son Daewoo, Coca-Cola Amatil y Metro AG. Varsovia tiene la mayor concentración de industrias dedicadas a la electrónica y la alta tecnología en Polonia y el crecimiento del mercado alimentario promueve perfectamente el desarrollo de la industria procesadora de alimentos.

## Política

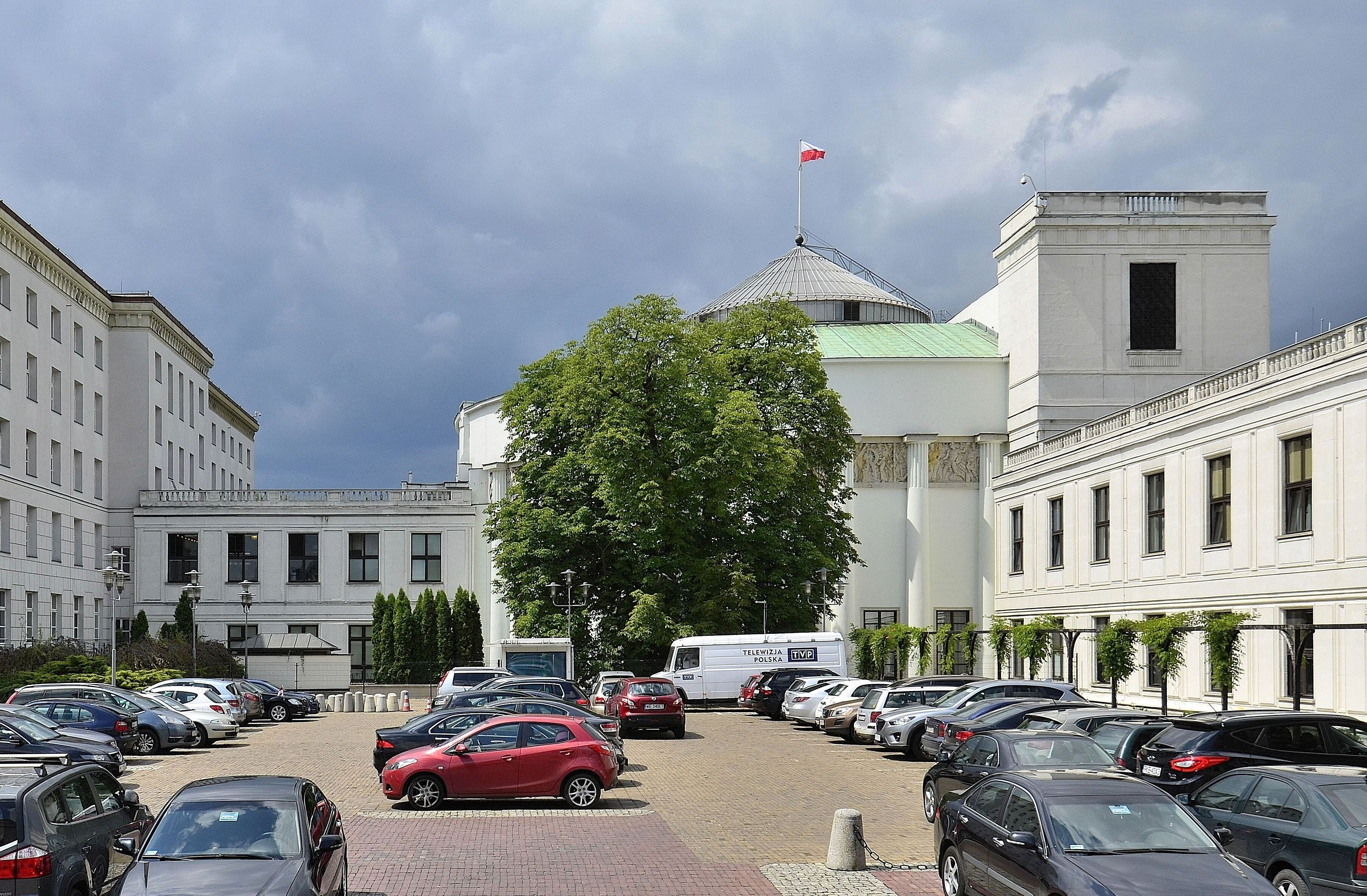
Edificio del Parlamento polaco (Sejm).

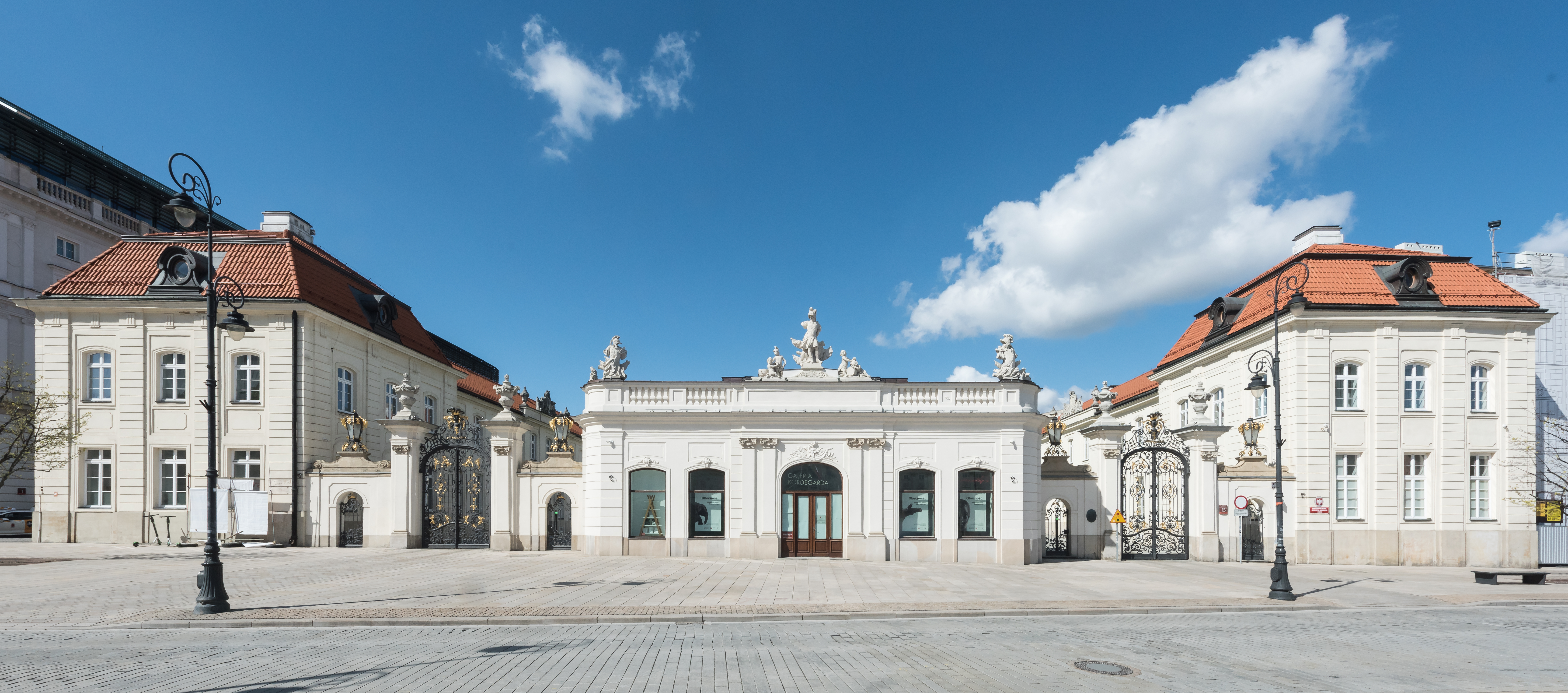
El palacio Potocki, de estilo rococó, es la sede del gobierno municipal.

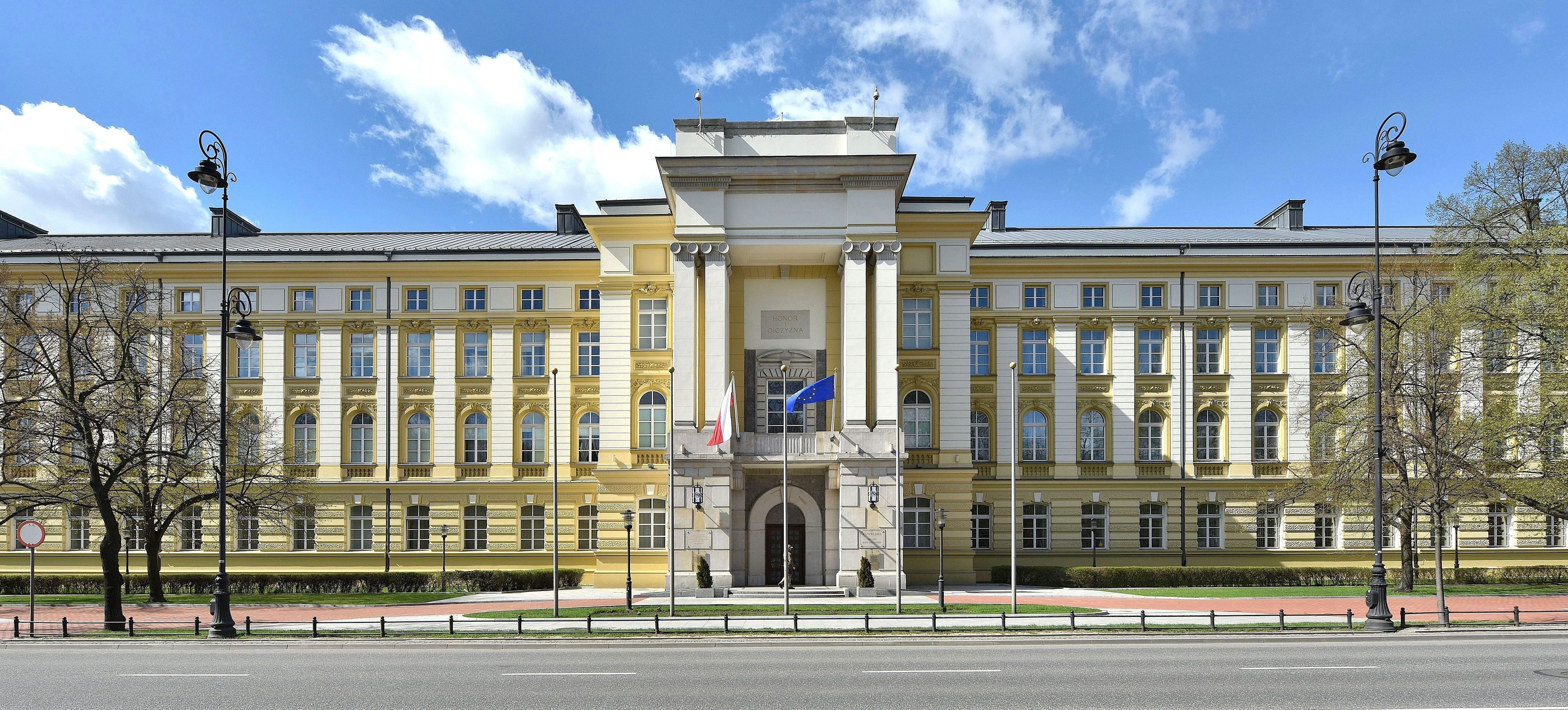
Cancillería de los ministros.

### Gobierno nacional
Como capital de Polonia Varsovia es centro político del país. Todas las agencias estatales están localizadas aquí, incluidos el Sejm (Parlamento de la República de Polonia), o la Oficina del presidente y la Corte Suprema. La ciudad y su área metropolitana están representadas en el Sejm por 31 diputados de 460. Es la sede del presidente de Polonia y la legislación nacional.

### Gobierno municipal
Antes de la firma del Acta de Varsovia (Ustawa warszawska), el 27 de octubre de 2002, Varsovia era una asociación municipal de 11 distritos, el distrito Centrum era la cabecera, estaba dividido en 7 subdistritos y rodeado por otros 10 distritos. Los distritos de Varsovia eran independientes en una gran medida: administraban sus propios presupuestos, confeccionaban sus propias cuentas de sus políticas de inversión y tenían consejos y juntas propias. La ciudad en su totalidad era gobernada por un alcalde, y la administración de la ciudad entera se ocupaba de tareas que traspasaban los límites municipales, tales como las comunicaciones, los caminos, el agua, el sistema de alcantarillado o la promoción de la ciudad. Aparte de los distritos y la asociación municipal, estaba el condado de Varsovia, que gobernaba sobre las escuelas y las instituciones culturales, era responsable de la sanidad, construcción e inspección comercial.
La situación cambió con la firma del Acta de Varsovia, referente a la estructura de la ciudad. Los distritos antiguos y los del distrito Centrum se transformaron en unidades auxiliares de distritos de la ciudad de Varsovia.
El sistema electoral cambió también, transformándose en elección directa. El primer alcalde fue Lech Kaczyński, profesor de derecho, antiguo ministro de justicia y expresidente de la Oficina Central de Auditorías (NIK). En su campaña electoral, Kaczyński anunció transformaciones más excesivas en la gestión de Varsovia que otros candidatos.
La autoridad legislativa en la flamante estructura fue conferida al Ayuntamiento de Varsovia (llamado Rada Miasta, Consejo de la Ciudad), reducido a 60 concejales. Los miembros del consejo son elegidos de manera directa cada cuatro años. Como la mayoría de las cámaras legislativas, la Rada Miasta se divide en comités encargados de diversas funciones de gobierno. Los proyectos de ley se aprueban por mayoría simple y se envían al alcalde (denominado presidente de Varsovia) que será el encargado de promulgarlos. Si el presidente veta un proyecto de ley, el Consejo tiene 30 días para superar ese veto por una mayoría del 66 %.
Cada uno de los 18 distritos tiene su propio consejo (Rada dzielnicy). Sus funciones son ayudar al presidente y al Consejo de la Ciudad, además de supervisar distintas compañías municipales, patrimonio y escuelas. El dirigente de cada consejo de distrito recibe el título de burgomaestre (burmistrz) y es elegido por los miembros del mismo de entre las candidaturas propuestas por el presidente de Varsovia.
Al presidente de Varsovia y a la Oficina de la Ciudad de Varsovia le fueron confiados las tareas concernientes a la ciudad en general y la coordinación del trabajo de los distritos. Como antes de la reforma se mantuvieron el papel de los distritos de servicio a la población en forma local como en los caminos locales, las escuelas, los jardines de infantes, la expedición de licencias de conducir, el registro de residentes, etc. Sin embargo sus poderes derivan ahora del Ayuntamiento y del presidente de Varsovia, y sus presupuestos y políticas financieras deben estar acordes a los del resto de la ciudad.

## Arquitectura

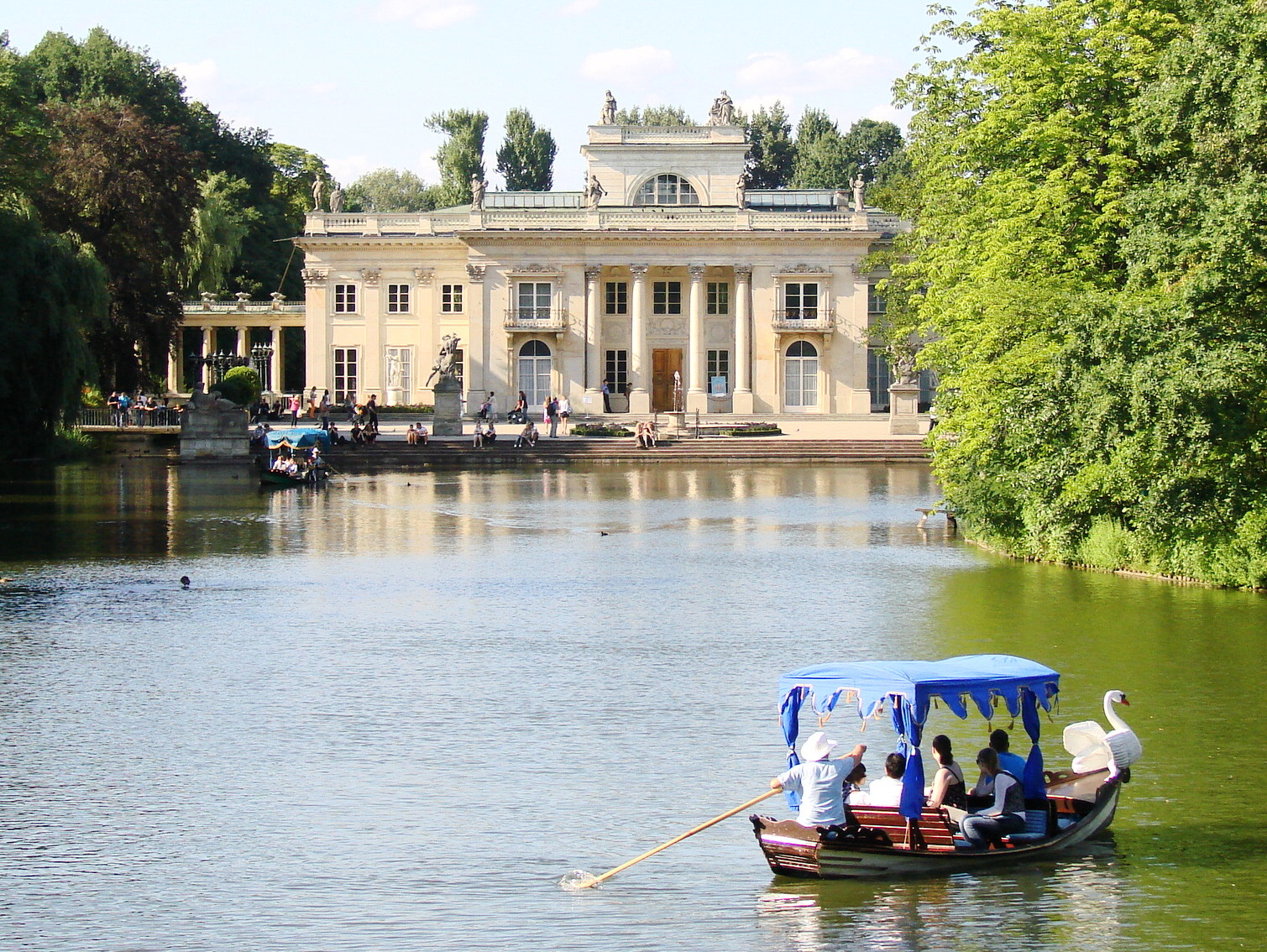
El Palacio sobre el Agua.

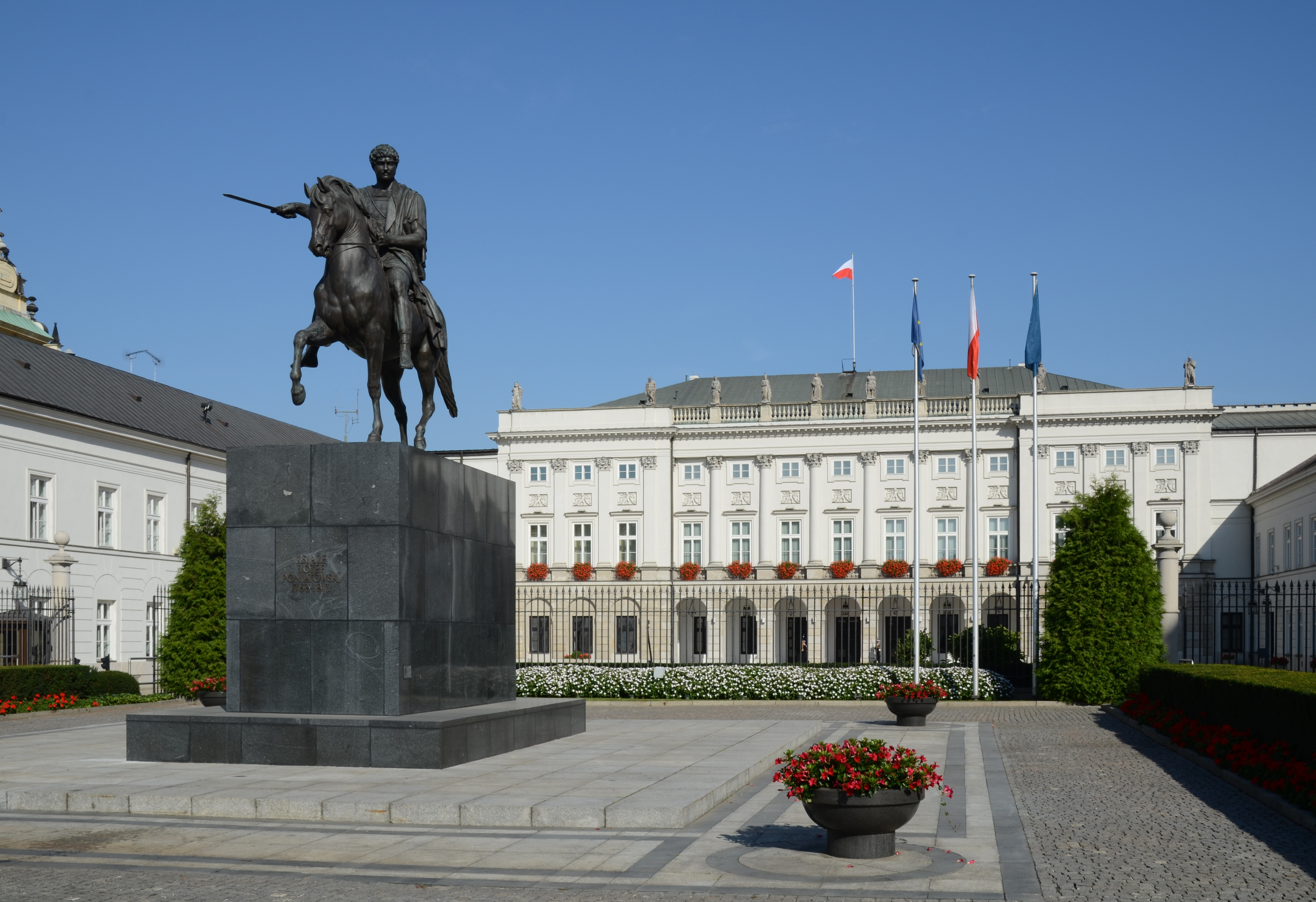
El Palacio del Presidente.

Los palacios, iglesias y mansiones de Varsovia presentan una gran riqueza de color y de detalles arquitectónicos. Los edificios son representativos de casi todos los estilos y períodos de la arquitectura europea. La ciudad tiene maravillosos ejemplos de la arquitectura gótica, renacentista, barroca y neoclásica, todos los cuales están localizados a pocos pasos del centro de la ciudad. La arquitectura gótica está representada en las majestuosas iglesias, pero también en las fortificaciones. Las construcciones más significativas son la catedral de San Juan (del siglo XIV), la iglesia de Santa María (1411), actual catedral[cita requerida]; una casa en la ciudad de la familia Burbach (siglo XIV), la torre de la pólvora y el Castillo real Curia Maior (1407-1410). Los ejemplos más notables del estilo renacentista son la casa Barczyko (1562), un edificio llamado "El Negro" (comienzos del siglo XVII) y los conventillos Salwator (1632). Los ejemplos más interesantes de la arquitectura manierista son el Castillo real y la iglesia jesuita (1609-1626) en el barrio viejo. A su vez las primeras estructuras de estilo barroco son la iglesia de San Jacinto (1603-1629) y la columna Zygmunt (en honor al rey Segismundo III), de 1644.

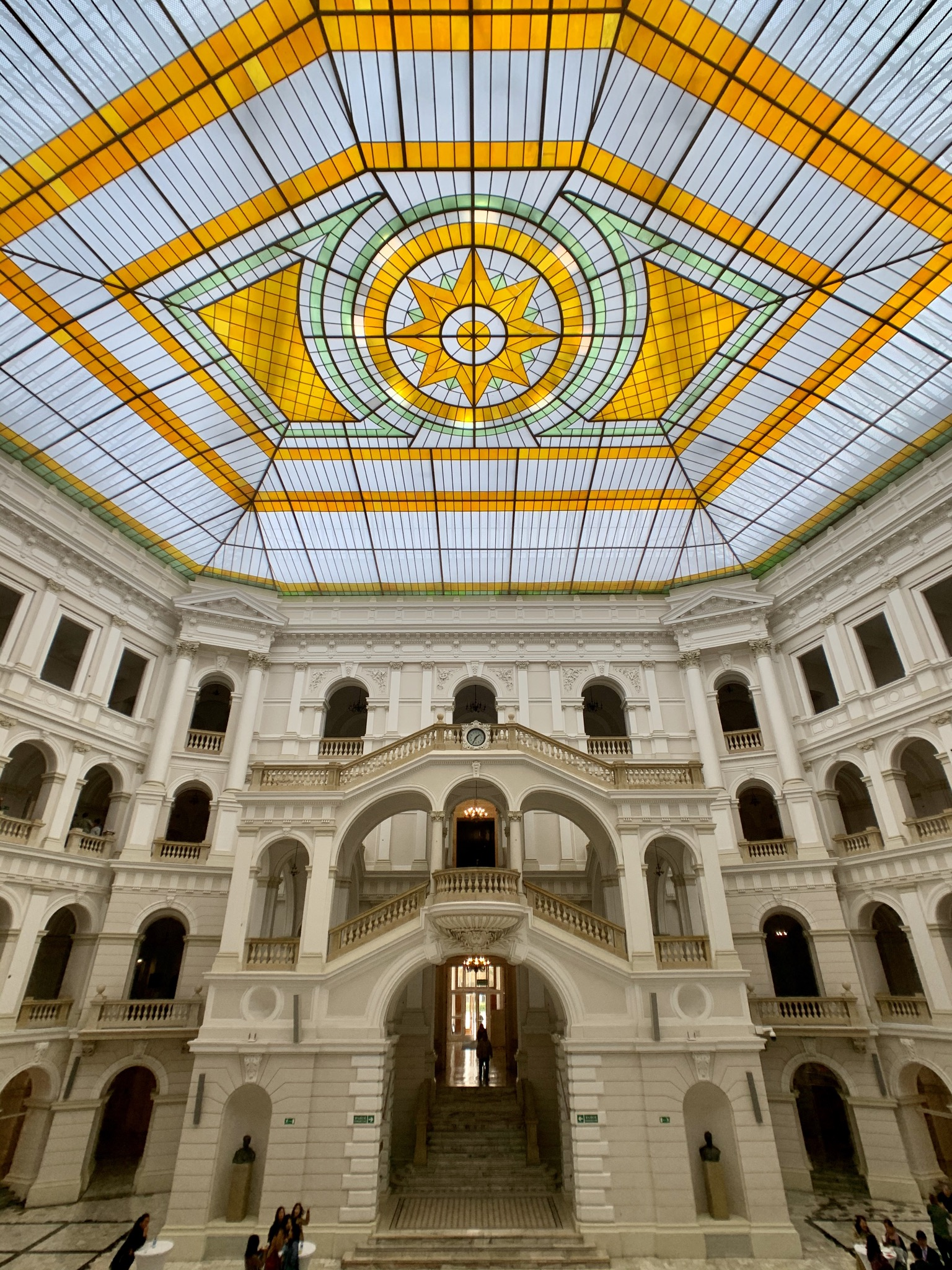
Patio construido de la Universidad Politécnica de Varsovia.

La construcción se centró, sobre todo, en numerosos palacios de nobles e iglesias durante las últimas décadas del siglo XVII. Algunos de los mejores ejemplos de esta corriente son el palacio Krasiński (1677-1683), el palacio Wilanów (1677-1696) y la iglesia de San Casimiro (1677-1692). Los ejemplos más impresionantes de la arquitectura rococó son el palacio Czapski (1713-1718), el Palacio bajo los Cuatro Vientos (1730) y la Iglesia Visitacionista (fachada 1728-1761). El estilo neoclásico en Varsovia puede ser descrito por su simplicidad y por sus formas geométricas combinadas con una gran inspiración en la cultura romana. Algunos de los mejores ejemplos del neoclásico son el palacio Łazienki o el Palacio sobre el Agua (reconstruido entre 1775 y 1795) ambos ubicados en el parque Łazienki, Królikarnia (1782-1786), la Iglesia Carmelista (fachada 1761-1783) y la evangelista Iglesia de la Santísima Trinidad (1777-1782). El crecimiento económico durante los primeros años del Congreso de Polonia trajo consigo un efímero auge de la arquitectura. El revive neoclásico afectó a todos los aspectos de la arquitectura, los más notables son el Gran Teatro (1825-1833) y las construcciones sobre la plaza de la Banca (1825-1828). De esta época es también la Ciudadela de Varsovia, una fortaleza construida por orden del zar Nicolás I de Rusia.

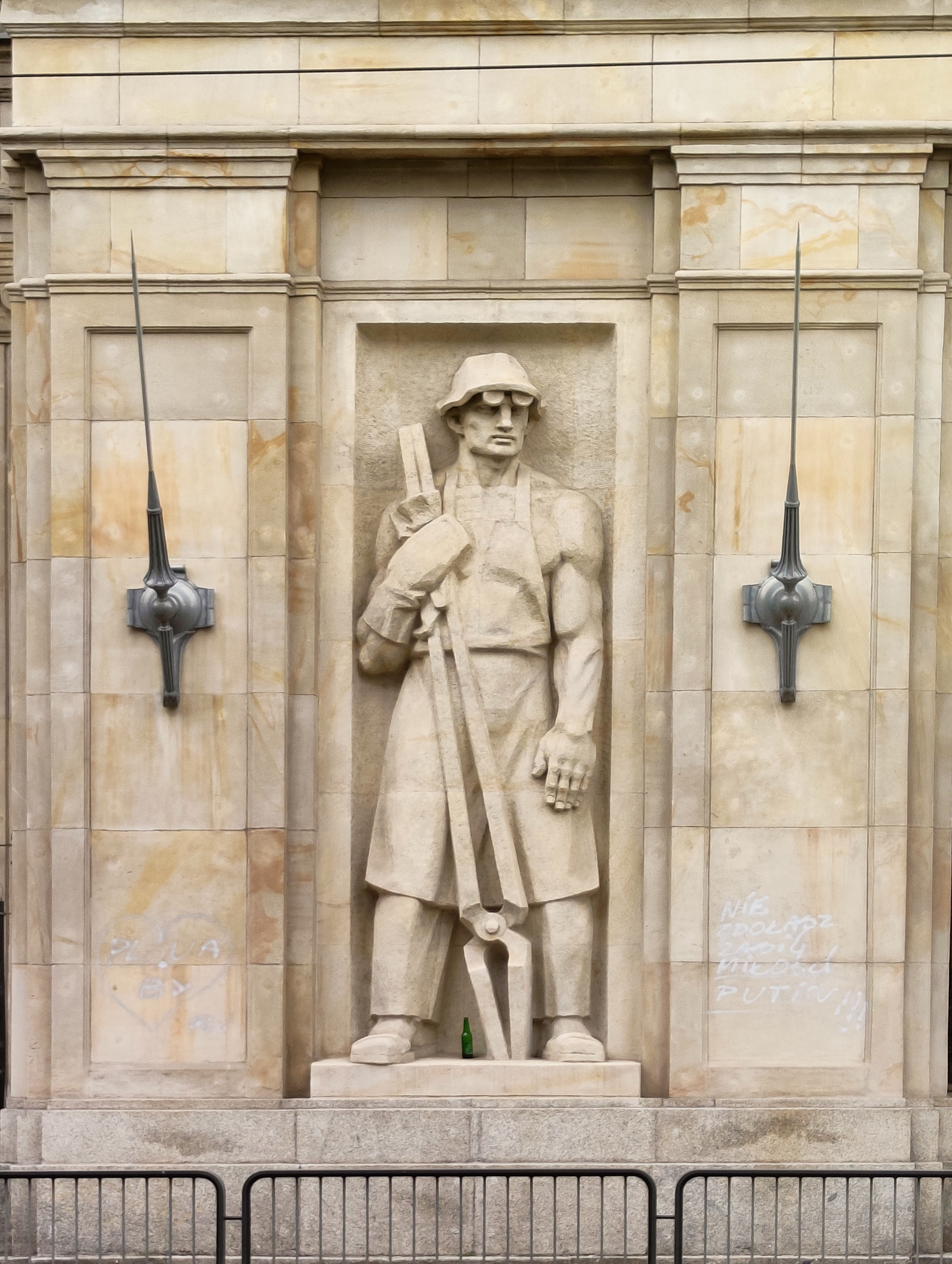
Bajorrelieve de un herrero en la Plac Konstytucji (plaza de la Constitución), uno de los más relevantes ejemplos del realismo socialista.

Ejemplos excepcionales de la arquitectura burguesa de los últimos períodos (como el mencionado palacio Kronenberg y el edificio de la Compañía de seguros Rosja) no fueron restaurados por la autoridad burguesa después de la guerra. Algunos, en cambio, fueron reconstruidos por un estilo realista de corte socialista (como la Orquesta Filarmónica de Varsovia, edificio originalmente inspirado en la Ópera Garnier de París). A pesar de esto, la Universidad Politécnica de Varsovia, construida entre 1899 y 1902 es lo más interesante de la arquitectura de finales del siglo XIX. Las autoridades del gobierno municipal de Varsovia, reconstruyeron el palacio Brühl y existe una iniciativa para reconstruir el palacio Sajón, las más distintivas edificaciones de la preguerra en Varsovia.
Algunos notables ejemplos de la arquitectura contemporánea son el Estadio del 10° aniversario que solía ser el mercado al aire libre más grande de Europa y la plaza de la Constitución con su monumental arquitectura del realismo socialista. El más polémico de esta época es el Palacio de la Cultura y la Ciencia (1952-1955), un enorme edificio de arquitectura realista rusa, el cual constituye un legado del comunismo ruso al pueblo de Polonia, situación que incomoda a muchos ciudadanos y al propio ministro de relaciones exteriores, quien se pronunció a favor de la demolición de este magno edificio. Fue un regalo directo de Stalin para el pueblo polaco en 1955 con una altura de 230.7 metros, siendo el segundo rascacielos más alto de Varsovia (en 2012 será el cuarto) y uno de los más altos de Europa. Su estilo imita a la universidad rusa y alberga el centro de cultura y arte de la ciudad. En contraposición a la polémica, en 2007 fue declarado Patrimonio Nacional y símbolo de la ciudad.
Símbolos de la arquitectura moderna en Varsovia son el Edificio Metropolitano de Oficinas en la plaza Piłsudski, construido por el reconocido arquitecto Norman Foster; y la Biblioteca de la Universidad de Varsovia (BUW) construida por Marek Budzyński y Zbigniew Badowski, característica por un jardín en su techo y una vista del río Vístula. La oficina Rondo 1, obra de Skidmore, Owings y Merrill; y las Terrazas Doradas, consistentes en siete domos superpuestos y un centro comercial, son también ejemplos de este estilo.

## Monumentos
Entre los sitios destacables para ver en Varsovia:
- La plaza Mayor del Barrio Antiguo
- La plaza del Castillo, en el Barrio Antiguo.
- El castillo Real, en el Barrio Antiguo.
- La calle "Krakowskie Przedmieście"
- El Museo del Alzamiento de Varsovia de 1944
- El Palacio de la Cultura y la Ciencia
- El Gran Teatro
- El palacio Wilanów
- El parque Łazienki

## Educación
Varsovia acoge algunos de las más importantes instituciones de educación superior en Polonia. Es la sede de las 4 mayores universidades polacas y de 62 escuelas de educación superior más pequeñas. El número total de estudiantes en todos los grados de educación en Varsovia es de casi 500 000 (o el 29.2 % de la población en 2002). El número de estudiantes universitarios es de, aproximadamente, 280 000. La mayoría de las más reputadas universidades son públicas, pero en los años recientes ha habido también un aumento en el número de universidades privadas.

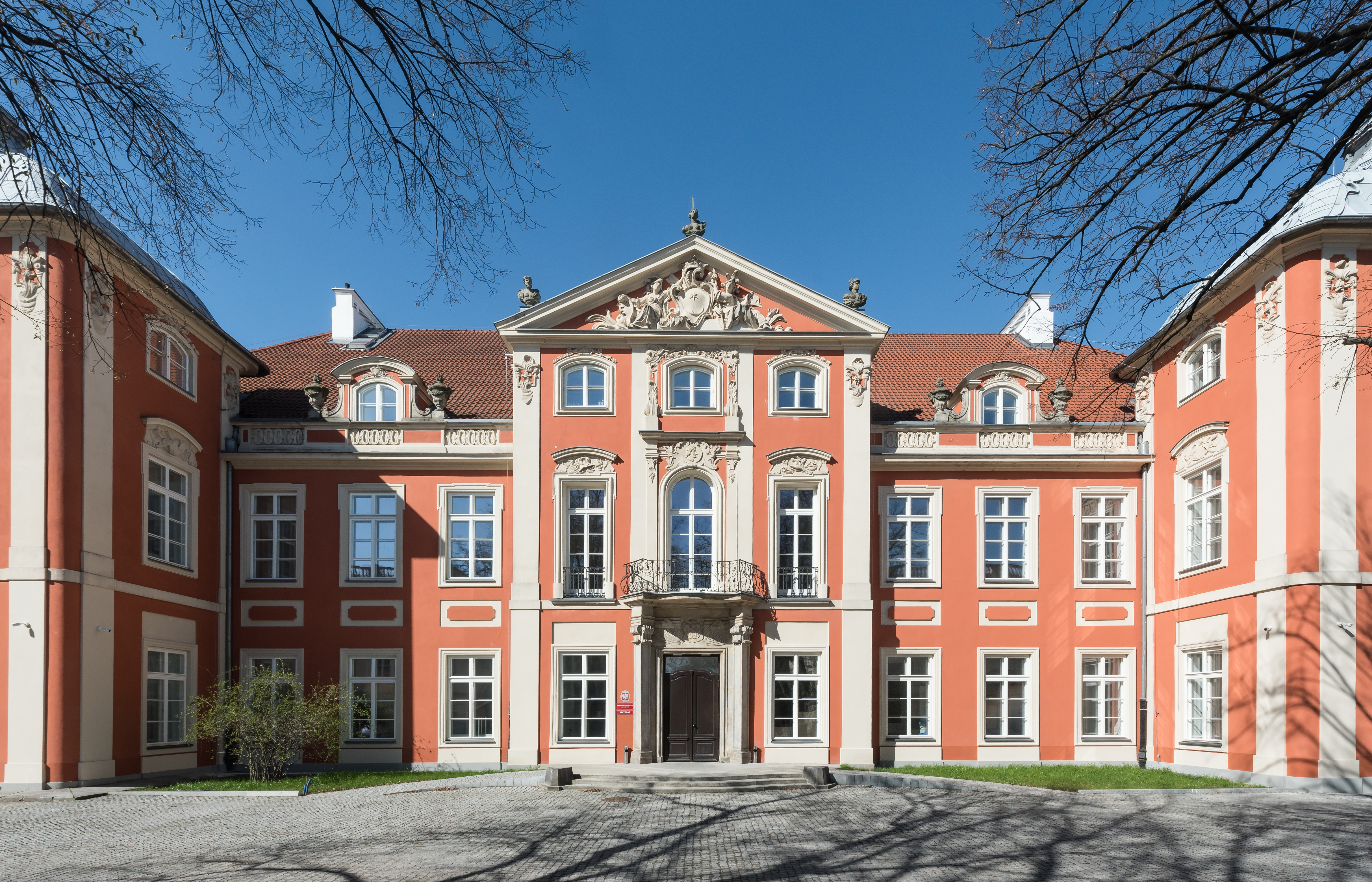
El palacio Czapski, de estilo rococó, alberga a la Academia de Bellas Artes de la ciudad.

La Universidad de Varsovia fue fundada en 1816, cuando las particiones de Polonia separaron a Varsovia del más antiguo y más influyente centro académico de Polonia, en Cracovia. La Universidad Tecnológica de Varsovia es la segunda escuela superior de tecnología en el país, y una de las mayores de Europa Central y Occidental, empleando 2000 profesores. Otras instituciones de educación superior incluyen la Universidad de Medicina de Varsovia, la mayor escuela de medicina en Polonia y una de las más prestigiosas, la Universidad de la Defensa Nacional, la mayor institución académica militar de Polonia, la academia musical Fryderyk Chopin, la mayor y más antigua escuela de música de Polonia, y una de las mayores de Europa, la escuela de Ciencias Económicas de Varsovia, la más antigua y más renovada escuela de economía en el país, y finalmente la Universidad de Ciencias de la Vida, la mayor universidad agrícola fundada en 1818

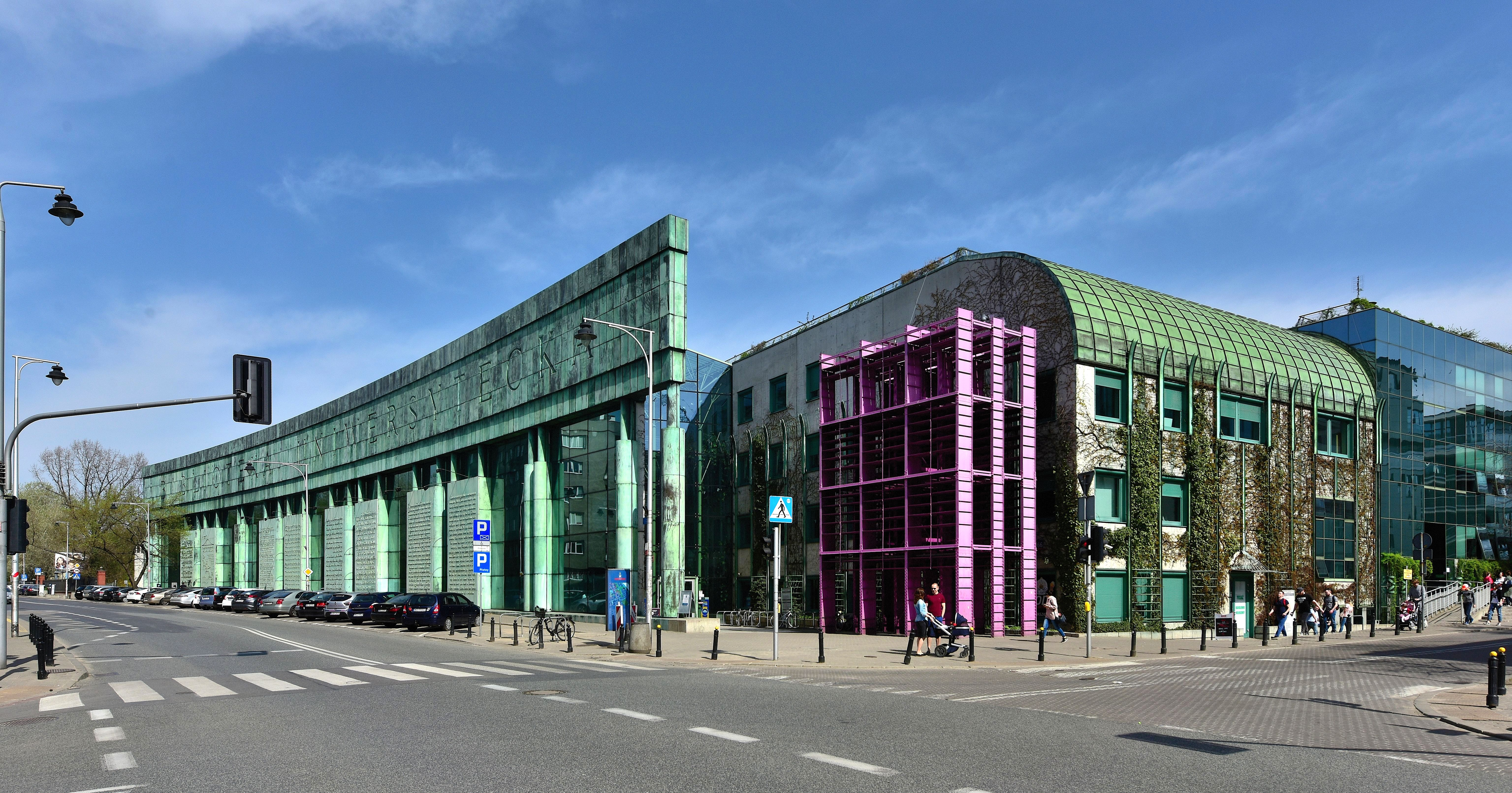
Biblioteca universitaria de Varsovia.

Varsovia posee numerosas bibliotecas, muchas de las cuales poseen vastas colecciones de documentos históricos. La biblioteca más importante, en términos de colecciones de documentos históricos, es la Biblioteca Nacional de Varsovia. Esta alberga 8.2 millones de volúmenes en su colección, formada en 1928 se ve a sí misma como una sucesora de la Biblioteca Załuski, la mayor de Polonia y una de las primeras y mayores bibliotecas del mundo.
Otra biblioteca importante es la biblioteca universitaria, fundada en 1816 alberga cerca de 2 millones de libros. El edificio fue diseñado por los arquitectos Marek Budzyński y Zbigniew Badowski y abierto el 15 de diciembre de 1999. Está rodeado de espacios verdes. Su jardín fue diseñado por Irena Bajersjka e inaugurado el 12 de junio de 2002. Es uno de los mayores y más bellos jardines de cubierta en Europa y un área de más de 10 000 m², con plantas cubriendo 5111 m² de su superficie. Como jardín de la universidad, este abierto al público todos los días.

## Cultura

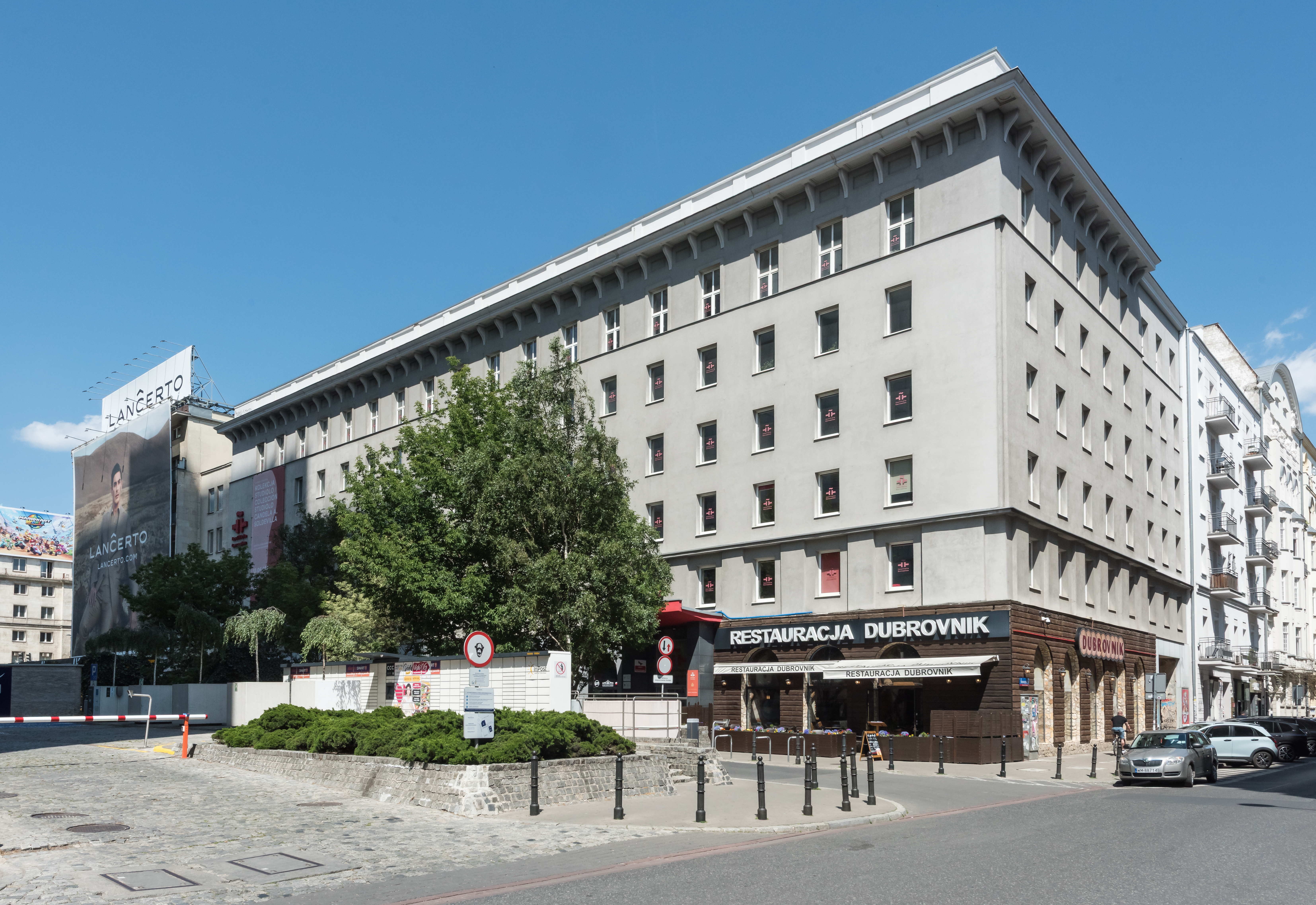
Instituto Cervantes en Varsovia.

### Candidatura para ser la Capital Europea de la Cultura (2016)
La solicitud titulada "Varsovia - Nuevas Energías para Europa" tuvo que competir contra otras cuatro ciudades candidatas de Polonia, país elegido junto a España para que una de sus ciudades fuera representante en 2016 de la capitalidad cultural europea, la cual fue adjudicada finalmente a las ciudades de Breslavia en Polonia y San Sebastián en España.
Con el título de Capital Europea de la Cultura 2016, Varsovia tuvo la oportunidad de convertirse en una ciudad conocida por la transición de "la miseria urbana" en la era del "renacimiento urbano". Los temas principales de la candidatura de Varsovia fueron: Vístula: río de posibilidades, Ciudad de Talentos y Varsovia en construcción.

### Teatro

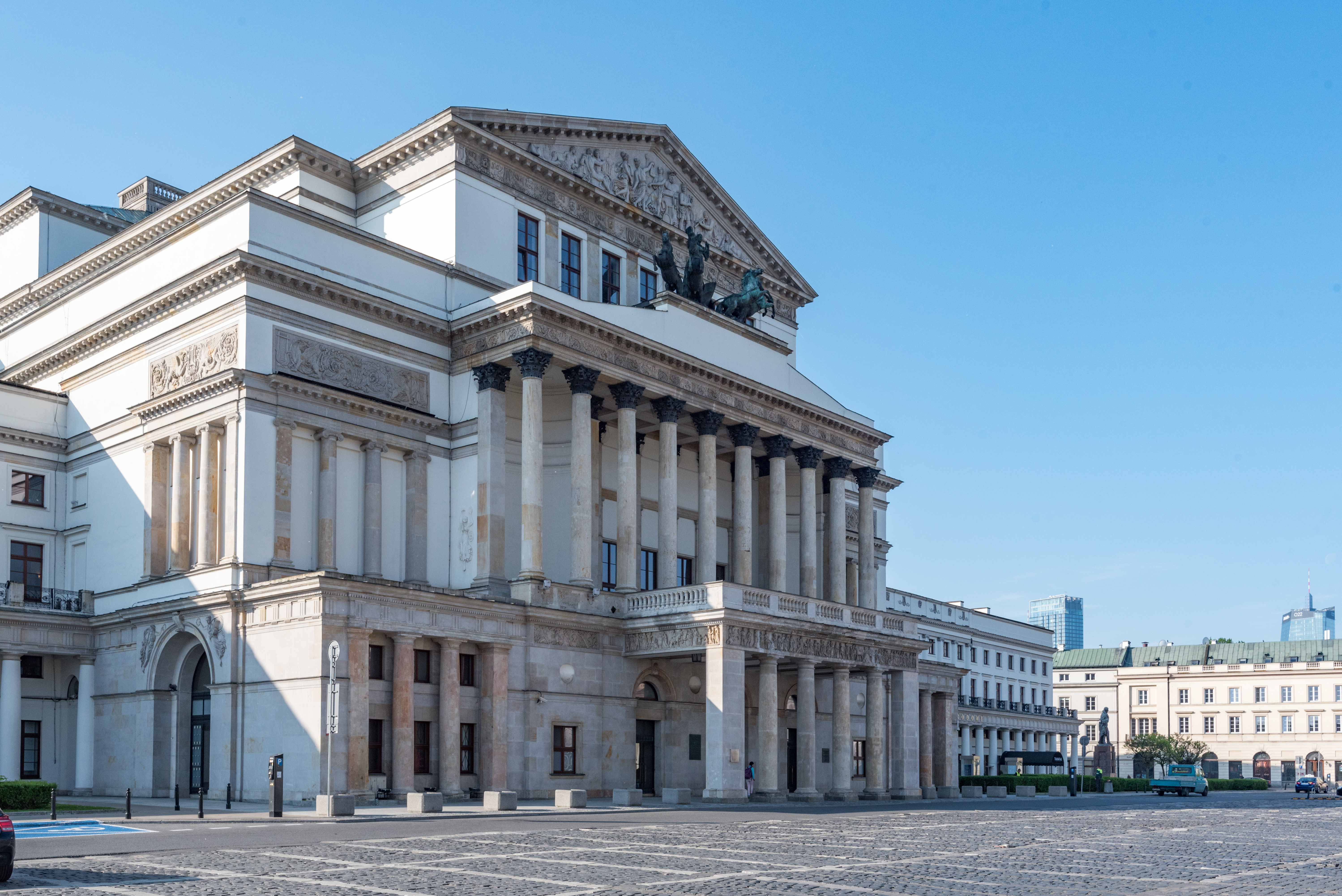
El Gran Teatro, sede del Teatro Nacional Polaco y de la Ópera.

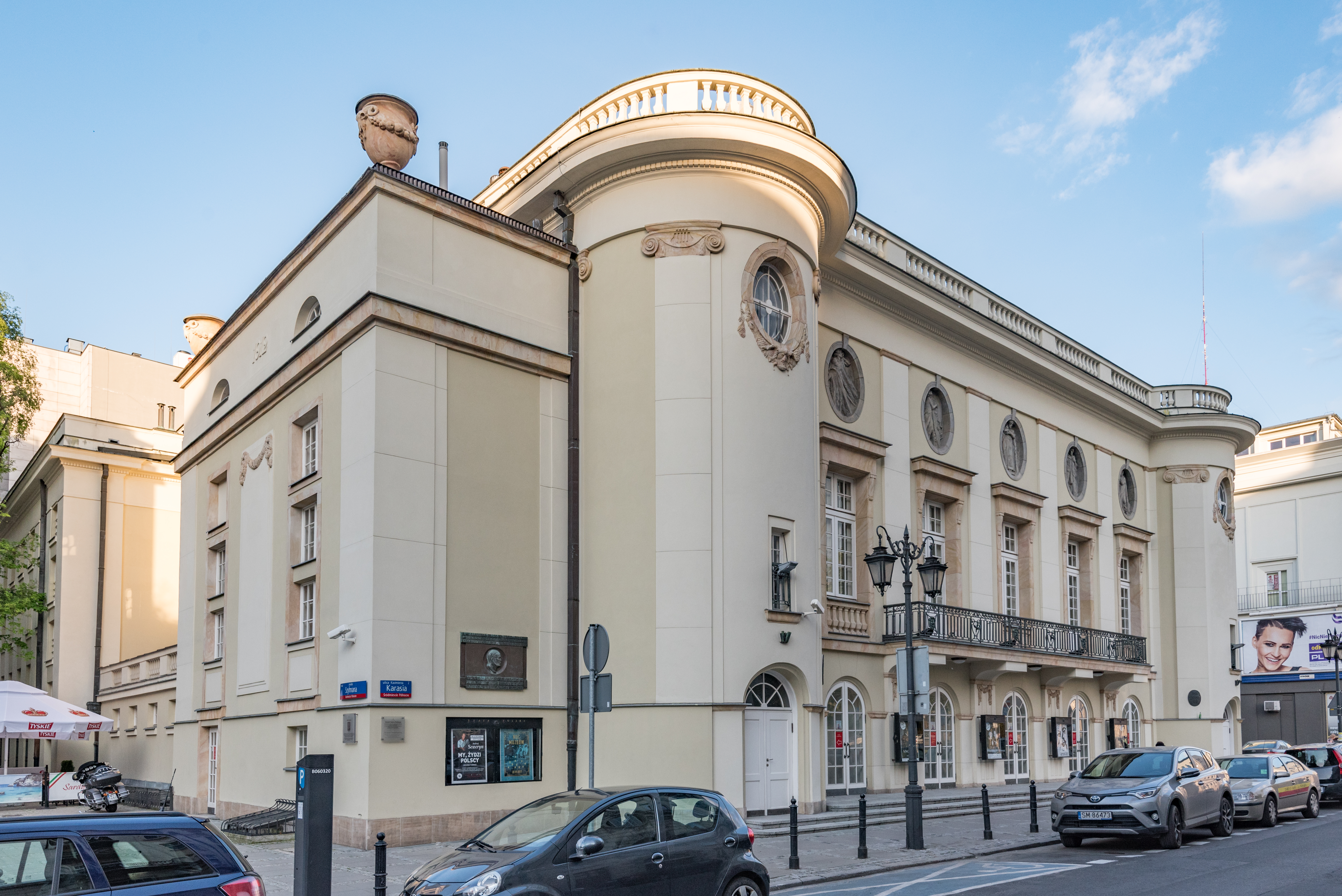
Teatr Polski, un teatro polaco de Arnold Szyfman.

Varsovia alberga treinta de los principales teatros del país, que se expanden por toda la ciudad, incluidos el Teatro Nacional (fundado en 1765) y el Gran Teatro, establecido en 1778.
Desde 1833 hasta el estallido de la Segunda Guerra Mundial, la Plac Teatralny (plaza del Teatro) fue el foco cultural del país y la sede de varios teatros. El edificio principal albergó el Gran Teatro de 1833 a 1834, el Teatro Rozmaitości de 1836 a 1924 y luego el Teatro Nacional, el Teatro Reduta de 1919 a 1924, y de 1928 a 1939 el Teatro Nowy, el cual organizaba producciones de teatro poético contemporáneo, incluyendo aquellas dirigidas por Leon Schiller.
Cerca de allí, en el Ogród Saski (Jardín Sajón), el Teatro de Verano estuvo en operación desde 1870 hasta 1939, y durante el período de entreguerras. El teatro comprendía también Momus, el más importe de los cabarets literarios de Varsovia, y el teatro musical Melodram, de Leon Schiller. El Teatro Wojciech Bogusławski (1922-1926) fue el mejor ejemplo del Teatro monumental Polaco. Desde mediados de los años 1930, el edificio del Gran Teatro acogió al Instituto Estatal de Arte Dramático, la primera academia de arte administrado por el Estado de Polonia, con un Departamento de Actuación y un Departamento de Dirección de Etapas.
La Plac Teatralny y sus alrededores fueron la sede de numerosos festivales, celebraciones de feriados estatales, bailes de carnaval y conciertos. En la actualidad, Varsovia atrae a su vez a numerosos directores y productores jóvenes y vanguardistas que suman a la cultura teatral de la ciudad. Su producción puede ser vista sobre todo en los teatros más pequeños y Casas de la Cultura (Domy Kultury), sobre todo fuera del centro. Varsovia acoge a las Reuniones Teatrales Internacionales.
Además, también allí se encuentra el Teatro Judío de Varsovia, popular debido al Teatro Yiddish europeo para todas las comunidades judías del país.

### Música
Gracias a sus numerosos sitios musicales, incluyendo el Teatro Wielki o Gran Teatro, sede de la Ópera Nacional Polaca, la Cámara de la ópera, el Salón Filarmónico nacional y el Teatro Nacional, así como también los teatros musicales de Roma y Buffo y el Salón de Congresos en el Palacio de la Cultura y la Ciencia, Varsovia es sede de numerosos eventos y festivales. Algunos de los que poseen más prestigio son: La Competición Internacional de Piano «Frédéric Chopin», el Festival Internacional de Música Contemporánea Otoño de Varsovia, el Jazz Jamboree, las Jornadas estivales de Jazz de Varsovia, la competición internacional vocal Stanisław Moniuszko, y el festival de música antigua.
En Varsovia tiene su sede y su temporada de conciertos la Orquesta Filarmónica Nacional de Varsovia.

### Museos y galerías de arte

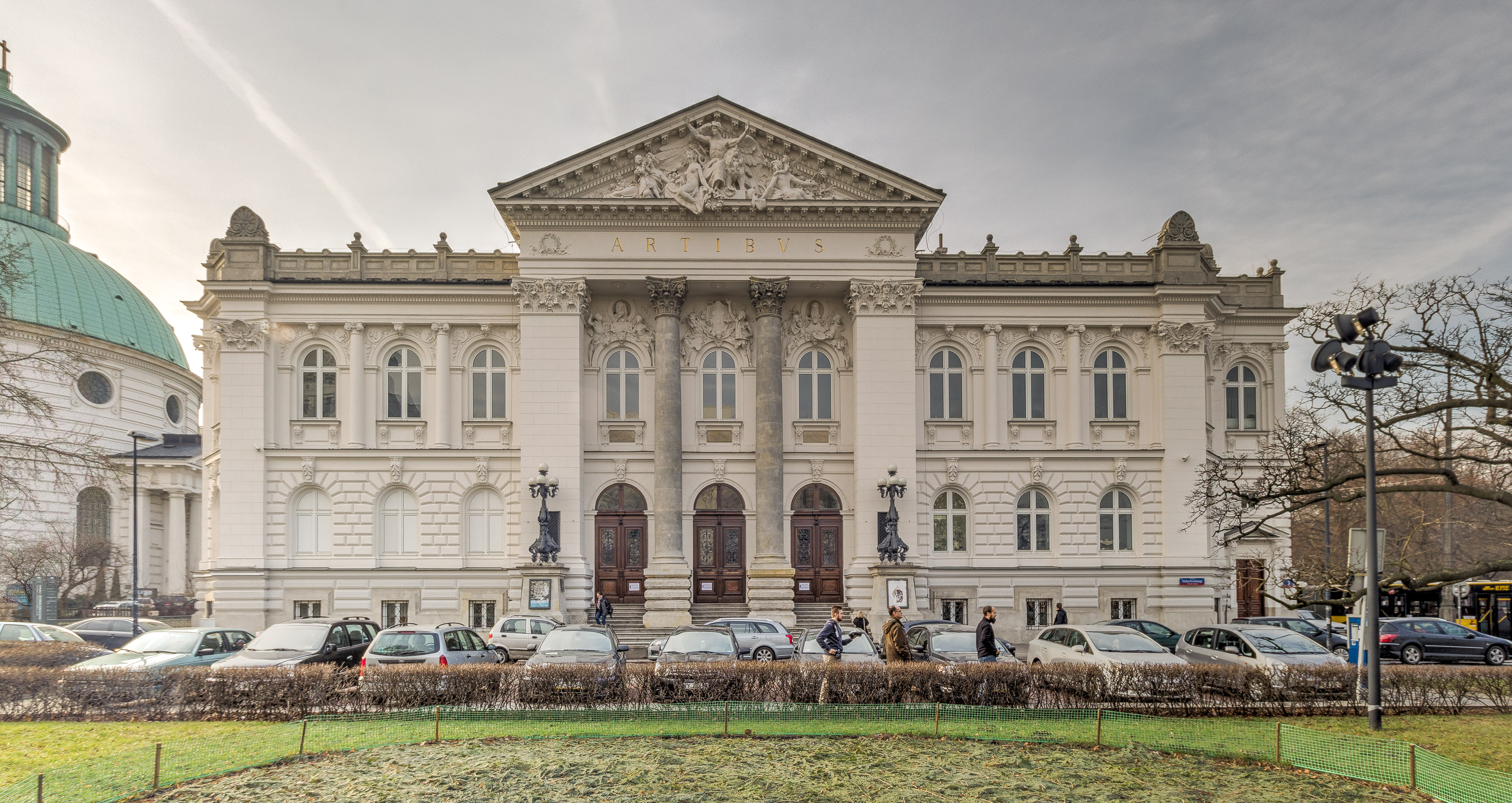
Zachęta Galería de Arte.

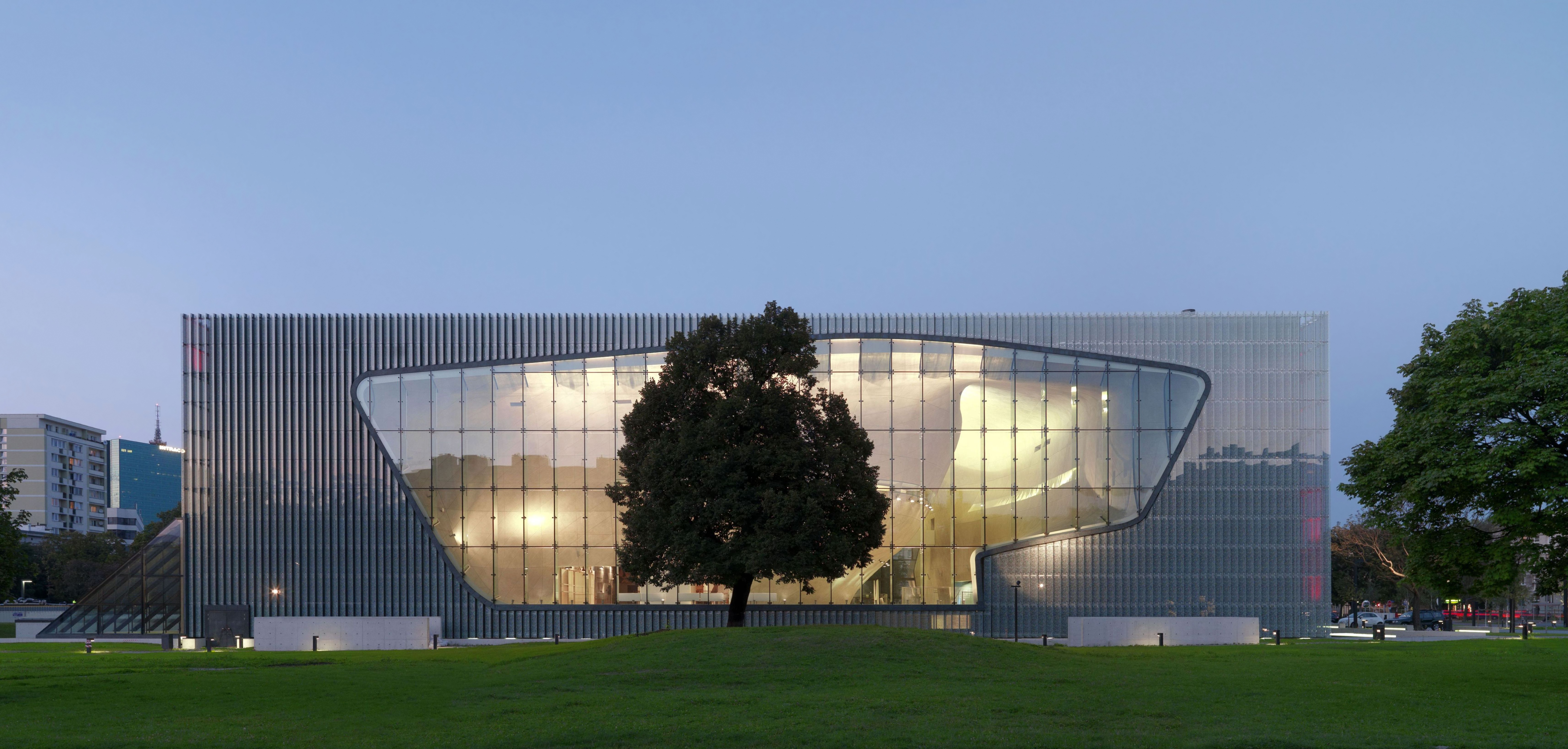
Museo POLIN de Historia de los Judíos Polacos

Los eventos de Varsovia durante la guerra dejaron profundos hoyos en las colecciones históricas de la ciudad.
Bien a pesar de que una considerable cantidad de tesoros se había amontonado en la ciudad sin imaginar los desastres que ocurrirían en 1939, es verdad también que un gran número de colecciones de palacios y museos en la periferia del país fueron enviados a Varsovia en la época en la que como capital era considerada un espacio más salvo para estos en lugar de algunos remotos castillos en los límites de Polonia.

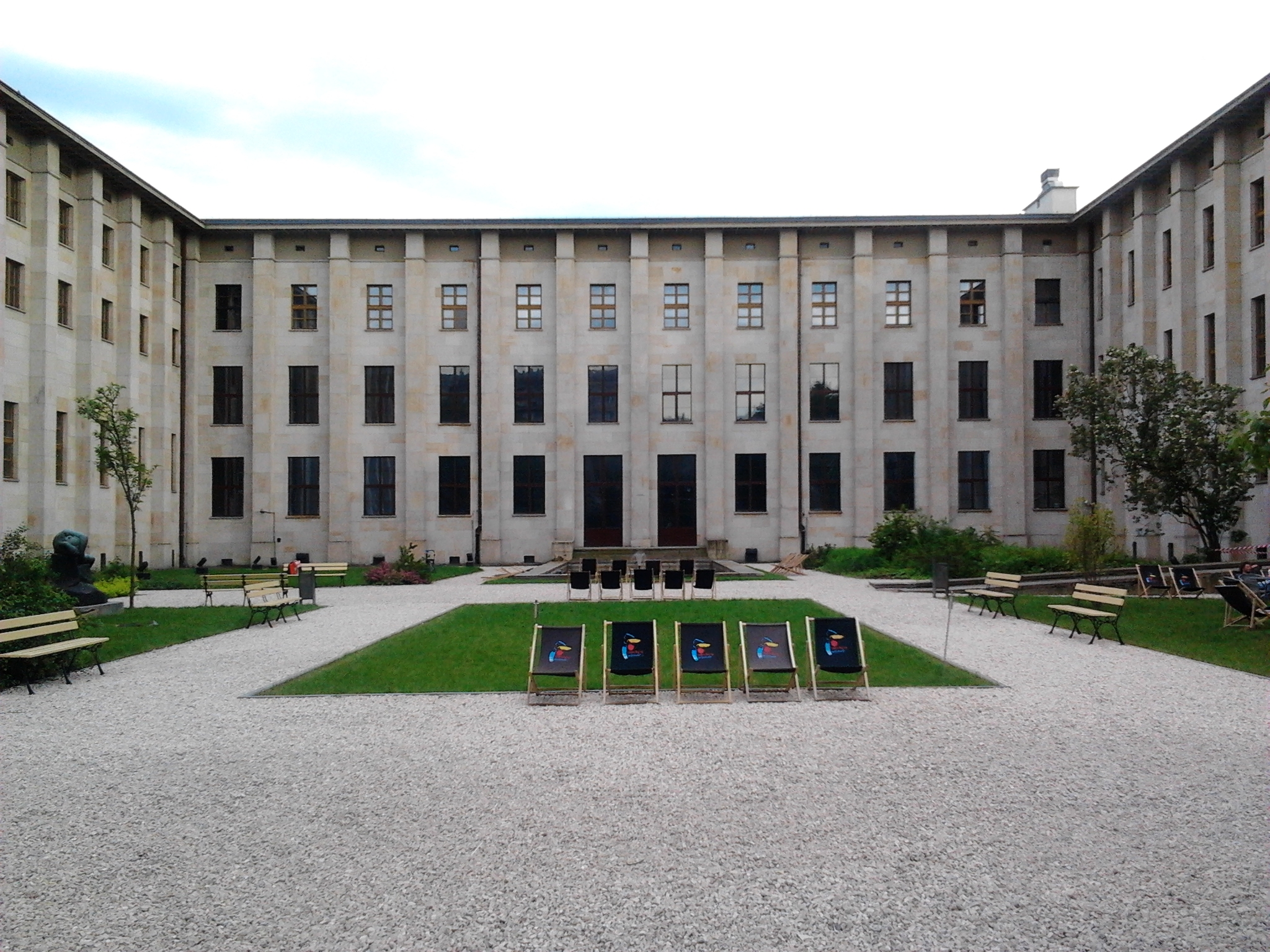
Museo Nacional de Varsovia

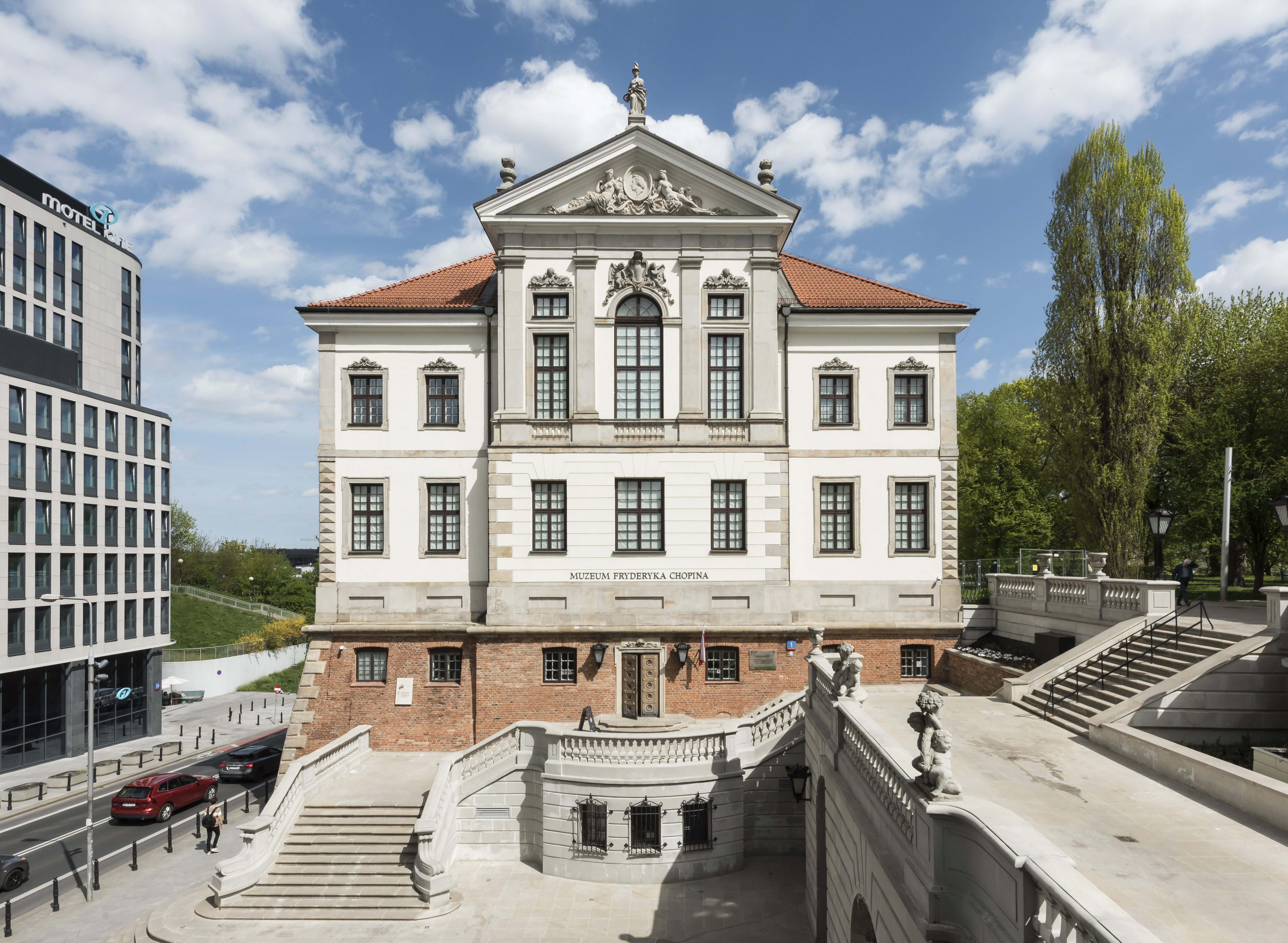
Castillo Ostrogski, del, sede del Museo Chopin.

Así pues, las pérdidas fueron muy importantes.
No obstante, Varsovia cuenta aún con maravillosos museos. Como interesantes ejemplos de exposiciones los más notables son: el primer Museo de Pósteres del mundo poseyendo una de las mayores colecciones de arte póster del mundo, el Museo de Caza y Equitación y el Museo Ferroviario. De entre los 60 museos de Varsovia, uno de los más prestigiosos es el Museo Nacional, con una amplia colección de obras cuyo origen varía en tiempo desde la antigüedad hasta la época actual, así como una de las mejores colecciones de pinturas en el país, y el Museo del Ejército Polaco, cuya obra retrata la historia de las armas.
Las colecciones del Palacio Łazienki y el Palacio Wilanów (ambos edificios en buena forma a pesar de la guerra) son excelentes, así como las del Castillo Real. El Palacio de Natolin, la antigua residencia rural del duque de Czartoryski posee un parque interior accesible a los turistas.
Un bello homenaje a la caída de Varsovia y la historia de Polonia puede ser encontrado en el Museo del Alzamiento de Varsovia y en el Museo de la Masacre de Katyń, los cuales preservan la memoria del crimen. La prisión de Pawiak, que durante la guerra fue un centro de detención de las SS de siniestra fama, funciona actualmente como un centro memorial de las víctimas del nazismo. El Museo de la Independencia acoge una sentimental y patriótica parafernalia relacionada con estas fatídicas épocas, así como también algunas invaluables colecciones de arte. Datado de 1936, el Museo Histórico de Varsovia contiene 60 salas que acogen una exhibición permanente de la historia de Varsovia desde sus orígenes hasta la actualidad.
El Real Castillo Ujazdów, del siglo XVII es sede del Centro de Arte Contemporáneo, con exhibiciones tanto permanentes como temporales, conciertos, shows y talleres creativos. La Galería Nacional de Arte Zachęta es el sitio de exhibiciones más antiguo de Varsovia, con una estrecha tradición que data de mitad del siglo XIX. La galería organiza muestras de arte moderno por artistas tanto polacos como internacionales y promueve el arte de muchas otras formas.
La ciudad posee a su vez algunos maravillosas curiosidades tales como el Museo de la Caricatura (el único de su tipo en el mundo), Museo de la Motorización, que posee, entre otros, autos clásicos de 1930 utilizados por Elvis Presley y Marilyn Monroe o el Museo de Asia y Pacífico.

### Medios y filmes

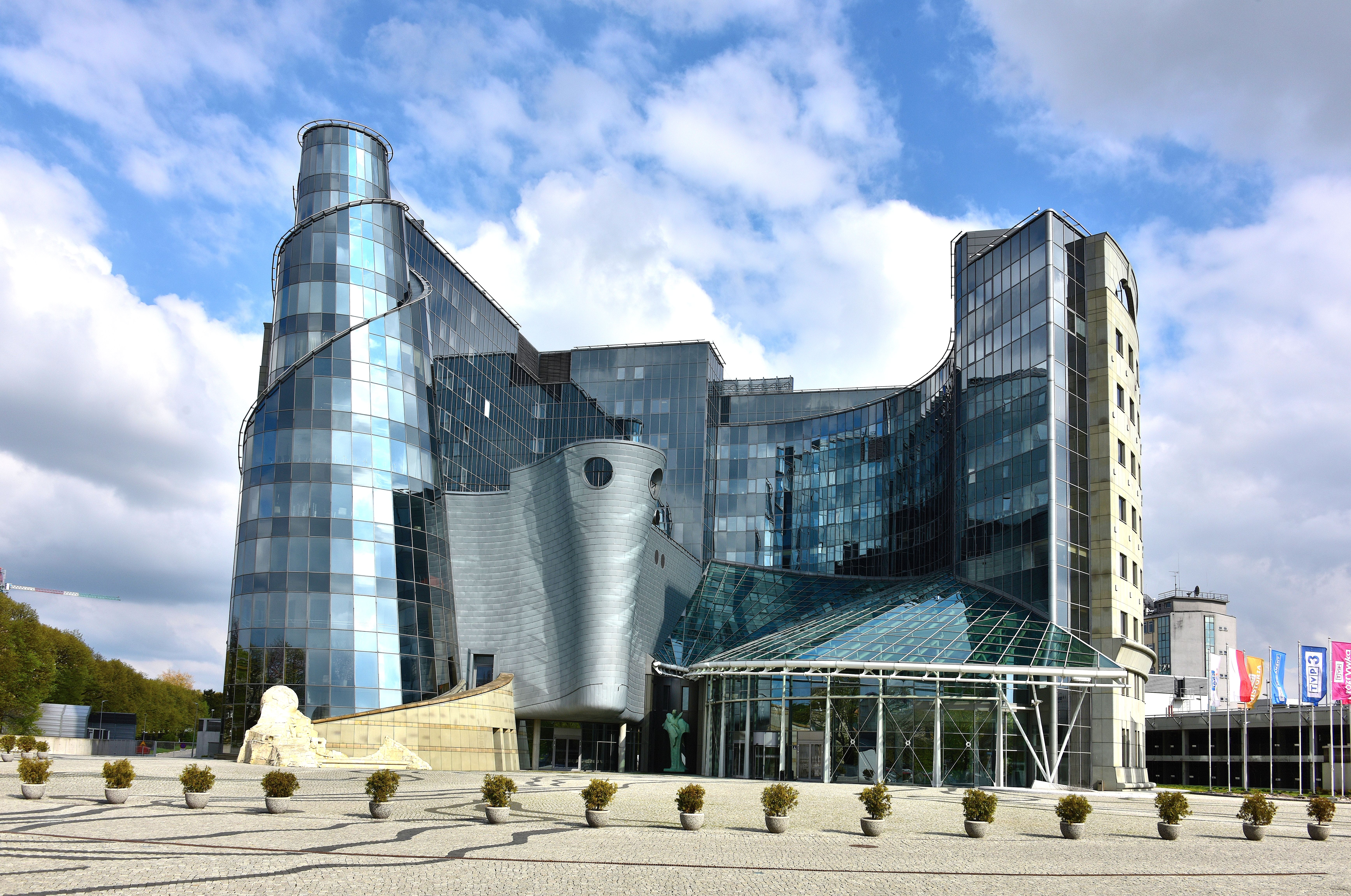
El nuevo Edificio de la Telewizja Polska.

Varsovia es el centro mediático de Polonia. Telewizja Polska, la mayor emisora pública de Polonia tiene su sede central en la calle Woronicza en Varsovia. Hay a su vez numerosas estaciones de radio y TV, tanto locales como nacionales, localizada en Varsovia, como la sucursal TVN de Polonia, Polsat, TV4 Polonia, TV Puls, Canal+ Polonia, Cyfra+ y MTV Polonia.
Desde mayo de 1661, el primer periódico polaco, el Merkuriusz Polski Ordynaryjny (‘Mercurio ordinario de Polonia’), fue impreso en Varsovia. La ciudad es también la capital de la impresión de toda Polonia con una amplia variedad de revistas nacionales y extranjeras que expresan distintas opiniones, siendo los periódicos nacionales son muy competitivos. Rzeczpospolita, Gazeta Wyborcza, Dziennik Polska-Europa-Świat son los grandes diarios de Polonia a nivel nacional, y tienen sus oficinas centrales en Varsovia.
Varsovia posee también una creciente industria de películas y televisión. La ciudad alberga numerosas compañías y estudios. Entre las compañías cinematográficas figuran TOR, Czołówka, Zebra y Kadr, la cual se halla detrás de varias producciones internacionales de películas.
Desde la Segunda Guerra Mundial, Varsovia ha sido el centro de producción de filmes más importante de Polonia. La ciudad también ha aparecido en numerosas películas, tanto polacas como extranjeras, por ejemplo: Kanal y Korczak, por Andrzej Wajda, El Decálogo por Krzysztof Kieślowski, como también la ganadora del Oscar en 2002 El pianista, obra de Roman Polański.

## Deporte
El 9 de abril de 2008, la alcaldesa de Varsovia Hanna Gronkiewicz-Waltz obtuvo del alcalde de Stuttgart, Wolfgang Schuster, una placa conmemorativa en virtud de que Polonia fuese la capital europea del deporte en 2008.

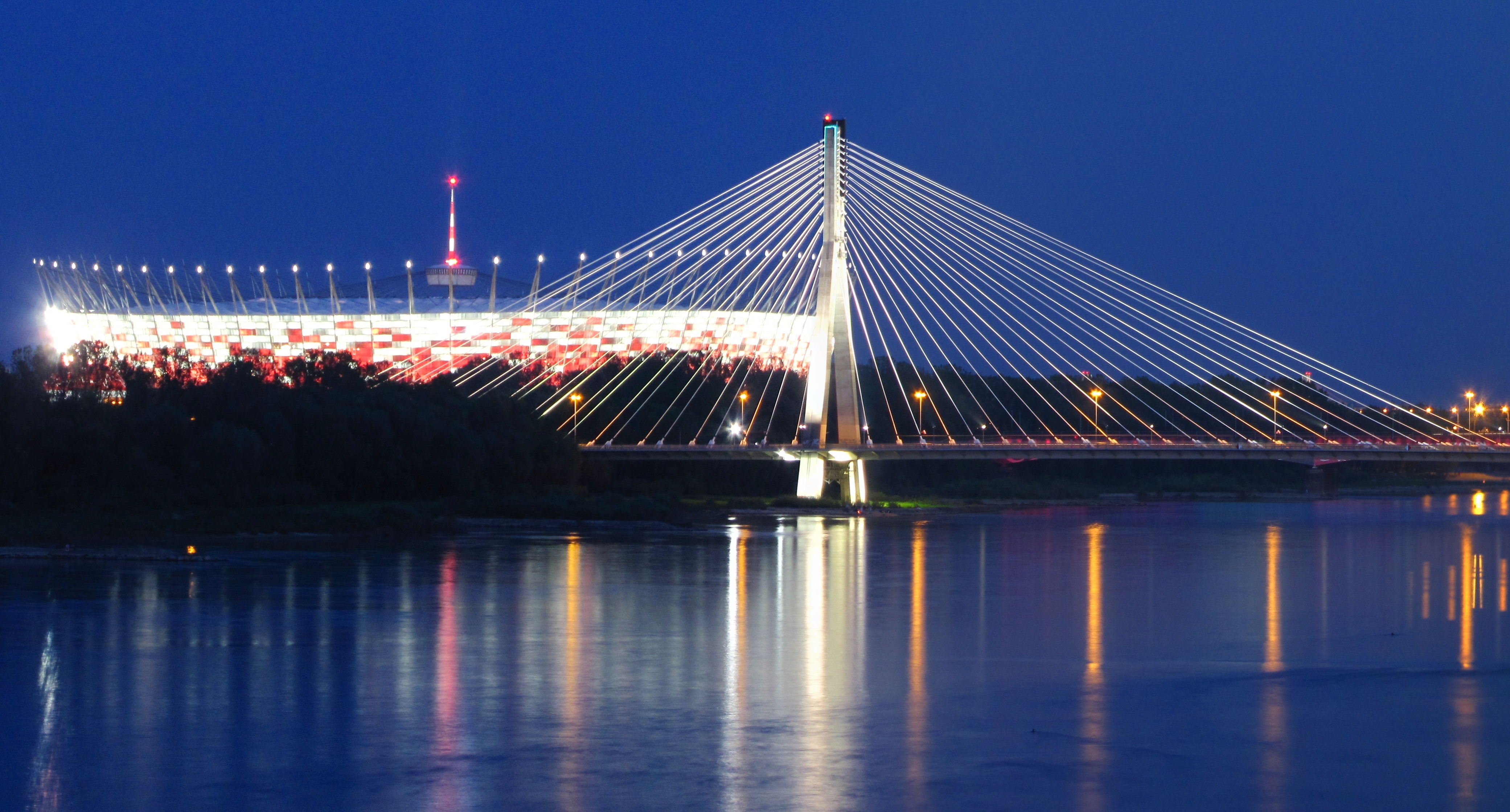
El Estadio Nacional y el puente Most Świętokrzyski desde el Wisła.

El Estadio Nacional, un estadio de fútbol, fue construido en Varsovia en el sitio del antiguo y dilapidado Estadio del 10.º Aniversario (Stadion Dziesięciolecia). El estadio nacional fue la sede del partido de apertura, el resto de los partidos del grupo 2, un partido de los cuartos de finales y un partido de semifinal de la UEFA Euro 2012, que organizaron en conjunto Polonia y Ucrania.

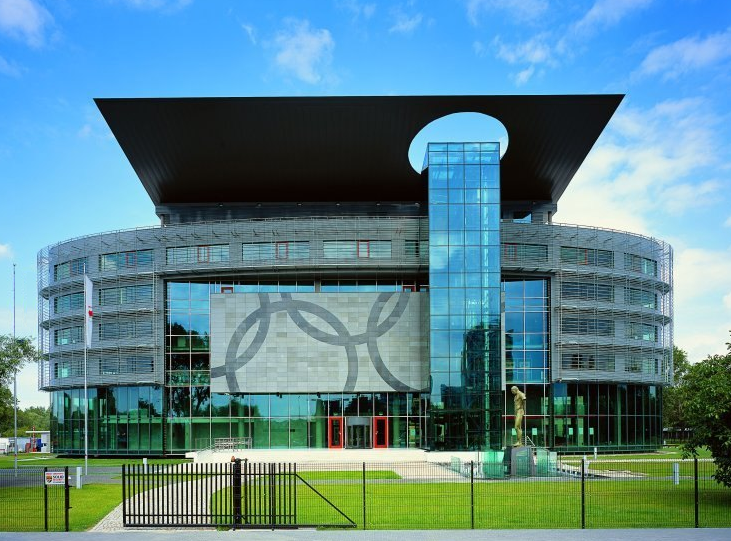
El centro olímpico de Varsovia.

Existen muchos otros centros deportivos en la ciudad. Muchos de los más vistos son las piscinas de nataciones y salones deportivos, muchos de ellos construidos por la municipalidad en los últimos años.
El mejor de los centros de natación de la ciudad está en el parque Warszawianka, 4 km al sur del centro sobre la calle Merliniego, donde existe una pileta de talle olímpico así como dispositivos acuáticos y un área para los niños. El equipo del fútbol con más éxitos es Legia Warszawa. En 1994 jugó en los cuartos de final de la Liga de Campeones de la UEFA. Equipo del ejército, con fanáticos en todo el país, juego en el Estadio del Ejército Polaco, justo al sudeste del centro en la calle Łazienkowska. Su mayor rival es el Polonia de Varsovia, campeones de la Liga en 2000, su sede está en la calle Konwiktorska, 10' a pie al norte del Barrio histórico.
Otras actividades son el tenis, el squash, los deportes acuáticos, las actividades hípicas, el ciclismo, la escalada o bien el fitness, practicable en muchos clubes. Cerca del centro de la ciudad hay campos de golf, piletas de natación, acuaparques, ríos artificiales y dispositivos y piscinas infantiles. Otros clubes de la ciudad son el Warsaw Eagles, un equipo de fútbol americano y uno de los mejores clubes de Polonia.

### Equipos de fútbol
- Legia de Varsovia
- Polonia Varsovia
- Gwardia Varsovia
- Hutnik Varsovia

### Equipos de baloncesto
- Polonia Warbud Warszawa
- Legia Warszawa (Legia Varsovia)

### Equipos de balonmano
- KS Warszawianka
- AZS AWF Warszawa

### Equipos de fútbol americano
- Warsaw Eagles
- Warsaw Spartans
- Królewscy Warszawa

### Otros
- AZS Politechnika Warszawa – voleibol
- Legia Warszawa (Legia Varsovia) – boxeo
- Polonia GSM Warszawa – ajedrez
- Warsaw Marathon – maratón anual

## Infraestructura
Aunque muchas calles y avenidas fueron ampliadas en los años 1950 y se construyeron nuevas vías de circulación, la ciudad presenta numerosos problemas de tráfico.
El transporte público se extiende por toda la ciudad, y lo conforman principalmente autobuses, tranvías y un sistema de metro.

### Carreteras y autopistas

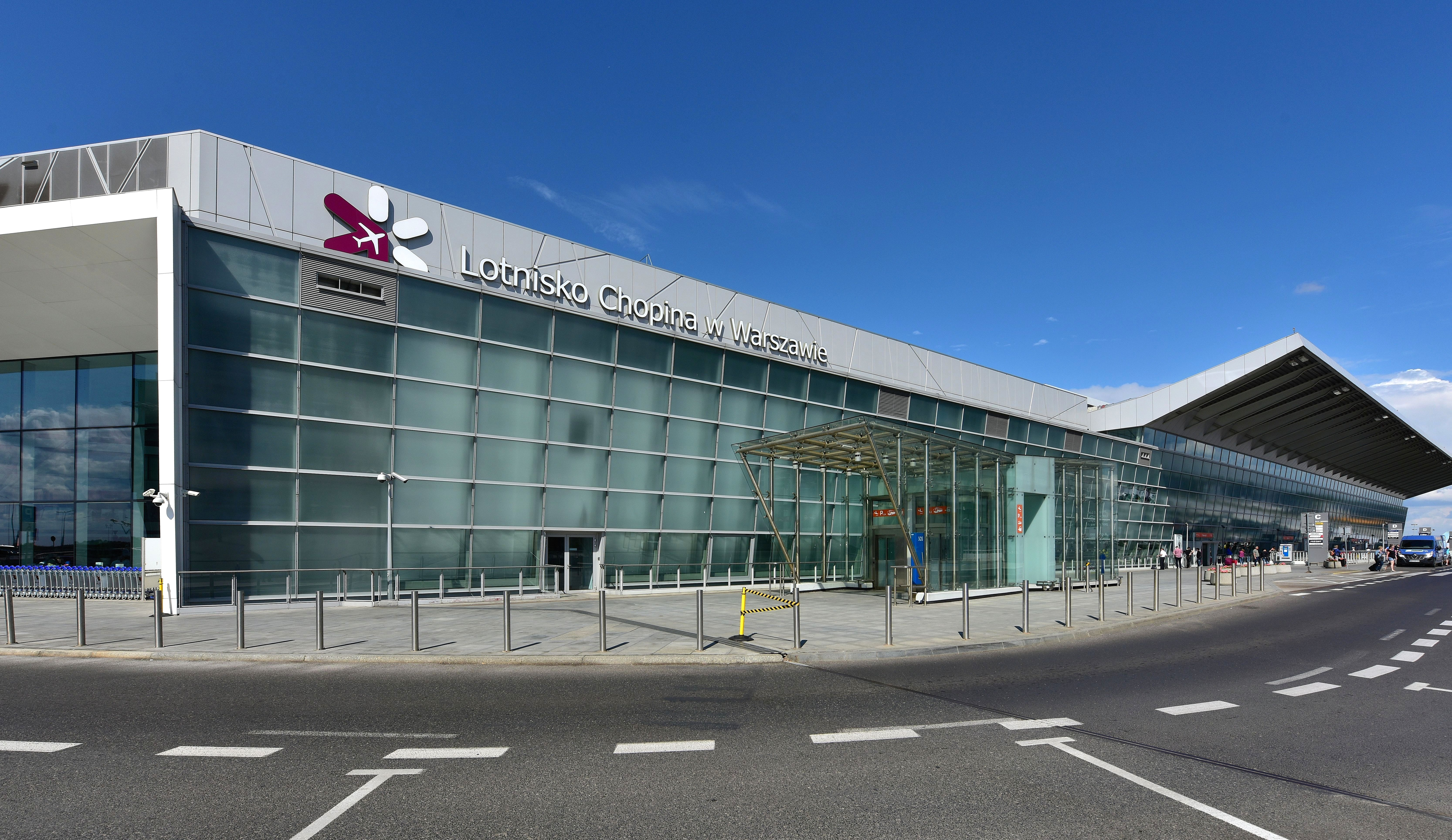
Aeropuerto de Varsovia-Frederic Chopin.

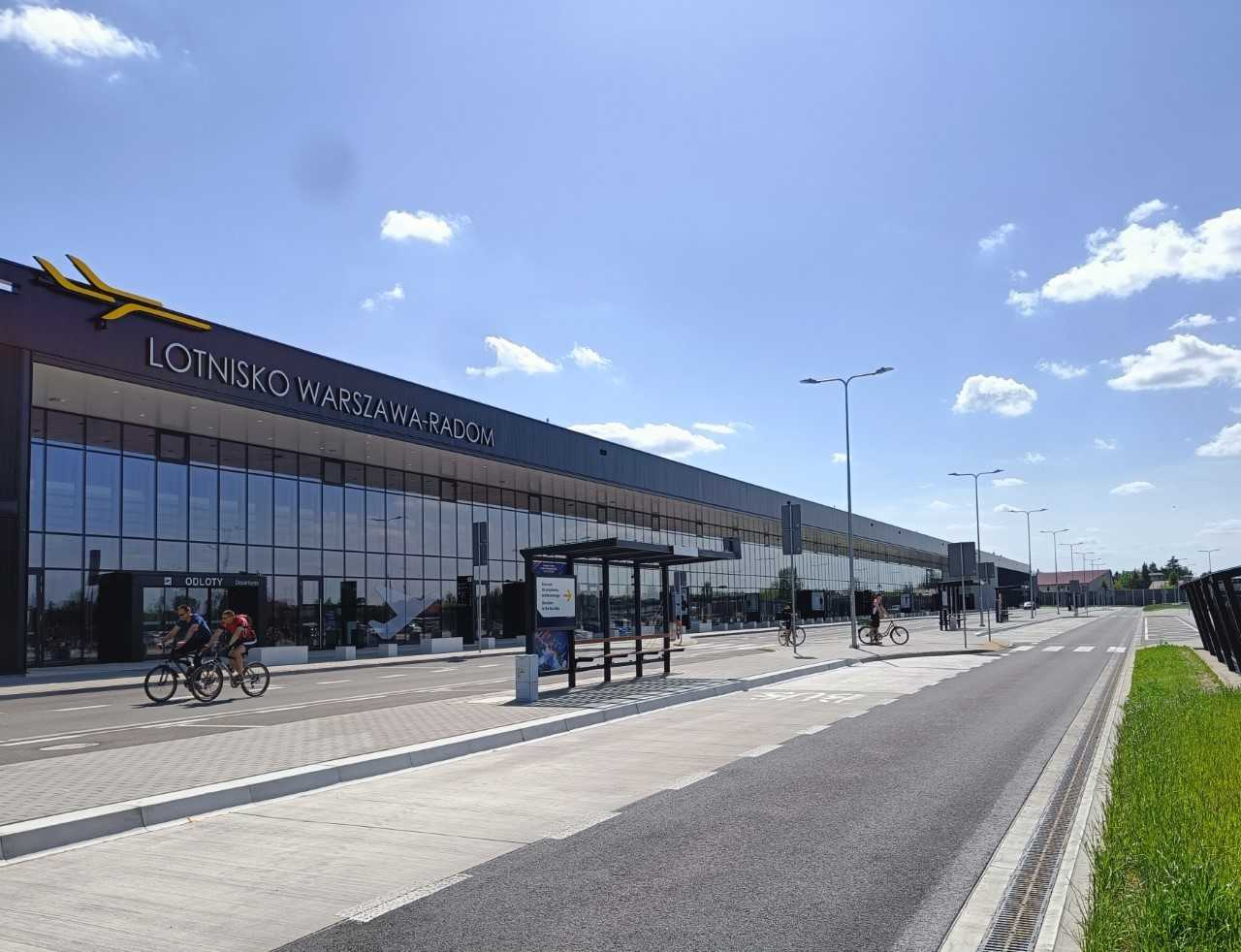
Aeropuerto de Varsovia-Radom.

La ciudad carece de un efectivo anillo periférico, por lo que la mayor parte del tráfico que se dirige de un distrito a otro suele atravesar el centro de la ciudad. Los varsovianos con vehículos deben afrontar congestionamientos viales, carencia de puestos de estacionamiento y trabajos de mantenimiento municipal diariamente. En la actualidad, se ha planificado la construcción de vías que no crucen el centro varsoviano, y se estima que para el 2014 esté listo un sistema de tres anillos que rodeen la ciudad.[actualizar] Las autoridades municipales también han estudiado la posibilidad de restringir el tráfico de vehículos privados a ciertas partes de la ciudad.

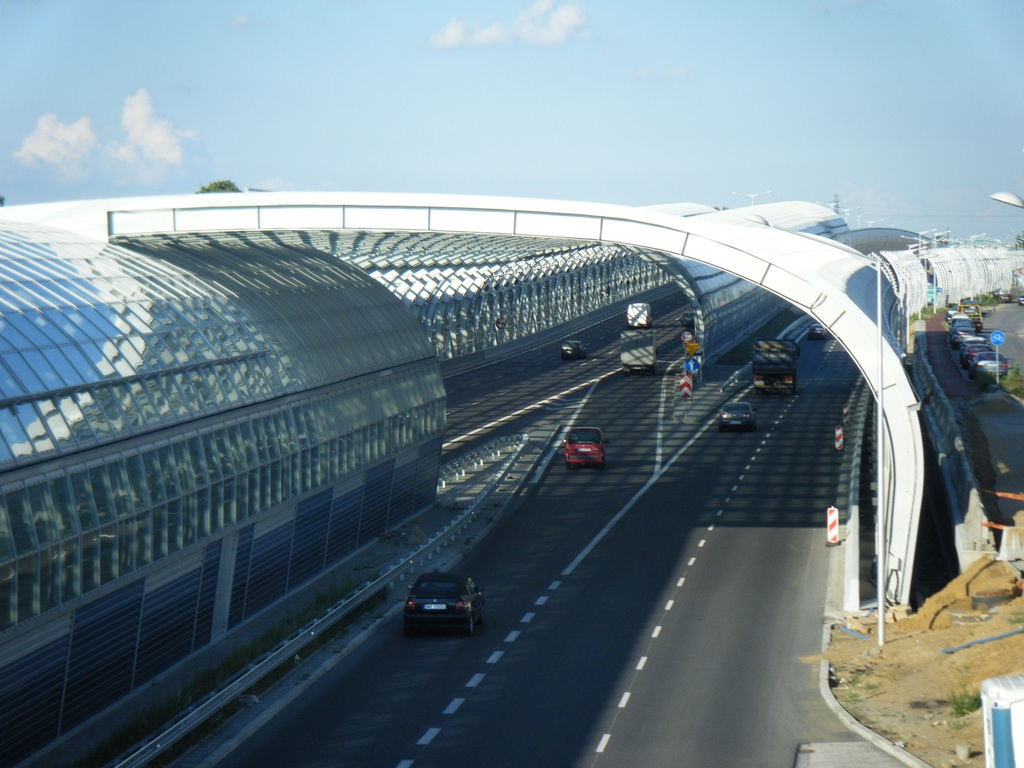
S8 en Varsovia.

El alto afluencia de vehículos no es la única causa del tráfico. Se estima que entre el 15 y el 20 % del movimiento de vehículos se debe a la búsqueda de un lugar para estacionarlo.
Uno de los sistemas en construcción recibe el nombre de Obwodnica Etapowa Warszawy, y tendrá una longitud de 10 km, iniciando en el centro de la ciudad, y cruzando dos puentes nuevos. Para el 2005, la ciudad contaba con 800 000 vehículos, dando una relación de un vehículo por cada 2.5 habitantes. Otro sistema nuevo va a ser parte de la autopista A-2, que a su vez será parte de la E30 europea, y de la carretera S-7. Esta vía atravesará el sur de la ciudad mediante un túnel ubicado en el distrito varsoviano Ursynów, ubicado al sur. Se espera que la construcción esté finalizada antes del 2012.[actualizar]
La autopista E30 conecta Berlín con Varsovia, un trayecto de 5 horas, y con Brest en Bielorrusia. La E77 comunica con Gdansk al norte, y Cracovia al sur. La E67 dirige a Breslavia, al suroeste.
Las condiciones de los 2600 km de calles de Varsovia no son óptimas. Para el 2004, el promedio de vida de los amortiguadores europeos era de 30 000 a 40 000 km, mientras que en Varsovia se reducía a entre 15 000 y 20 000 km. La ZDM es la oficina responsable de las calles de Varsovia, y están obligadas a pagar indemnizaciones si se demuestra que la suspensión de un carro sufrió daños debido al mal estado de las vías.

### Transporte aéreo
Varsovia tiene un aeropuerto internacional, el Aeropuerto de Varsovia-Frederic Chopin (normalmente denominado aeropuerto Okęcie), situado a solo 10 kilómetros del centro de la ciudad.
Con alrededor de 100 vuelos internacionales y domésticos al día y con más de 9.27 millones de pasajeros en 2007 es, con mucho, el principal aeropuerto de Polonia. Inmediatamente adyacente a la terminal principal, el complejo de la Terminal 1, está la terminal Etiuda, que sirve rutas de vuelo de bajo coste.
Una nueva Terminal 2 se abrió al público en marzo de 2008, a fin de aliviar el hacinamiento habitual y para ampliar la capacidad del aeropuerto en otros 6 millones de pasajeros más. La Terminal 2 sirve vuelos nacionales e internacionales operados únicamente por compañías aéreas de Star Alliance. La Terminal 2 fue construida por una empresa española.
Actualmente, la ciudad cuenta con dos aeropuertos adicionales: Aeropuerto de Varsovia-Radom (el aeropuerto más moderno de Polonia) y Aeropuerto de Varsovia-Modlin.

### Transporte público

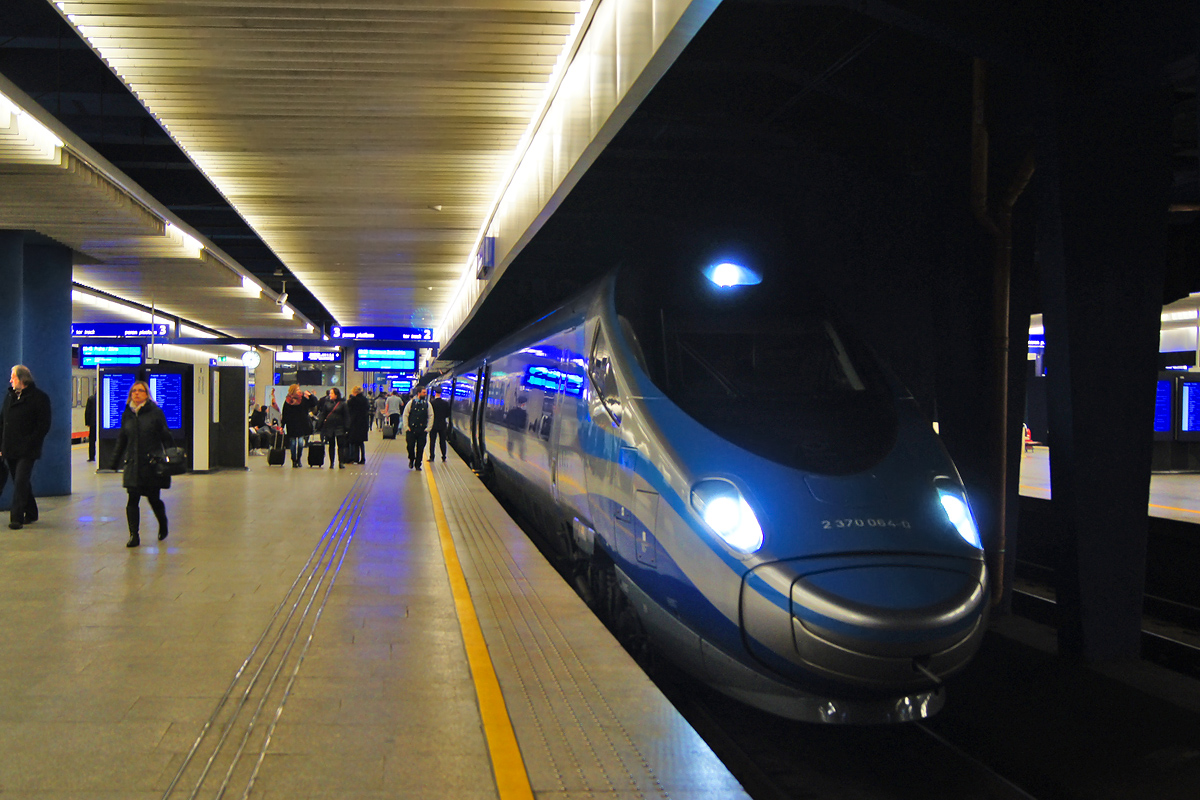
Pendolino trenes de alta velocidad conectan Varsovia, Cracovia, Breslavia, Triciudad y Área urbana de Alta Silesia.

El transporte público incluye el sistema de autobuses, de tranvías, de metro y de tren ligero para rutas inter-urbanas y otro para rutas extra-urbanas. Todos estos sistemas son controlados por la Autoridad Municipal de Transporte, excepto el tren extra-urbano, o regional, que es operado por Szybka Kolej Miejska Sp. z o.o. y Koleje Mazowieckie (Ferrocarriles Mazovianos). Hay tres rutas turísticas: "T", un antiguo tranvía que funciona entre los meses de julio y agosto; el autobús "100" que circula los fines de semana (es el único autobús de dos pisos propiedad de la ciudad) y el "180", un servicio regular de autobuses que sigue la "Ruta Real" de la guerra desde el Cementerio del Norte, cerca del casco antiguo de la ciudad, pasando por las vías más importantes de la ciudad como Krakowskie Przedmiescie, Nowy Świat y Aleje Ujazdowskie, y finalizando en el palacio de Wilanow.
Durante los años 1990, la popularidad del transporte público cayó drásticamente, llegando a ser utilizado por el 64 % de los varsovianos en 1998. En los años setenta, el transporte público había alcanzado su mayor pico, 90 % de uso. Para contrarrestar esta tendencia, las autoridades empezaron a renovar la flota de tranvías y buses, la mayoría con treinta años de servicio. Además, se inició la construcción de la segunda línea del metro. En 2009, el 67 % de los varsovianos lo usaba para moverse por la ciudad.
Las autoridades han empezado a construir carriles para ciclistas, aunque los varsovianos se han mostrado reticentes a usarlos, y en invierno es habitual verlos vacíos.

#### Bus

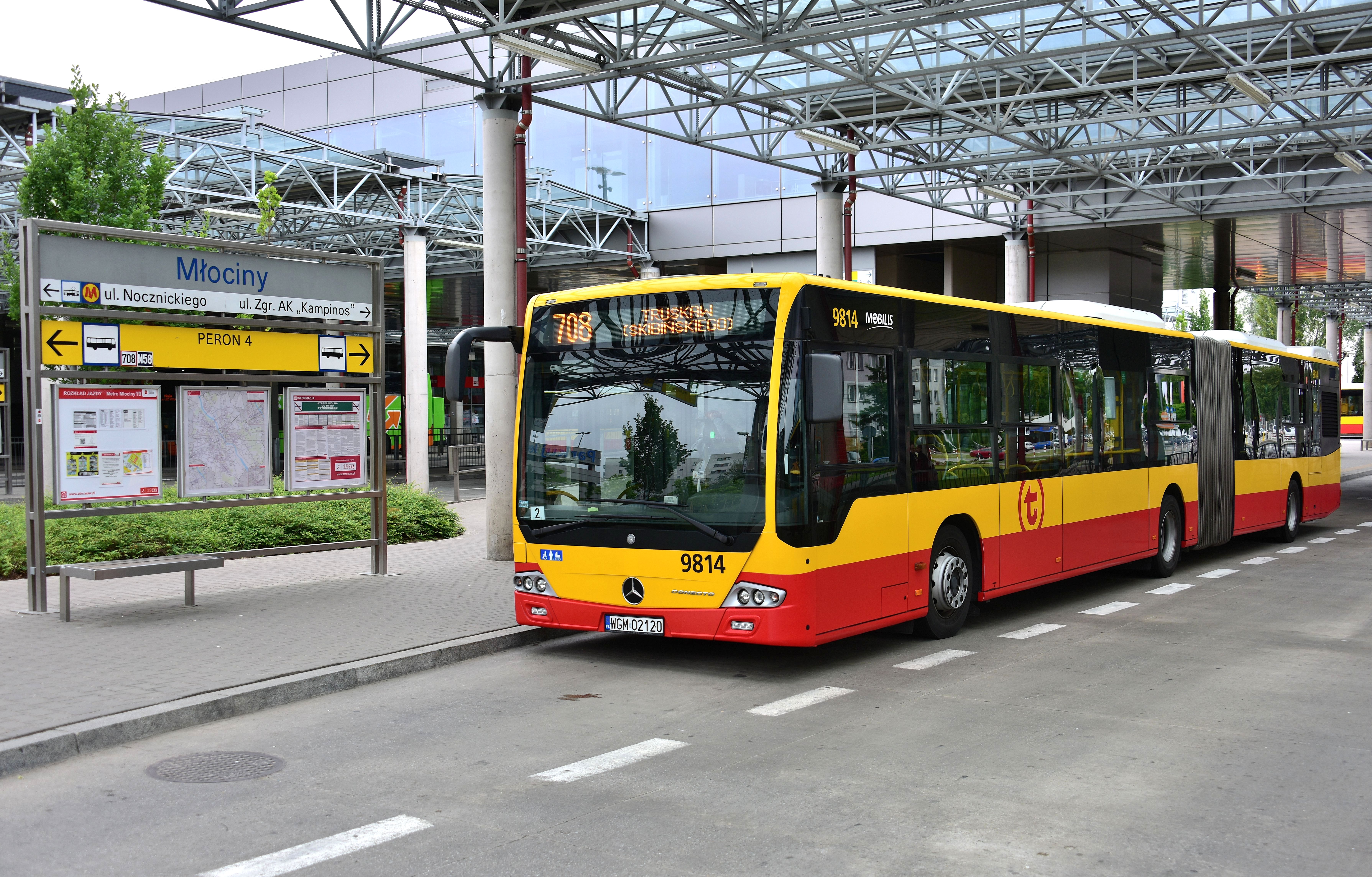
Autobús.

El servicio de autobuses cubre toda la ciudad, con aproximadamente 170 rutas de un total de 2603 kilómetros de longitud y con unos 1600 vehículos. Entre la medianoche y las 5 de la mañana, la ciudad y sus suburbios son atendidos por líneas nocturnas. El mismo billete, con la inscripción "ZTM Varsovia" es válido para todos los medios de transporte municipales, incluyendo las líneas de metro de la ciudad y sus alrededores. Los billetes pueden adquirirse en los quioscos o comprarse a los conductores de tranvías y autobuses.

#### Tranvía

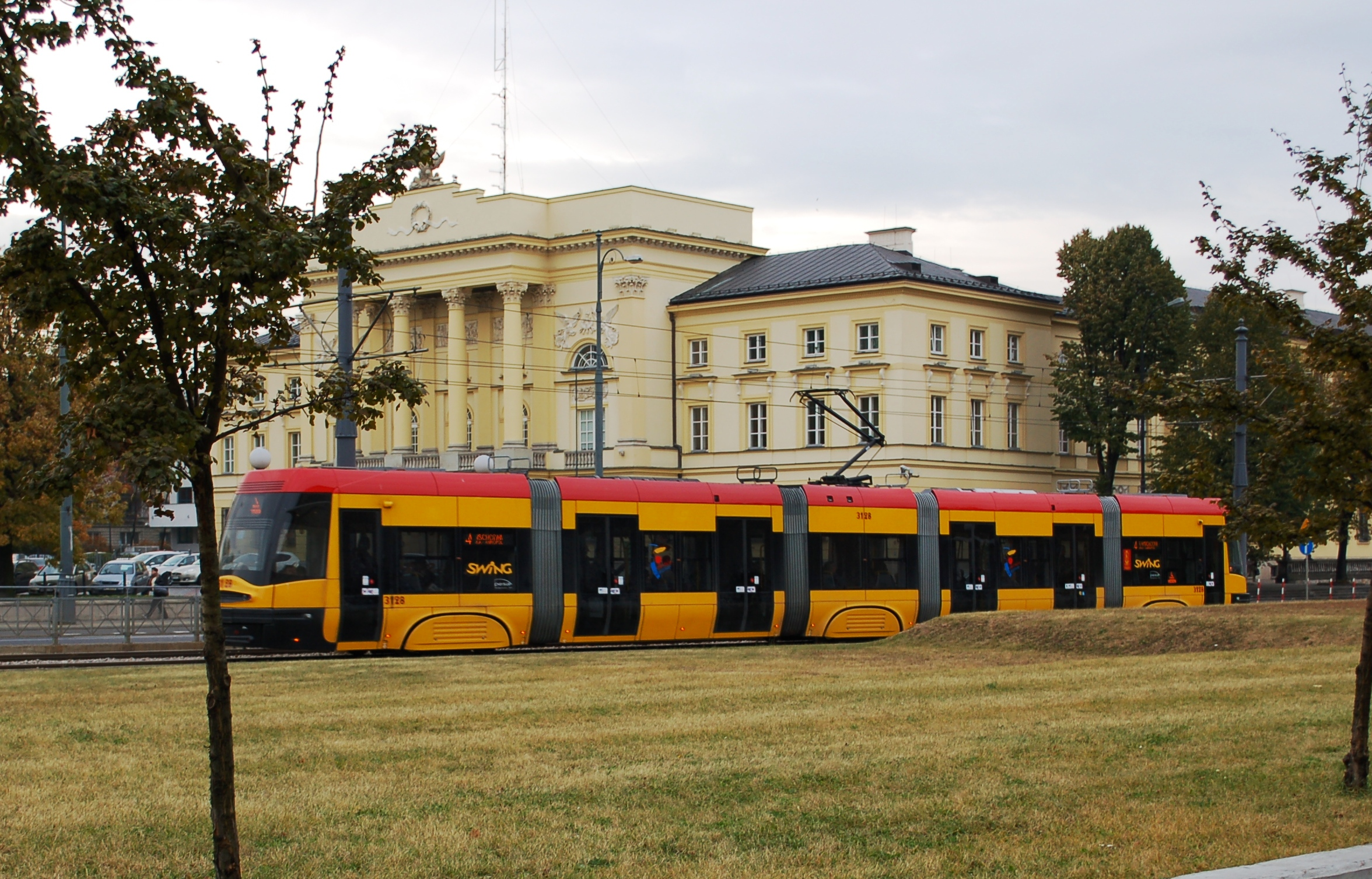
Tranvía.

La primera línea de tranvía se inauguró en Varsovia el 11 de diciembre de 1866. El último tranvía propulsado mediante caballos completó su recorrido el 26 de marzo de 1908. En el período de entreguerras (la Primera y Segunda Guerra Mundial), la red de tranvías se amplió considerablemente. Después de la invasión alemana en septiembre de 1939, el servicio se detuvo durante aproximadamente tres meses debido a daños causados por el conflicto. Volvió a prestar servicio en 1940. Un año más tarde, en 1941, se introdujeron los actuales colores de los coches (amarillo y rojo, los colores de la Bandera de Varsovia. Anteriormente, los tranvías se pintaban de color blanco y rojo, o totalmente rojo).
Durante el levantamiento de Varsovia, se destruyó el sistema de tranvía. La primera línea de tranvía se reabrió el 20 de junio de 1945. Tras la Segunda Guerra Mundial, la red de tranvía en Varsovia sufrió un rápido desarrollo. Las pistas llegaron a todos las puntos principales de la ciudad. Sin embargo, en los años 1960, la política oficial de las autoridades soviéticas en Polonia y la promoción del uso de petróleo soviético, provocaron que se compraran más autobuses y la red de tranvías se vio notablemente reducida.
Actualmente, la empresa Tramwaje Warszawskie dispone de 863 coches. Alrededor de veinte líneas discurren a través de la ciudad con líneas adicionales disponibles en ocasiones especiales (como el día de todos los Santos). La progresiva aproximación a la Unión Europea también ha facilitado subvenciones que se han destinado en la mejora de las infraestructuras y los vehículos de la red de tranvías.

#### Metro

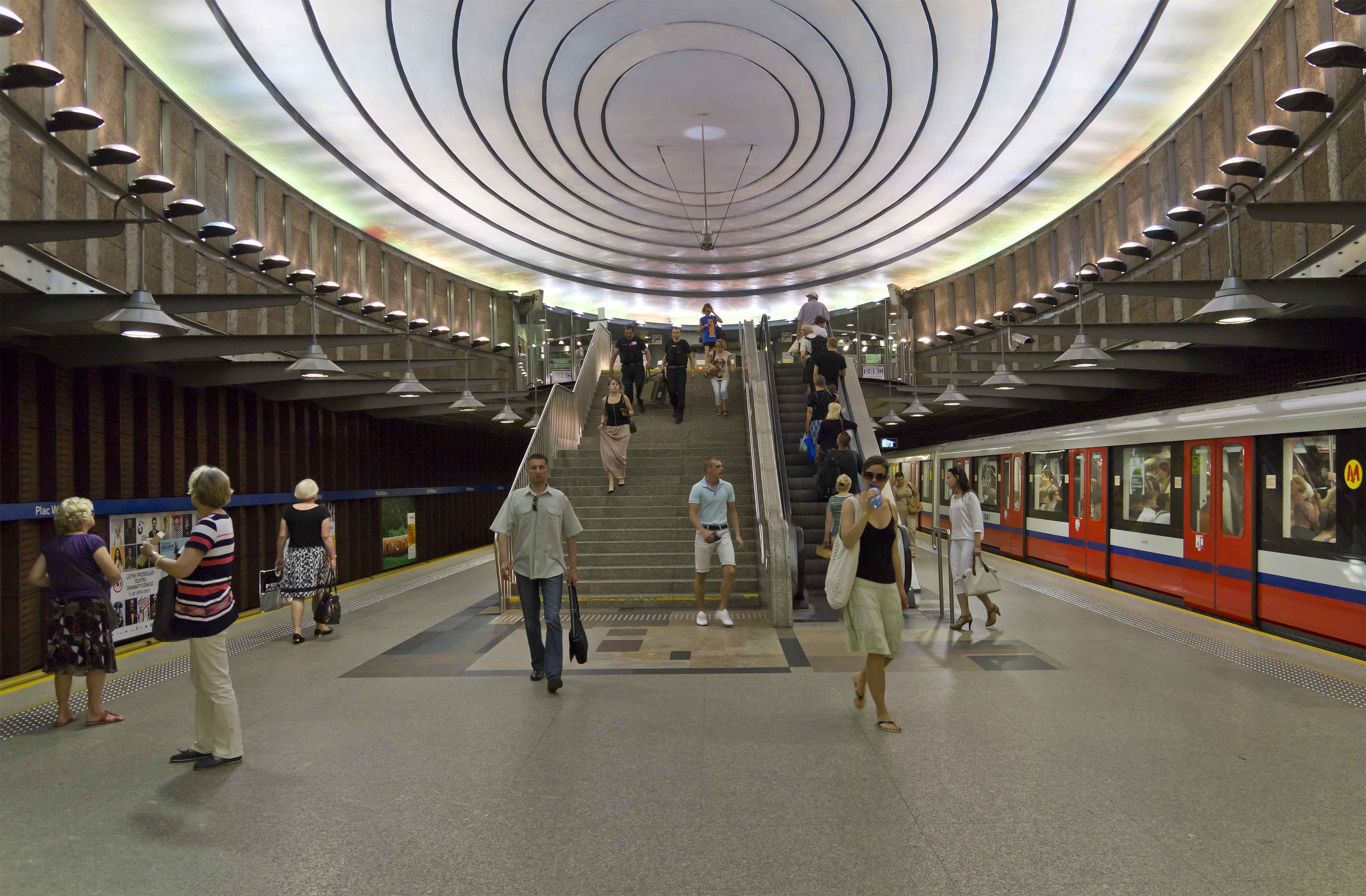
Línea 1 de metro, La estación plaza de Wilson.

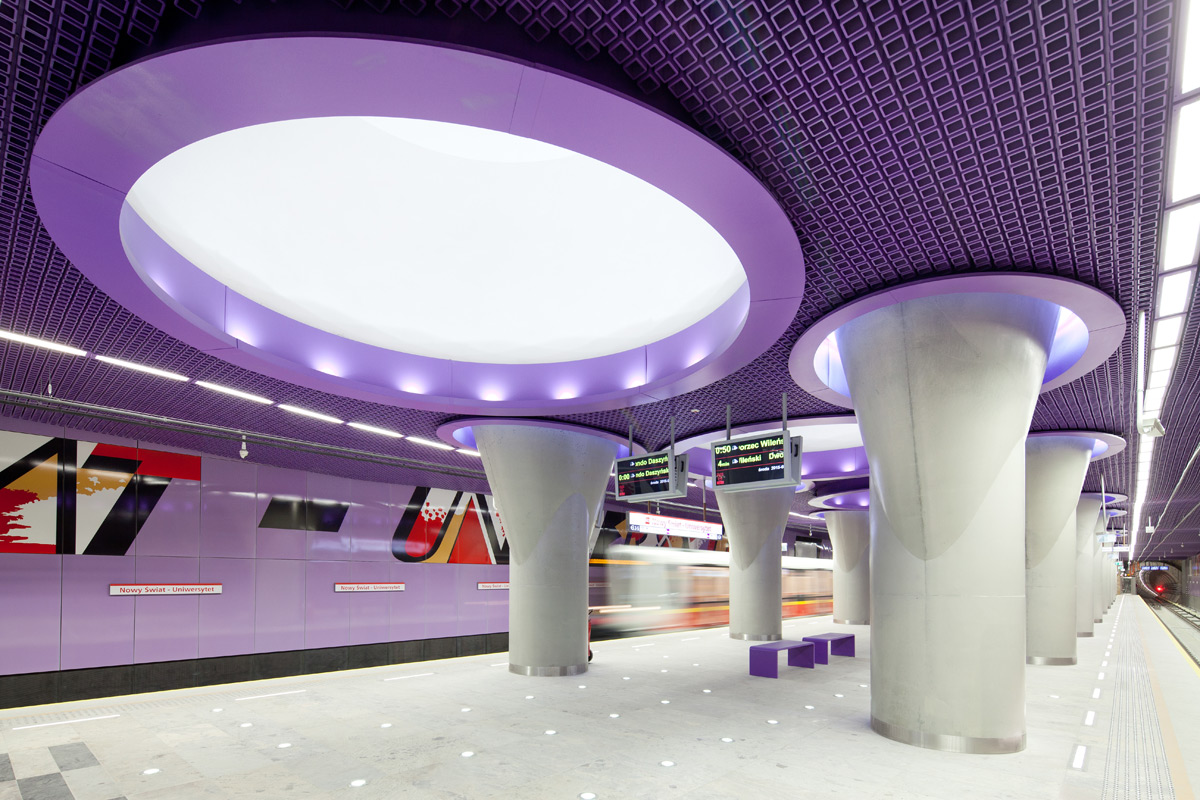
Línea 2 de metro, La estación Nowy Świat-Uniwersytet.

Los planes para la construcción del Metro de Varsovia (Metro warszawskie, en polaco) se remontan a 1925. La Gran Depresión fue la causa de que se pospusiera indefinidamente. Los estudios sobre el proyecto de metro se reactivaron en 1938, pero, entonces, la Segunda Guerra Mundial provocó un nuevo aplazamiento. A partir de 1955 comenzó nuevamente a considerarse la posibilidad de una red de metro superficial. Sin embargo, la fase de planificación se llevó a un ritmo muy lento y la situación económica impidió que los sucesivos gobiernos comunistas pudieran llevar a cabo los planes de ejecución del metro.
Ya en 1985, el programa fue aprobado por el gobierno y se construyeron los túneles. La falta de fondos, la mala planificación, y la tediosa burocracia hacía que el trabajo avanzara muy lentamente, a una velocidad no superior a los 2 metros al día. Tras 70 años, el metro se inauguró en 1995 con un total de 11 estaciones. La línea cuenta actualmente con 21 estaciones a lo largo de sus 23 kilómetros aproximados de vías.
Inicialmente, todos los trenes fueron de construcción rusa. En 1998, 108 nuevos vagones fueron encargados a la corporación francesa Alstom. El metro de Varsovia cuenta con una sola línea, que está siendo ampliada por el extremo norte. La estación situada más hacia el norte se llama Metro Młociny, y atravesando el centro de la ciudad llega hasta Ursynów, un distrito ubicado al sur. Este sistema subterráneo recibe el 14 % de los usuarios de transporte público de la ciudad. Para disminuir el uso del vehículo, se han establecido estaciones con estacionamientos de vehículos, las cuales han sido un éxito. La segunda línea atravesará Varsovia de oeste a este, luego de cruzar el Vístula girará hacia el norte.

#### Taxi
La ciudad cuenta con una amplia red de taxis que puedes tomar directamente en la calle. El servicio de taxi también está disponible en el aeropuerto y en las estaciones principales. Los precios del taxi son bastante asequibles en comparación con otras capitales europeas.[cita requerida]

#### Ferrocarril
La principal estación de tren es Warszawa Centralna, cuyo estructura está ligada a la del transporte subterráneo. También hay otras cinco estaciones de ferrocarril y un número menor de estaciones de trenes de cercanías.

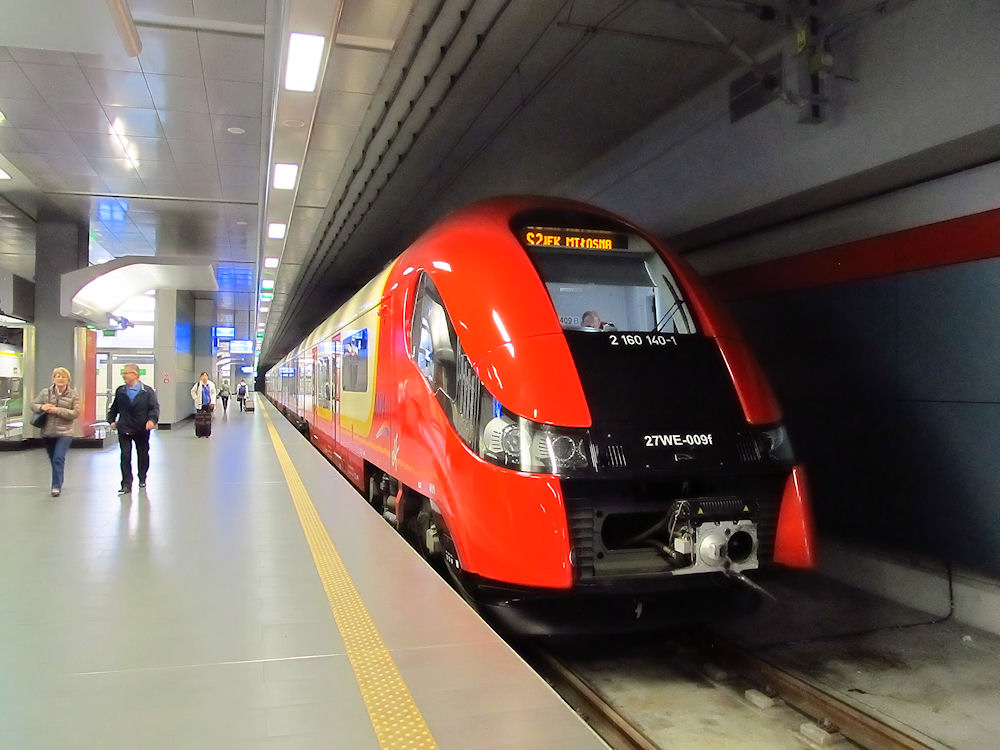
Szybka Kolej Miejska (Rápido tren urbano), La estación Aeropuerto Chopin.

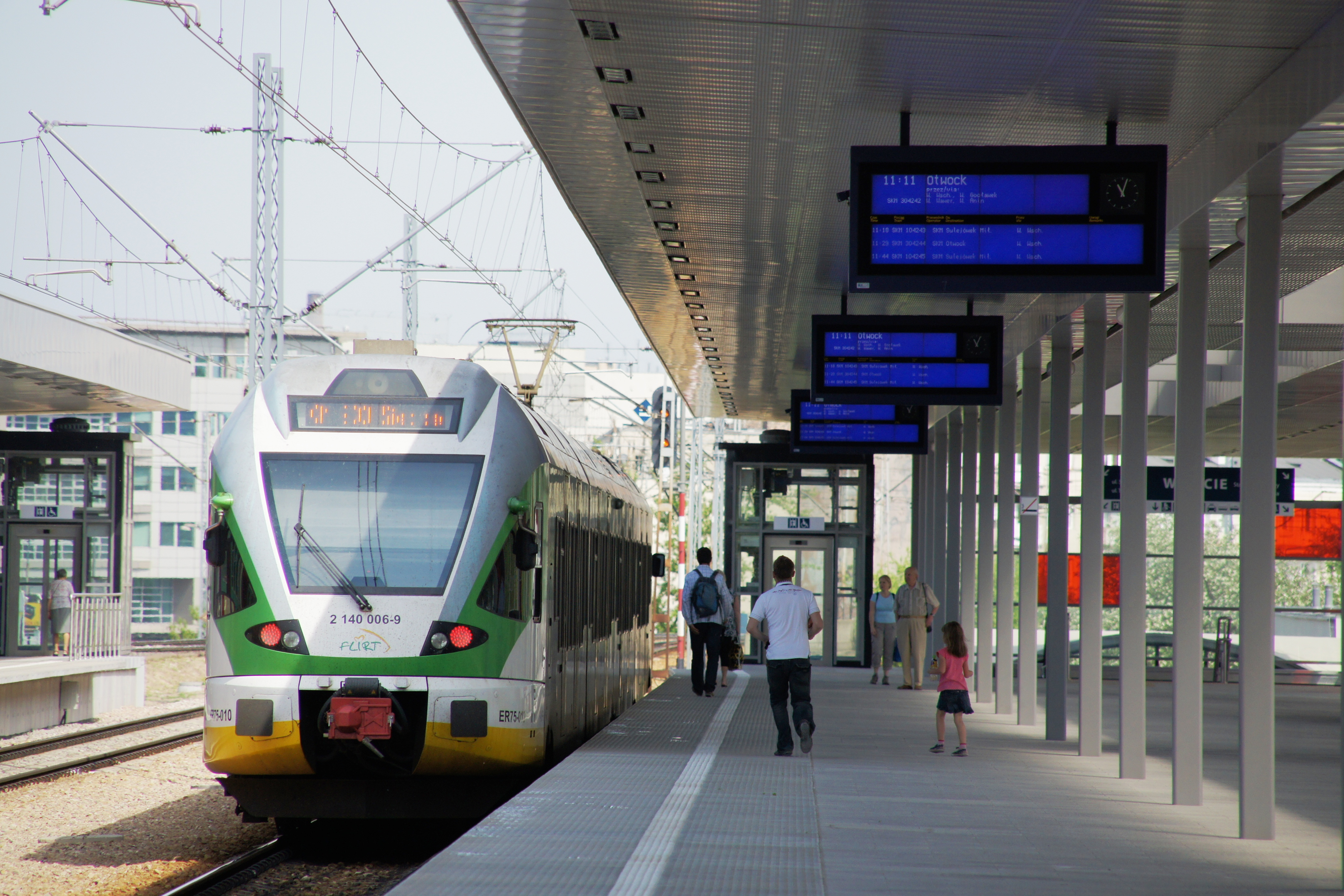
Koleje Mazowieckie (Ferrocarriles Mazovianos), La estación Estadio Nacional.

En 1845 se inauguró la línea Varsovia-Viena, el primer ferrocarril de Varsovia.
La principal línea de ferrocarril que cruza la ciudad lo hace mediante un túnel (el średnicowy, construido en 1933) de aproximadamente 2.3 kilómetros de largo que pasa por el centro de la ciudad. Es parte de una línea este-oeste, conectando las estaciones Warszawa Zachodnia, Warszawa Centralna y Warszawa Wschodnia por medio del túnel y el puente ferroviario sobre el río Vístula.

### Sistema de salud
El primer hospital en Varsovia fue establecido en 1353 por el duque Siemowit III y su esposa Eufemia y llamado el Espíritu Santo intra muros. En 1571 el famoso Wojciech Oczko, un autor de extensos tratados de balneología y sifidología se convirtió en doctor del hospital. Su sede se localizaba primeramente en las calles Piwna, Przyrynek y Konwiktorska, pero fue barbáricamente destruida durante el sitio de Varsovia de 1939.
La Universidad de Médica de Varsovia, la mayor escuela de medicina de Polonia, posee 16 hospitales afiliados incluyendo el hospital clínico más grande de Polonia, el Hospital Educativo Central Público sobre la calle Banacha, donde los estudiantes son entrenados en casi todos los campos de la medicina.
Varsovia alberga al Instituto de Salud Memorial de Niños, el hospital de más alta referencia de Polonia, como también un activo centro de educación e investigación. Este fue fundado por polacos residentes en Polonia e inaugurado en 1968. En un enorme complejo de construcciones de diseño nuevo, con el equipamiento más actualizado, posee un grupo de autoridades en pediatría y sus colaboradores. Actualmente, el hospital cubre un área de 20 hectáreas y emplea casi 2000 personas convirtiéndose en el centro pediátrico más grande de Polonia. Sus fondos provienen del Estado, de seguros de salud y de otros recursos.
El Instituto de Oncología Maria Skłodowska-Curie es unas de las instituciones oncológicas más grandes y modernas de Europa. Su sección clínica está localizada en un edificio de 10 pisos con 700 camas, 10 quirófanos, una unidad de terapia intensiva, varios departamentos de diagnósticos y una clínica para pacientes ambulatorios. Cada piso forma un departamento separado con sus propios pabellones de cirugía, radioterapia y quimioterapia. Cada departamento provee la gama completa de tratamiento combinado en una rama particular.
A pesar de que los sistemas de salud en Polonia son gratuitos para las personas cubiertas con seguro de salud, a veces estos son lentos. Para aquellos que desean evitar las colas de los hospitales públicos, hay muchos centros médicos privados y hospitales en Varsovia.

## Ciudades hermanadas
Las ciudades hermanadas con Varsovia son:
- Astaná, Kazajistán[119]
- Berlín, Alemania[119]
- Budapest, Hungría[119]
- Buenos Aires, Argentina[120]
- Chicago, Estados Unidos [cita requerida]
- Ciudad de México, México[119]
- Düsseldorf, Alemania[119]
- Estambul, Turquía[119]
- Grozni, Rusia[119]
- Hamamatsu, Japón[119]
- Hanói, Vietnam[119]
- Lima, Perú[119]
- Harbin, China[119]
- Isla de Francia, Francia[119]
- Kiev, Ucrania[119]
- La Haya, Países Bajos[119]
- Madrid, España[121]
- Moscú, Rusia[119]
- Oslo, Noruega[119]
- Riga, Letonia[119]
- Valencia, Venezuela[119]
- Río de Janeiro, Brasil[119]
- Saint-Étienne, Francia[119]
- San Petersburgo, Rusia[119]
- Seúl, Corea del Sur[119]
- Taipéi, Taiwán[119]
- Tel Aviv, Israel[119]
- Toronto, Canadá[119]
- Viena, Austria[119]
- Vilna, Lituania[119]
- El Cairo, Egipto[119]

Además, la ciudad cuenta con acuerdos de cooperación con:
- París, Francia[122]

| Predecesor: Doha | Sede de las Conferencias de las Naciones Unidas sobre el cambio climático 2013 | Sucesor: Lima |

## Ciudades homónimas
- Varsovia, Illinois, EE. UU.
- Varsovia, Indiana, EE. UU.
- Varsovia, Carolina del Norte, EE. UU.
- Varsovia, Ohio, EE. UU.
- Varsovria, Virginia, EE. UU.
- Varsovia, Meta, Colombia